# Sébastien Loeb
Vous lisez un « article de qualité » labellisé en 2015.
Pour les articles homonymes, voir Loeb.
Sébastien Loeb, né le 26 février 1974 à Haguenau (Bas-Rhin), est un pilote de rallye français reconverti en rallye-raid après un passage en compétitions sur circuit et en rallycross. Engagé sous les couleurs de Citroën Racing, il remporte avec son copilote Daniel Elena le championnat du monde des rallyes neuf fois consécutivement de 2004 à 2012 au terme de dix saisons complètes. Détenteur à son époque de la plupart des records de la discipline, acquis lors d'une période où le règlement imposait des ordres de passage pénalisants au numéro un mondial, il est le pilote le plus titré du sport automobile, le premier à s'être imposé dans quatre championnats du monde FIA différents, et considéré par de nombreux observateurs et spécialistes comme le plus grand pilote de rallye de tous les temps. Vainqueur de compétitions internationales en GT puis en Tourisme, médaillé d'or aux X Games, sacré Champion des Champions à cinq reprises et tombeur du record de la course de côte de Pikes Peak, il s'affirme également comme l'un des pilotes les plus complets.
Issu de parents enseignants, Sébastien Loeb était destiné à une carrière d'électricien lorsqu'il tente sa chance par la filière de détection de la FFSA avec l'opération Volant Rallye Jeunes. Remarqué par Dominique Heintz et Rémi Mammosser, il entame une carrière amateur grâce au soutien de ses mécènes et remporte le Trophée Citroën Saxo Kit Car puis le titre national sur terre. Engagé par Citroën Sport juste après son passage chez Roux Racing Team avec la 206 PA en 2001 au vu de ses résultats prometteurs, il décroche la même année le titre de champion de France et s'impose dans le nouveau championnat du monde junior en remportant toutes les manches du calendrier.
Il signe sa première victoire mondiale en catégorie reine l'année suivante lors du rallye d'Allemagne avant d'être titularisé à temps plein dans le championnat WRC dès 2003 aux côtés de Carlos Sainz et Colin McRae. Vice-champion du monde à l'issue de la saison, il domine ses deux coéquipiers plus expérimentés et échoue à un point du titre. Alors en pleine ascension, il s'adjuge neuf sacres consécutifs à compter de 2004 jusqu'à sa retraite progressive fin 2012, période au cours de laquelle il devient le premier pilote à s'imposer sur tous les rallyes classiques du calendrier et sur les six surfaces différentes du WRC, ainsi que le premier non nordique à remporter le rallye de Suède et plusieurs fois le rallye de Finlande.
Nonuple champion du monde en titre, il se retire de la discipline en 2013 sans être candidat à sa succession avant d'entamer une reconversion avec succès dans les compétitions sur circuit, tout d'abord en FIA GT Series puis en WTCC tout en poursuivant sa collaboration avec Citroën Racing. Celle-ci prend fin prématurément à l'issue de la saison 2015 après quinze années d'histoire commune, amorçant par voie de conséquence le transfert de l'Alsacien au sein des programmes de rallye-raid et de rallycross portés par l'écurie sœur Peugeot Sport. Il prend ainsi part au rallye Dakar et au championnat du monde de rallycross.
En 2018, il fait son retour en WRC en disputant trois rallyes sur Citroën et remporte le rallye de Catalogne. Il quitte ensuite le giron du groupe PSA pour s'engager avec Hyundai pour disputer plusieurs rallyes en 2019 et 2020. Il s'aligne en janvier 2022 sur le Rallye de Monte-Carlo et le remporte, signant sa 80e victoire en championnat du monde WRC dont il devient à 47 ans le plus vieux vainqueur.

## Vie personnelle

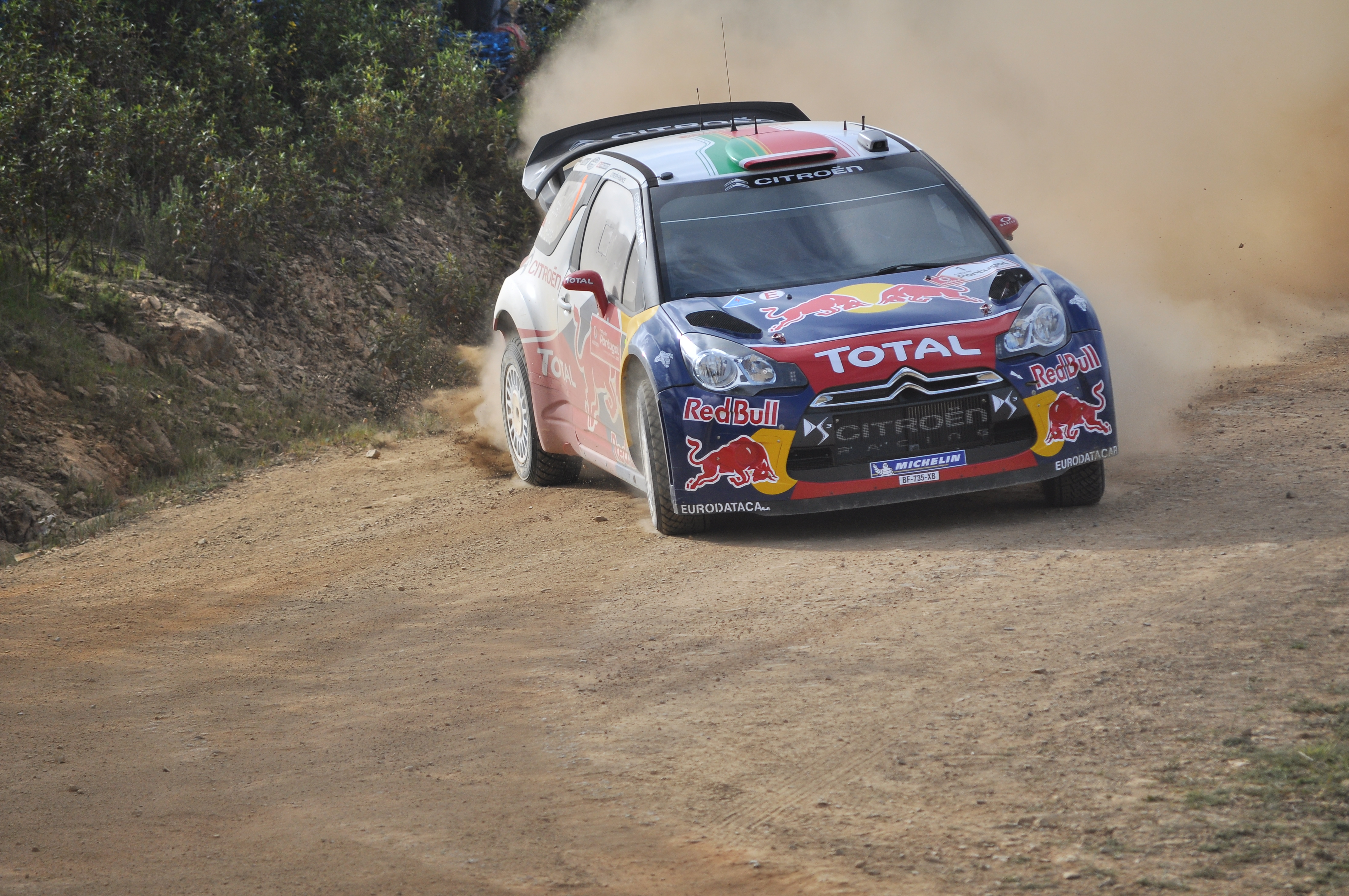
Photo lors du Vodafone Rally de Portugal en 2011

### Enfance et jeunesse
Sébastien Loeb est né le 26 février 1974 à Haguenau dans le département du Bas-Rhin. Son père, Guy Loeb, est professeur d'éducation physique et sportive au Lycée Robert Schuman tandis que sa mère, Ingrid Loeb, enseigne les mathématiques à l'institution Sainte-Philomène. Fils unique, il grandit dans la maison familiale d'Oberhoffen-sur-Moder et commence l'exercice de la gymnastique dès l'âge de trois ans sous l'impulsion de son père, ancien champion de France universitaire de la discipline. Au cours de ses douze années de pratique au club local, il acquiert un niveau régional en remportant à quatre reprises le concours général individuel du championnat d'Alsace de benjamin à minime et celui par équipes en poussin, avant de s'imposer dans le championnat du Grand Est et d'accrocher une cinquième place en championnat de France.
Élève appliqué jusqu'au collège, il se détourne progressivement des études jusqu'à faire preuve d'absentéisme en classe lorsqu'il prend goût pour la vitesse avec l'acquisition de sa première mobylette, une Peugeot 103. Titulaire du permis de conduire à l'âge de dix-huit ans, il s'offre une Renault Super 5 GT Turbo en profitant d'une aide financière de sa grand-mère et prend régulièrement part à des courses sauvages organisées dans les rues d'Haguenau et sur des parkings de supermarchés avec ses amis d'enfance. Les frais occasionnés par l'entretien de sa voiture, induits notamment par le changement mensuel de ses pneus et de ses plaquettes de frein, ainsi que ses ennuis fréquents avec la gendarmerie le mettent régulièrement à court d'argent. Enchaînant les petits boulots en Allemagne, il reprend les études en septembre 1994 à l'âge de vingt ans en entamant un BEP d’électrotechnicien en alternance et intègre parallèlement la société Socalec en tant qu'apprenti jusqu'en 1998. C'est à compter de l'année suivante qu'il décide finalement de se consacrer entièrement à sa carrière naissante de pilote de rallye,,,,.

### Famille
Sébastien Loeb est marié du 10 septembre 2005 jusqu'en 2019 à Séverine Mény, fille d'un concessionnaire automobile de Toul en Meurthe-et-Moselle. Il rencontre pour la première fois sa future épouse en 1996 lors de sa seconde participation à la finale de l'opération Volant Rallye Jeunes avant d'entamer une relation trois ans plus tard par l'intermédiaire d'un ami commun. Tous deux vivent en Suisse dans le Canton de Vaud sur l'arc lémanique à partir de 2003 et la première saison complète de l'Alsacien en championnat du monde. Son épouse donne naissance le 19 novembre 2007 à leur fille Valentine, au lendemain de la victoire de Sébastien au rallye d'Irlande et quelques jours avant l'obtention de son quatrième titre mondial. Le 29 juin 2019, Sébastien Loeb participe au rallye du Haut-Var avec pour copilote celle qui est présentée comme sa nouvelle compagne, Laurène Godey, originaire de Dogneville (Vosges).

### Philanthropie
Sébastien Loeb est l'un des ambassadeurs des associations Rêves et Tout le monde chante contre le cancer dont le but est de réaliser des souhaits d'enfants malades,. Il met régulièrement aux enchères des éléments de sa combinaison portés en compétition dans le but de récolter des fonds au profit du Téléthon et de Sport sans frontières,. Il est également membre depuis le 8 décembre 2010 des Champions de la Paix, collectif regroupant plusieurs dizaines d'athlètes de haut niveau créé par Peace and Sport, organisation internationale œuvrant pour la construction d'une paix durable grâce au sport sous l'égide du Prince Albert II de Monaco. Le 31 janvier 2011, il participe à l'un des concerts des Enfoirés aux côtés d'autres sportifs français pour le compte des Restos du cœur. En janvier 2013, il apporte son soutien à l'Association Française du Syndrome d'Angelman en devenant l'un des parrains de l'organisation.

## Carrière en sports mécaniques

### 1995–1998: Pilote de rallye amateur et premières victoires nationales
Sébastien Loeb fait ses premiers pas en compétition automobile en 1995 dans le cadre de l'opération de détection Volant Rallye Jeunes. Il remporte la finale nationale avant d'être déclassé second au profit de Nicolas Bernardi au motif que son ordre de passage lui aurait permis de bénéficier d'une meilleure luminosité, puis récidive l'année suivante,. Remarqué par Dominique Heintz et Rémi Mammosser, il participe à son premier rallye en 1997 au sein de la structure Ambition Sport Auto que les deux hommes créent de toutes pièces pour lancer sa carrière amateur. Au volant d'une Peugeot 106 Rallye homologuée en classe N1 puis N2, il prend part au trophée annuel organisé par le constructeur français et s'impose sur quatre épreuves dans sa catégorie. Ses résultats lui valent d'être élu Espoir Échappement à l'issue de la saison,,. L'année 1998 est marquée par sa rencontre avec Daniel Elena. Il devient à compter de cette date son copilote, qui le suivra dans la conquête de ses neuf titres mondiaux. Le duo franco-monégasque évolue alors en groupe A6 dans le cadre du Trophée Citroën Saxo Kit Car et remporte trois des cinq manches auxquelles il participe, dont une première victoire au classement général d'une épreuve lors du rallye du Val d'Agout. Lors du rallye du Val d'Agout 98 99 Sébastien Loeb termine deux fois premier avec son copain de Daniel Elena,.

### 1999: Vainqueur du Trophée Citroën Saxo Kit Car
Auteur de quatre victoires sur les sept manches du calendrier, dont une obtenue au classement général pour la deuxième année consécutive au Val d'Agout, Sébastien Loeb remporte en 1999 le Trophée Citroën Saxo Kit Car, toujours au sein de la structure Ambition Sport Auto créée à son attention par Dominique Heintz et Rémi Mammosser. Remarqué par les instances dirigeantes de la fédération française, il intègre l'Équipe de France FFSA avec laquelle il fait ses débuts en WRC sur les trois épreuves asphalte du mondial. Victime d'une sortie de route en Catalogne, il s'impose dans sa catégorie au Tour de Corse et au Sanremo, toujours au volant de la citadine de la marque aux chevrons. Participant également à quelques manches du championnat de France, il s'adjuge une nouvelle victoire de classe lors du rallye Alsace-Vosges en terminant troisième du général et engrange suffisamment de points sur l'ensemble de la saison pour prendre part à la finale de la Coupe de France avant que celle-ci ne soit annulée,.

### 2000: Champion de France des rallyes Terre 2 roues motrices
Abordant la saison 2000 sans programme principal par manque de budget, Sébastien Loeb trouve en la personne de Jean-Pierre Champeau un mécène lui permettant de s'attaquer à l'échelon national en disputant le Championnat de France des rallyes Terre. Au volant d'une Citroën Saxo Kit Car, il remporte le titre en catégorie deux roues motrices, fort d'un bilan de sept victoires sur les neuf manches du calendrier. Considéré comme l'un des meilleurs espoirs de l'Hexagone dans la discipline, il poursuit son partenariat avec l'Équipe de France FFSA grâce au parrainage actif de Didier Auriol, faisant ainsi ses premiers pas à bord d'une World Rally Car face à l'élite mondiale lors du Tour de Corse et du rallye Sanremo. Suivi de près par Guy Fréquelin, directeur de Citroën Sport, sur l'ensemble de l'année, l'Alsacien se voit finalement confier une Citroën Xsara Kit Car avec l'appui logistique de la marque aux chevrons pour prendre part au rallye du Var, manche de clôture du Championnat de France Asphalte. Il remporte le classement général de l'épreuve, signant ainsi sa première victoire de niveau national. Ce résultat marque un tournant décisif dans la carrière du jeune pilote en débouchant sur la signature d'un contrat d'usine avec Citroën pour la saison 2001,,,.

### 2001: Champion de France et du monde junior, premier podium en WRC
Désormais promu au rang de pilote officiel Citroën, Sébastien Loeb mène de front un double programme en 2001 avec, en sus de la marque aux chevrons, l'appui logistique de PH Sport et de la structure espagnole Piedrafita. Engagé dans la première édition du Championnat du monde junior au volant d'une Citroën Saxo S1600, il remporte les cinq manches auxquelles il participe et s'adjuge le titre à l'issue du Tour de Corse avec une marge importante sur son dauphin Andrea Dallavilla. Parallèlement à ce challenge international, il décroche une autre couronne dans le Championnat de France des rallyes à bord d'une Citroën Xsara Kit Car, arborant un bilan final de six victoires en huit courses. Il marque finalement les esprits de nombreux observateurs et des médias lors d'une pige effectuée au rallye Sanremo face à l'élite mondiale. Pour son premier départ au volant de la Citroën Xsara WRC, fraîchement débarquée des ateliers de Satory, il termine deuxième de la classique italienne, onze secondes derrière le vainqueur Gilles Panizzi, référence mondiale de l'époque sur asphalte. Ce résultat lui ouvre aussitôt de nouvelles perspectives avec de multiples propositions de contrats d'usine émanant des écuries adverses. Il choisit néanmoins de demeurer fidèle au double chevron en prolongeant sa collaboration avec la structure française pour deux saisons supplémentaires,,.

### 2002: Programme d'apprentissage en WRC

#### Exploit au Monte-Carlo et première victoire mondiale

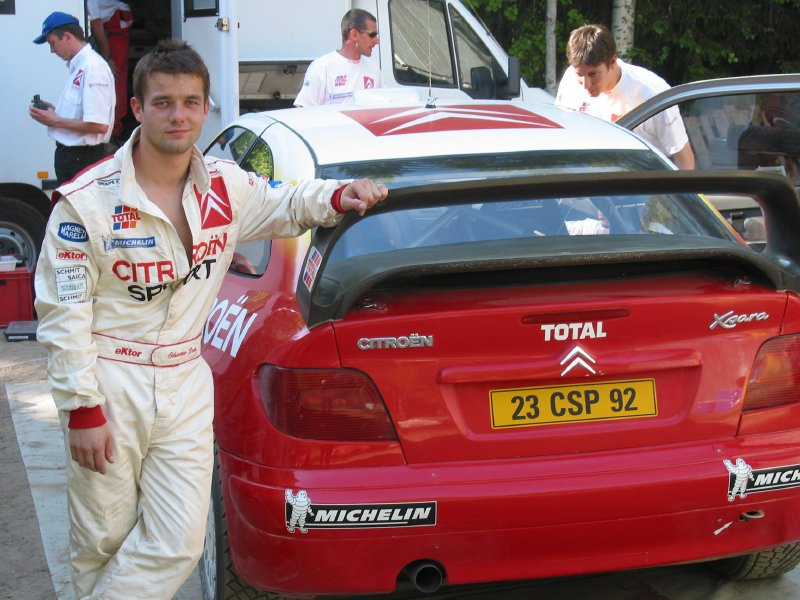
Sébastien Loeb en mai 2002 lors d'une séance d'essais privés avec Citroën Sport pour la préparation du rallye de Finlande.

Le titre de champion de France des rallyes et la deuxième place au Sanremo conquis l'année précédente permettent à Sébastien Loeb d'aller plus avant dans sa collaboration avec la structure Citroën Sport. L'écurie française engage le jeune pilote alsacien sur la saison 2002 dans le cadre de son programme partiel en championnat du monde, construit dans un premier temps autour de sept épreuves et destiné à préparer l'entrée de la marque aux chevrons dans la course aux titres à compter de 2003.
Loeb fait sensation dès la manche d'ouverture au rallye Monte-Carlo, s'emparant des commandes lors de la première étape et maintenant un écart de plusieurs dizaines de secondes sur ses aînés. Il résiste au quadruple champion du monde Tommi Mäkinen durant la totalité de l'épreuve et franchit l'arrivée en tête. Une pénalité de deux minutes prononcée après course le prive finalement de sa première victoire mondiale, les mécaniciens de Citroën ayant procédé à un changement de pneus sur sa Xsara WRC au soir de la deuxième étape au lieu du lendemain matin avant le départ des spéciales, conformément à une clause spécifique de la manche monégasque. Bien que sans effet sur les performances, cette erreur administrative provoque le déclassement du pilote français en deuxième position,.
Il termine dix-septième du rallye de Suède, seule épreuve neige du calendrier. Sur un revêtement qu'il découvre encore, il abandonne plusieurs minutes sur quelques erreurs de pilotage mais parvient à améliorer progressivement son rythme, notamment lors des seconds passages. Il retrouve sa surface de prédilection, l'asphalte, au rallye de Catalogne, accrochant la quatrième place dès le coup d'envoi mais sans parvenir à tenir tête aux Peugeot 206 WRC de Gilles Panizzi et du champion du monde en titre Richard Burns. Il est finalement victime d'une sortie de route lors de la dernière journée tandis qu'il défendait son rang face à Marcus Grönholm.
Loeb adopte un rythme prudent au départ du rallye de l'Acropole, sa première manche terre de la saison, limitant ses objectifs à une accumulation d'expérience. Sur un terrain coutumier des incidents mécaniques, il parvient à en esquiver les pièges et rejoint l'arrivée aux portes des points. Pour sa première et unique participation à une manche WRC typée endurance lors du rallye Safari, l'Alsacien signe ses premiers temps scratchs sur terre et se hisse provisoirement en quatrième position. Il cède finalement son rang dans les derniers kilomètres lors d'un combat serré l'opposant à Markko Märtin.
Sur un terrain atypique réputé chasse gardée des pilotes nordiques, Loeb est relégué au-delà de la vingtième place au coup d'envoi du rallye de Finlande. Il améliore son classement intermédiaire au fur et à mesure du roulage accumulé et franchit la ligne d'arrivée en dixième position. Il remporte deux semaines plus tard sa première victoire mondiale officielle lors du rallye d'Allemagne, nouvellement introduit au calendrier, au terme d'un duel serré face à Richard Burns sur les rives de la Moselle. Le champion du monde en titre s'incline sur un écart final de quelques secondes,.
Ces résultats prometteurs lui offrent l'occasion de prendre part au rallye d'Australie, initialement absent de son programme conclu avec Citroën, grâce à l'implication de Piedrafita Sport. Poursuivant un objectif d'accumulation d'expérience sur terre, il améliore significativement ses temps en spéciales au fur et à mesure de l'épreuve et termine aux portes des points sans commettre d'erreur. Son programme mondial s'achève au rallye de Grande-Bretagne lors duquel il gravite autour de la dixième place dans des conditions boueuses typiques de la manche galloise avant d'être victime d'une casse de suspension dans l'avant-dernière spéciale. Présent au départ des deux tiers des épreuves, il se classe dixième du championnat au terme de la saison devant l'ensemble de ses coéquipiers.

#### Formule France et Course des Champions
Sébastien Loeb prend le départ d'une compétition sur circuit pour la première fois de sa carrière en mars 2002 lors de la manche d'ouverture de la Coupe de France FFSA de Formule France organisée dans le cadre des Coupes de Pâques. Invité par la fédération française, il signe la pole position et remporte la course en enregistrant un nouveau record du tour.
Il participe pour la première fois à la Course des Champions cette même année aux côtés de Sébastien Bourdais et Mickaël Maschio en tant que représentants de l'équipe de France. Opposés aux équipes allemande et italienne lors des poules qualificatives, les trois pilotes terminent seconds de leur groupe, Loeb remportant ses deux duels face à Renato Travaglia et Walter Röhrl. Leurs meilleurs temps cumulés leur permettent d'être repêchés et d'accéder aux demi-finales pour affronter la formation américaine. Loeb y défait Jimmie Johnson mais la défaite de Bourdais face à Jeff Gordon les élimine de la compétition.
L'Alsacien remporte l'ensemble des duels l'opposant à Luis Monzón et Harri Rovanperä lors des épreuves individuelles. Il s'incline en finale face au champion du monde des rallyes en titre Marcus Grönholm après avoir créé la surprise en s'imposant dans l'une des manches au volant de la Peugeot 206 WRC du Finlandais.

### 2003: Première saison complète et vice-champion du monde

#### De jeune espoir à un point du titre mondial
L'année 2003 marque l'officialisation de l'engagement de Citroën Sport en Championnat du monde des rallyes ainsi que la première saison complète de Sébastien Loeb en catégorie reine. Trois Xsara WRC sont alors exploitées par la marque aux chevrons, les deux premières étant confiées aux anciens champions du monde Carlos Sainz et Colin McRae, désormais coéquipiers du jeune Alsacien.
Privé de sa victoire l'année précédente en raison d'une faute administrative de son équipe, Loeb s'impose officiellement pour la première fois au rallye Monte-Carlo, manche d'ouverture du calendrier, au terme d'un duel serré face au numéro un mondial Marcus Grönholm. Citroën y enregistre un triplé inédit en Principauté depuis 1989 par l'intermédiaire de McRae et Sainz qui complètent le podium. Leader du classement des pilotes pour la première fois de sa carrière, Loeb écope du handicap de balayeur au rallye de Suède, terrain spécifique réputé chasse gardée des pilotes nordiques. Auteur d'un temps scratch ainsi que de plusieurs chronos dans le trio de tête, il démontre une amélioration significative de ses performances sur neige et se classe septième à l'arrivée.
Nouvellement introduit au sein du calendrier mondial, le rallye de Turquie constitue la première épreuve disputée sur terre de la saison. Égarés au cours d'une liaison routière de la première étape, Sébastien Loeb et Daniel Elena tombent en panne d'essence et se voient contraints à l'abandon,. Sur un terrain qu'il découvre, l'Alsacien impressionne par sa rapidité d'adaptation lors du rallye de Nouvelle-Zélande. Il franchit l'arrivée au pied du podium et premier pilote Citroën après avoir figuré dans le quinté de tête intermédiaire sur plus de la moitié des spéciales.
Troisième épreuve inédite consécutive pour Loeb, le rallye d'Argentine présente des profils de spéciales variés privilégiant une expérience importante de la part des pilotes. Après avoir signé plusieurs temps dans le trio de tête, le Français est finalement contraint à l'abandon en fin de deuxième étape tandis qu'il occupait la cinquième place. Il subit un dénouement similaire lors du rallye de l'Acropole, lâché par le moteur de sa Xsara dès la première spéciale.
Loeb décroche le premier podium sur terre de sa carrière au rallye de Chypre, marqué par une hécatombe dans le clan Peugeot qui occupait trois des quatre premières places. Distancé par le leader Petter Solberg, il se classe troisième au terme d'une lutte serrée pour le gain de la seconde place face à Harri Rovanperä. Ces résultats encourageants sur une surface ayant jusque-là peu réussi aux pilotes tricolores persuadent son employeur de prolonger son contrat de titulaire de deux années supplémentaires. Il retrouve un environnement plus familier au rallye d'Allemagne sur lequel il avait signé la première victoire mondiale de sa carrière l'année précédente. Handicapé par un mauvais choix de pneus et un ordre de passage désavantageux, Loeb se retrouve dans un premier temps distancé avant de s'emparer de la tête au soir de la deuxième étape face à l'armada Peugeot. Il s'impose finalement pour quelques secondes au terme d'un duel haletant contre Marcus Grönholm.
Il peine à tenir la comparaison face aux pilotes locaux au départ de l'atypique rallye de Finlande et ses célèbres Jumps. Il augmente progressivement son rythme, signant quelques bons chronos dans la deuxième étape, et entame une remontée qui le conduit jusqu'en cinquième position. Il confirme sa progression sur revêtement terre en signant quatre temps scratchs dès l'entame du rallye d'Australie et s'empare de la tête au soir de la première étape. En lutte pour la victoire jusque dans les derniers kilomètres, il cède finalement sous la pression de Petter Solberg en raison d'un mauvais choix de pneus mais parvient à revenir à dix longueurs de Richard Burns au classement mondial avant trois manches asphalte consécutives.
Il s'empare rapidement des commandes au rallye Sanremo en signant quatre temps scratchs lors de la première étape. Détenteur d'une avance de près d'une minute sur ses poursuivants, il adopte un rythme de gestionnaire dans les secteurs restants. Il s'impose finalement sur le fil après que l'arrivée tardive de la pluie en fin d'épreuve ait favorisé la remontée de Gilles Panizzi. Le Tour de Corse est alors l'occasion pour l'Alsacien de prendre une sérieuse option pour le titre. Il se porte en tête du rallye au cours de la première étape et se voit opposer au pilote Ford Markko Märtin dans la lutte pour la victoire. Les deux hommes partent finalement à la faute le lendemain dans des conditions pluvieuses. La Citroën Xsara WRC de Loeb reste bloquée durant dix minutes au sommet d'un talus, le condamnant à une treizième place hors des points,.
Le dernier chapitre du triptyque asphalte de fin de saison a lieu dans le cadre du rallye de Catalogne. L'Alsacien s'empare des commandes dès la deuxième spéciale et accentue continuellement son avance en signant plusieurs temps scratchs. Les deux dernières journées sont le théâtre d'un match à trois l'opposant à Gilles Panizzi et Markko Märtin. Loeb parvient à contenir le retour de ses poursuivants et semble avoir course gagnée jusqu'à l'arrivée impromptue de la pluie dans les derniers kilomètres. Usant d'un choix de pneus audacieux et inconnu de Citroën Sport, Panizzi parvient à reprendre près d'une minute à son compatriote pour lui arracher la victoire sur le fil,.
Seuls Carlos Sainz, Petter Solberg et Sébastien Loeb, séparés d'un point au classement des pilotes, peuvent encore prétendre à la couronne mondiale au moment d'aborder le rallye de Grande-Bretagne, manche de clôture de la saison. Le vétéran espagnol est le premier à lâcher prise en raison d'un incendie déclaré à bord de sa Xsara, tandis que Loeb et Solberg se partagent la totalité des temps scratchs et s'emparent tour à tour des commandes du général. Une hécatombe survenue au sein du clan Peugeot, dernière équipe pouvant encore contester le titre de champion des constructeurs à Citroën, bouleverse les différentes stratégies mises en œuvre par la marque aux chevrons. Entrevoyant une issue facile pour décrocher ce premier sacre, les instances dirigeantes de l'écurie française ordonnent à Loeb d'assurer un podium, suffisant pour sécuriser le titre. L'Alsacien s'exécute et laisse échapper la victoire et le championnat des pilotes dans l'escarcelle de Petter Solberg, achevant sa première saison complète au rang de vice-champion, à un point de son rival norvégien,,.

#### Premier sacre de Champion des Champions
En novembre 2003, Sébastien Loeb prend de nouveau part à la Course des Champions, organisée pour la dernière fois aux Îles Canaries après douze années de présence consécutives. Membre de l'équipe de France aux côtés d'Olivier Panis et Randy de Puniet pour les besoins de la Nations Cup, il affronte les formations suédoise et finlandaise durant les poules qualificatives. Il écope d'une pénalité pour faux départ lors de son premier duel face à Daniel Carlsson puis remporte le suivant qui l'oppose à Timo Salonen. Panis subit deux défaites tandis que de Puniet parvient à s'imposer dans l'une de ses manches. La France termine dernière de son groupe et se retrouve éliminée de la compétition.
Auteur du chrono de référence des pilotes estampillés rallye, Loeb accède directement aux quarts de finale des épreuves individuelles. Il remporte l'ensemble de ses duels l'opposant à Daniel Carlsson et François Duval, et se qualifie pour la finale face au tenant du titre Marcus Grönholm. Battu l'année précédente par le Finlandais au même stade de la compétition, il prend sa revanche et s'impose dans la Course des Champions pour la première fois de sa carrière.

### 2004: Premier titre mondial

#### Victoire historique en Suède et sacre à domicile

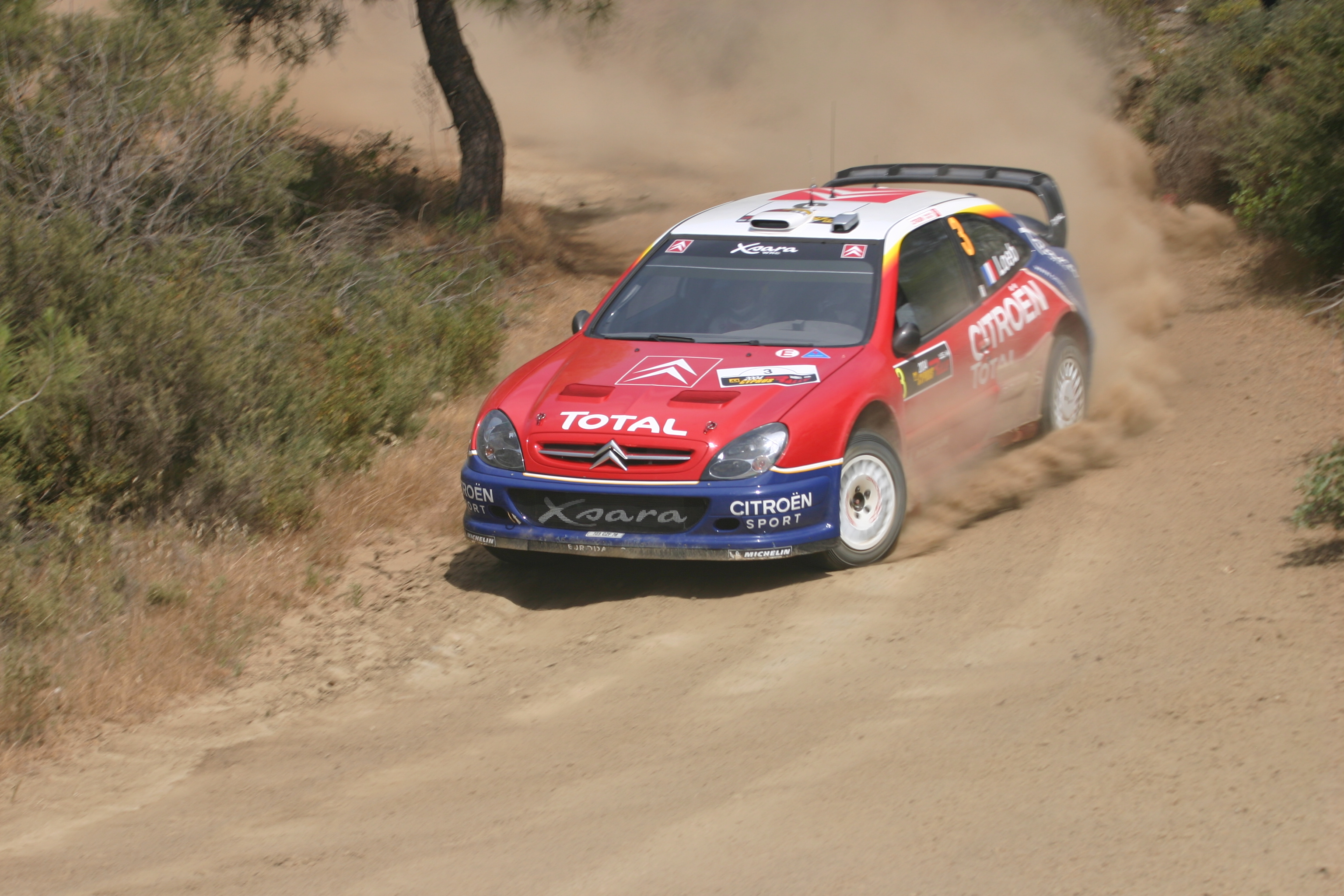
Sébastien Loeb remporte sa première victoire sur terre en championnat du monde lors du rallye de Chypre 2004 après la disqualification de la Peugeot 307 WRC de Marcus Grönholm.

L'intersaison est l'occasion pour Citroën de multiplier les essais sur un maximum de surfaces différentes dans le but de gommer les derniers points noirs rencontrés l'année précédente. Le nouveau règlement introduit en 2004 réduisant à deux par équipes le nombre de voitures éligibles pour les points Constructeurs, la marque aux chevrons est contrainte de se séparer de Colin McRae pour ne conserver que Carlos Sainz et Sébastien Loeb.
À la lutte face à Marcus Grönholm dans les premiers secteurs du rallye Monte-Carlo, l'Alsacien s'empare des commandes de l'épreuve puis creuse des écarts significatifs en signant l'ensemble des temps scratchs de la seconde étape. Inaugurant la nouvelle Peugeot 307 WRC, son rival finlandais part finalement à la faute, lui laissant le champ libre pour s'imposer une deuxième fois consécutive en Principauté. Loeb subit sa position d'ouvreur au coup d'envoi du rallye de Suède, distancé par Grönholm et l'Estonien Markko Märtin. Le double champion du monde abandonne alors plusieurs minutes en raison d'un problème de direction assistée tandis que Märtin arrache une roue de sa Ford Focus WRC. Seul en tête, l'Alsacien remporte la victoire et marque l'Histoire en devenant le premier pilote non nordique à s'imposer en Suède depuis la création de l'épreuve en 1950.
Loeb se retrouve en opposition directe face au champion du monde en titre Petter Solberg dès le coup d'envoi du rallye du Mexique, nouvellement introduit au sein du calendrier. Les deux hommes se partagent la quasi-totalité des temps scratchs lorsque le Norvégien écope d'une pénalité pour retard de pointage au soir de la première étape en raison d'un problème moteur affectant sa Subaru Impreza. Solide leader, l'Alsacien est finalement contraint à l'abandon le lendemain matin après qu'une pierre ait transpercé son carter d'huile. Il effectue un début de course en retrait lors du rallye de Nouvelle-Zélande, victime du handicap du balayage et du dysfonctionnement du système de départ de sa Citroën Xsara WRC. Confronté à l'impossibilité de suivre le rythme des pilotes nordiques occupant la tête, il termine à la quatrième place du général et cède la tête du classement mondial à Markko Märtin.
Abandonnant plus de quarante secondes dès la première spéciale du rallye de Chypre en raison d'un mauvais réglage de ses différentiels, il adopte une prise de risques significative afin de combler le retard accumulé. Remonté en troisième position à la fin de la première étape, il parvient à dépasser Harri Rovanperä le lendemain mais demeure hors de portée du leader Marcus Grönholm. Le Finlandais s'impose avant d'être déclassé quelques jours plus tard en raison d'une irrégularité constatée sur une pièce des pompes à eau des Peugeot 307 WRC, offrant ainsi sur tapis vert une première victoire sur terre à l'Alsacien. De nouveau leader du classement mondial, Loeb subit fortement le handicap de sa position d'ouvreur dans la première étape du rallye de l'Acropole et ne pointe qu'en cinquième position au terme de celle-ci. Il signe ses premiers temps scratchs le lendemain et remporte en fin d'épreuve son duel face à Harri Rovanperä pour le gain de la deuxième place.
Les fortes averses survenues la veille du départ annulent le balayage qu'il pensait subir lors du rallye de Turquie. Il s'empare rapidement des commandes, un temps menacé par Marcus Grönholm, et parvient à conserver son rang jusqu'à l'arrivée pour décrocher sa première victoire sur terre à la régulière. Confronté à un début de course difficile lors du rallye d'Argentine, il signe ses premiers temps scratchs en fin de première étape et bénéficie alors des abandons de Solberg, Märtin et Grönholm, tous trois partis à la faute. Il se classe finalement deuxième de l'épreuve, devancé par son coéquipier Carlos Sainz qui s'adjuge le record de victoires en championnat du monde. Le jeune Alsacien ne cache pas son admiration pour l'ancien champion du monde auprès duquel il construit progressivement son expérience rallystique, le considérant ouvertement comme son mentor et comme un ami.

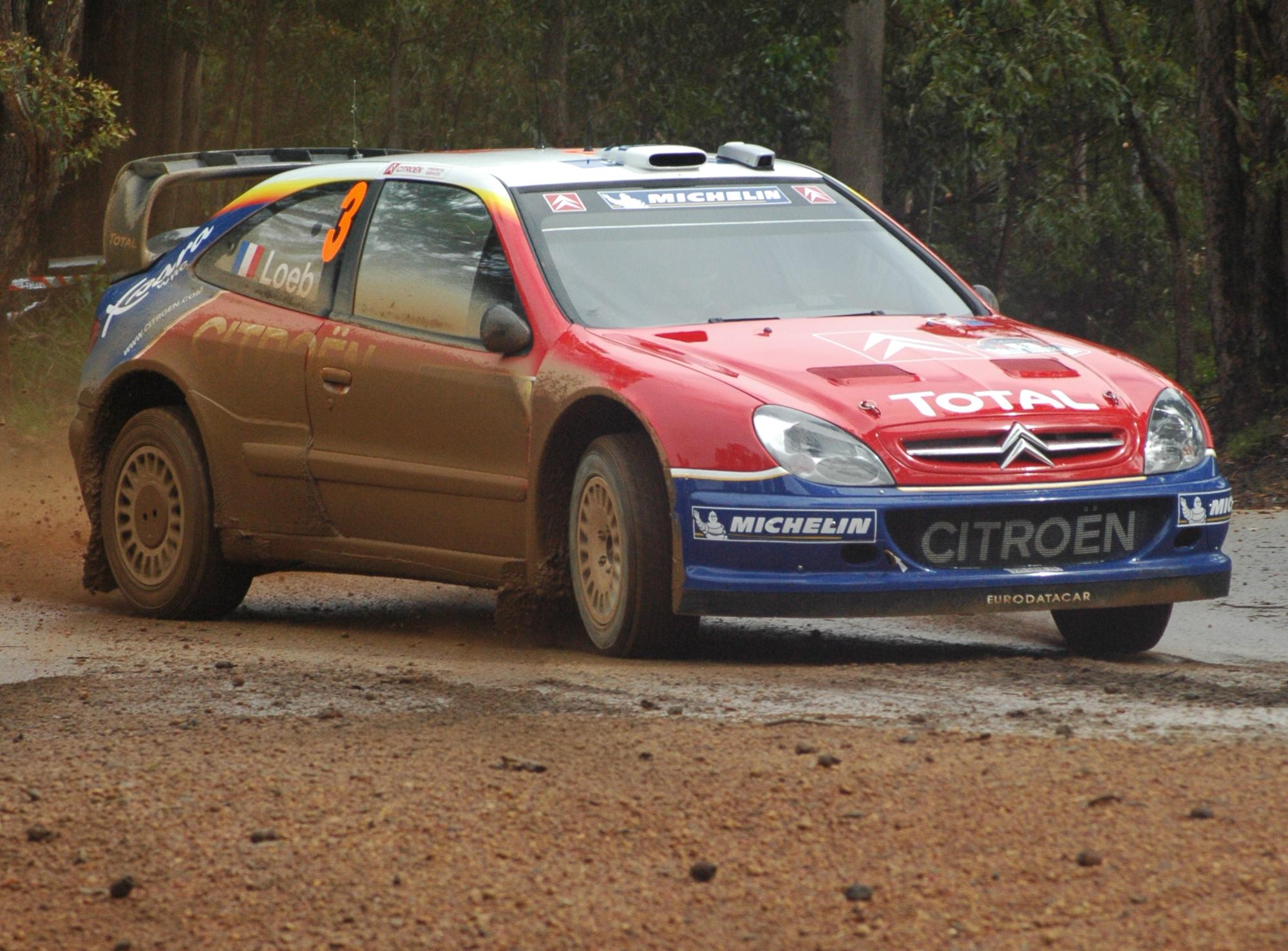
Sébastien Loeb clôt la saison 2004 en s'imposant sur le rallye d'Australie, égalant ainsi le record de victoires en une saison établi par Didier Auriol en 1992.

Trop prudent et ressentant plus que prévu les effets du balayage, Loeb ne pointe qu'en dixième position à l'issue des premiers secteurs du rallye de Finlande. Luttant contre des douleurs chroniques aux cervicales résultant d'une sortie de route en essais, il entame une remontée progressive qui le conduit jusqu'à la quatrième place finale. Il s'impose deux semaines plus tard au rallye d'Allemagne pour la troisième année consécutive, marqué par d'importantes averses et un duel serré contre son coéquipier Carlos Sainz et le jeune Belge François Duval. Six manches avant la fin de la saison, sa marge équivalente à trois victoires au classement mondial contribue à renforcer l'hypothèse d'un premier titre avancée par les médias spécialisés,.
Le balayage qu'il subit depuis plusieurs mois demeure significatif lors du rallye du Japon. Distancé par Petter Solberg, intouchable sur les terres de son employeur, Loeb se retrouve face à Marcus Grönholm pour le gain de la seconde place. Il remporte finalement le duel en profitant d'une défaillance de la boîte de vitesses du Finlandais. Sur un terrain rendu piégeux par les intempéries, il s'empare des commandes du rallye de Grande-Bretagne dès les premiers secteurs avant de se voir menacer par Solberg lors des seconds passages. Le Norvégien ressort vainqueur de l'affrontement sur le fil grâce à ses pneus Pirelli plus efficaces dans des conditions d'adhérence précaires.
Le traditionnel rallye Sanremo laisse cette année-là sa place au rallye de Sardaigne, épreuve disputée sur terre dont le profil engendre un effet démultiplié du balayage. L'Alsacien cède un temps significatif lors de la première étape avant de profiter des ennuis mécaniques de Marcus Grönholm pour se hisser en deuxième position. Auteur de la plupart des temps scratchs, Solberg décroche une troisième victoire de rang. N'ayant besoin que de cinq points supplémentaires pour remporter son premier titre mondial, Loeb adopte un rythme prudent lors du Tour de Corse et laisse les deux Ford Focus de Markko Märtin et François Duval s'échapper en tête. Lâché par son moteur, le jeune Belge abandonne la deuxième place à l'Alsacien qui, dix ans après Didier Auriol, se voit à son tour sacré champion du monde des rallyes, tandis que la troisième place de Carlos Sainz permet à Citroën de conserver sa couronne des constructeurs,.
Les deux titres étant attribués, Loeb reçoit carte blanche pour disputer la victoire lors du rallye de Catalogne. De nouveau opposé aux pilotes Ford, il s'empare des commandes dès la deuxième spéciale et conserve son rang avant d'être contraint à l'abandon, victime comme au Mexique d'une pierre qui transperce son carter d'huile. La saison s'achève au rallye d'Australie, marqué par la décision du groupe PSA de retirer ses deux marques du WRC à l'horizon 2005 pour des raisons financières. Heurté par cette annonce, l'Alsacien réussit malgré tout à remporter sa sixième victoire de l'année au terme d'un affrontement direct contre Petter Solberg et Marcus Grönholm, les deux pilotes nordiques étant tour à tour partis à la faute,,.

#### Vainqueur de la Coupe des Nations
Tenant du titre individuel, Sébastien Loeb répond de nouveau présent pour la troisième fois consécutive à la Course des Champions, déplacée à l'intérieur même du Stade de France après douze années de présence ininterrompue aux Îles Canaries. Il défait successivement Tony Kanaan puis Armin Schwarz afin d'accéder à la finale du groupe rallye face à Marcus Grönholm. Vainqueur de ses deux duels contre le Finlandais, il rejoint Heikki Kovalainen lors de la Super Finale. L'Alsacien perd la première manche contre le Finlandais puis écope d'une pénalité dans la suivante pour avoir heurté les bornes en plastique délimitant la piste, et termine ainsi la compétition à la deuxième place du classement général.
Un événement inédit, intitulé World Champions Challenge et dénué d'enjeux, est également organisé dans l'optique d'offrir au public un affrontement entre les deux champions du monde FIA en titre, Michael Schumacher et Sébastien Loeb. L'Allemand remporte deux des trois duels au programme pour un écart final inférieur à une seconde.
La soirée s'achève par la Nations Cup à laquelle Loeb participe aux côtés de Jean Alesi. Les deux hommes éliminent leurs compatriotes de l'équipe PlayStation France Sébastien Bourdais et Stéphane Sarrazin en quarts de finale puis le Brésil de Felipe Massa et Tony Kanaan au tour suivant. Opposés à la formation finlandaise composée de Marcus Grönholm et Heikki Kovalainen en finale, ils accrochent l'égalité aux termes des quatre premières manches, dont deux victoires de l'Alsacien. Le titre se joue finalement lors d'un ultime duel opposant Alesi et Kovalainen et remporté par le Français,.

### 2005: La saison de tous les records

#### Pilotage à maturité sur terre et bilan statistique remarquable
Sébastien Loeb est champion du monde en titre au moment du coup d'envoi de la saison 2005. Son ami Carlos Sainz ayant choisi de prendre sa retraite des rallyes mondiaux, l'Alsacien se voit affecter un nouveau coéquipier chez Citroën Sport en la personne du jeune Belge François Duval, transfuge de chez Ford. La décision du groupe PSA concernant le retrait de ses deux marques est quant à elle définitivement entérinée, laissant le Français face à un avenir incertain pour la suite de sa carrière.
Il s'impose pour la troisième fois consécutive au rallye Monte-Carlo, manche d'ouverture du championnat. En tête de l'épreuve de bout en bout, il évite les conséquences des exactions de certains spectateurs ayant introduit de la neige dans certains virages, contrairement à ses principaux rivaux Marcus Grönholm et Petter Solberg, victimes de sorties de route fatales. Il ne parvient pas à rééditer l'exploit de l'année précédente au rallye de Suède. Longtemps troisième du général à environ quinze secondes des leaders, il rencontre des problèmes de surchauffe moteur qui l'obligent à réduire son rythme en fin de deuxième étape, puis abandonne définitivement dans l'avant-dernière spéciale, les réparations de fortune effectuées par Citroën n'ayant pas été suffisantes.
Victime de problèmes d'amortisseur dans le deuxième secteur du rallye du Mexique, il cède près de trois minutes au cours de la première journée et rétrograde en dix-huitième position. Il entame une remontée progressive qui le conduit au pied du podium, Petter Solberg engrangeant quant à lui une deuxième victoire consécutive. Le rallye de Nouvelle-Zélande voit l'introduction en compétition des nouveaux pneus terre Z BTO du manufacturier Michelin, vecteur déterminant du succès de la marque aux chevrons sur cette surface. Parti sur un rythme soutenu, Loeb se retrouve à la lutte contre Grönholm et Solberg avant de s'emparer des commandes à mi-parcours de la première étape. Il signe un total de huit temps scratchs et s'impose pour la première fois de sa carrière sur cette épreuve des antipodes.
Équipé de réglages de suspensions inadaptés, il se retrouve en difficulté dans la première spéciale du rallye de Sardaigne avant de corriger le comportement de sa Xsara en liaison et de prendre la tête de la manche italienne. Creusant des écarts importants dans les portions clés, il remporte la course et reprend par la même occasion la tête du classement mondial. Malgré les contraintes du balayage dues à son nouveau rang, il domine le rallye de Chypre dès la première étape, enregistrant un total de quatorze temps scratchs consécutifs sur l'ensemble de l'épreuve, et s'impose pour la deuxième fois sur l'Île d'Aphrodite.
Loeb retrouve son ami et mentor Carlos Sainz au rallye de Turquie, sorti de sa retraite et rappelé en renfort par Citroën en raison des résultats jugés décevants de son coéquipier François Duval. Il poursuit sa domination sur terre avec une nouvelle victoire obtenue en enregistrant la quasi-totalité des meilleurs temps de la première journée. Il subit davantage les contraintes de sa position d'ouvreur à l'entame du rallye de l'Acropole, pointant en sixième position avant de s'emparer de la tête sur le fil au soir de la première étape. Il creuse des écarts significatifs le lendemain avec un total de neuf temps scratchs consécutifs et décroche pour la première fois de sa carrière une victoire sur la manche hellénique. Sainz y signe le dernier podium de sa carrière pour son ultime apparition en WRC, Guy Fréquelin ayant pris la décision de mettre fin à la mise à pied de Duval pour le reste de la saison.
À la lutte face à Petter Solberg au coup d'envoi du rallye d'Argentine, Loeb parvient à construire une avance significative dans la deuxième boucle de la première journée, mais frôle l'accident en évitant une vache en sortie de virage. Le lendemain, sur un terrain offrant des spéciales larges et roulantes, il contrôle la remontée de Marcus Grönholm puis s'impose à l'arrivée, devenant ainsi le premier pilote à remporter six victoires consécutives en WRC. Sa série d'invincibilité prend fin au rallye de Finlande, sur les terres de Grönholm. Auteur de quatre temps scratchs, Loeb ne parvient pas à rivaliser avec la pointe de vitesse du Finlandais, réputé imbattable dans sa région natale, et s'incline en deuxième position.

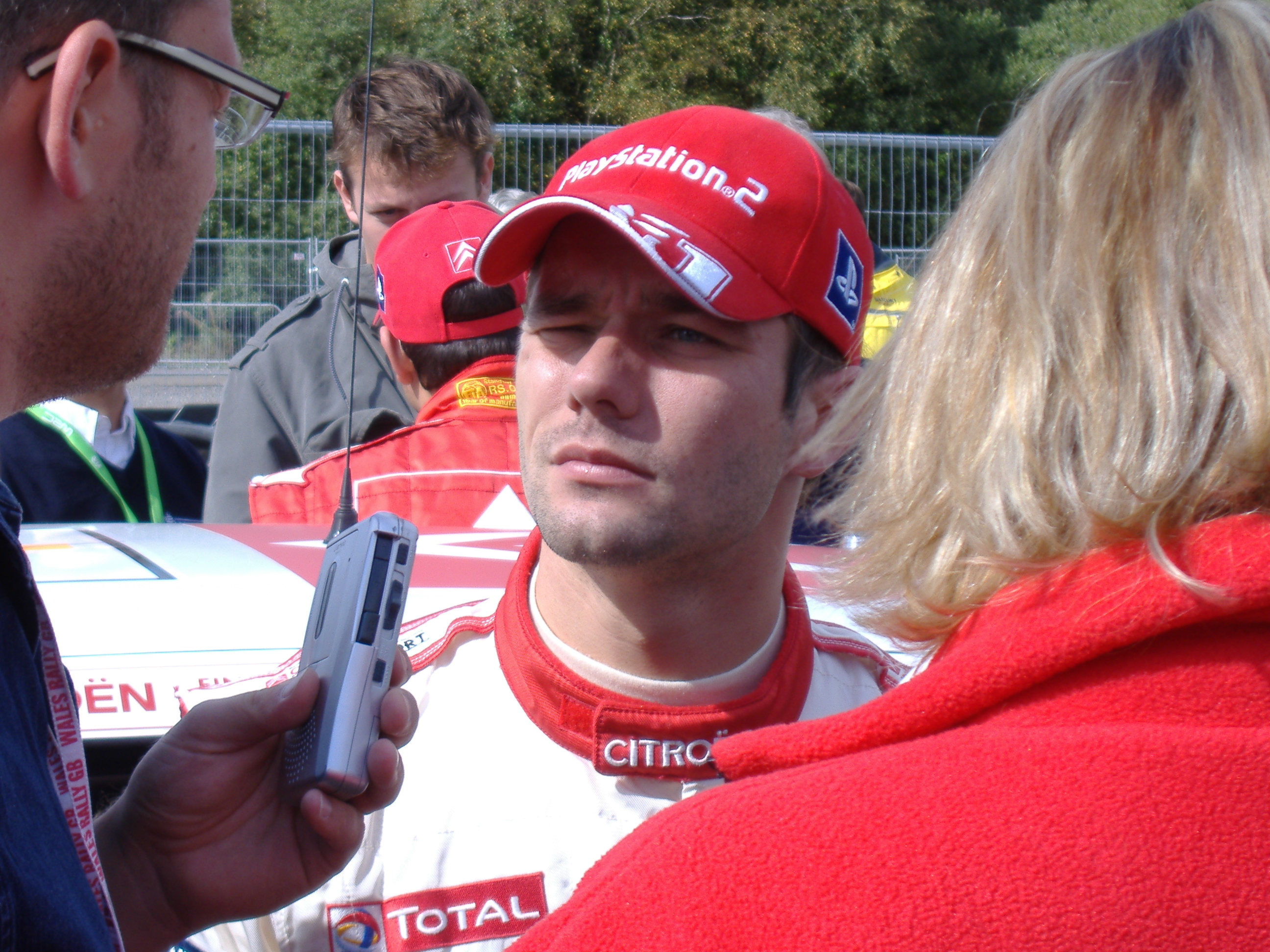
À la suite de la mort accidentelle du copilote Michael Park lors du rallye de Grande-Bretagne 2005, Sébastien Loeb refuse une victoire acquise et synonyme de deuxième titre mondial en écopant volontairement d'une pénalité au moment de franchir la ligne d'arrivée.

Il retrouve sa surface de prédilection lors du rallye d'Allemagne, première épreuve asphalte de la saison. En tête dès la première spéciale, l'Alsacien creuse progressivement des écarts importants sur la concurrence, seul son coéquipier François Duval parvenant à suivre le rythme à une dizaine de secondes. Citroën décide finalement de figer les positions après que ses deux pilotes aient frôlé la sortie de route au départ de la deuxième journée. Désormais titulaire d'une avance supérieure à trente points au classement mondial, Loeb peut mathématiquement remporter le titre à l'issue du rallye de Grande-Bretagne. D'abord devancé par Grönholm, il hérite de la tête en raison de problèmes de freins qui touchent le Finlandais puis se construit une marge importante en enlevant la totalité des temps scratchs au programme de la deuxième étape. La course semble gagnée pour l'Alsacien, mais les événements prennent une tournure dramatique lors du dernier jour. La deuxième Peugeot 307 WRC pilotée par Markko Märtin est victime d'une violente sortie de route provoquant la mort du copilote anglais Michael Park. La spéciale est neutralisée et décision est prise par les organisateurs d'annuler le parcours restant ainsi que la cérémonie du podium. En signe de respect vis-à-vis de son coéquipier, Grönholm prend la décision de se retirer de la course. Alors virtuellement sacré champion du monde, Sébastien Loeb refuse de se voir couronner dans ces conditions et choisit de pointer volontairement en avance au parc fermé pour écoper d'une pénalité de deux minutes le rétrogradant en troisième position,.
Au départ du rallye du Japon, l'Alsacien n'a besoin que d'une troisième place pour décrocher un deuxième titre. Parti sur un rythme prudent et subissant le handicap du balayage sur les premières spéciales, il parvient à intégrer le trio de tête et assure ses trajectoires en limitant la prise de risques. En lutte pour la victoire face à Grönholm, Petter Solberg part à la faute et abandonne sa deuxième place, plus que suffisante pour permettre à Loeb de décrocher son deuxième sacre consécutif. Désormais double champion du monde, il reçoit carte blanche de la part de Citroën pour jouer la victoire au Tour de Corse qui lui avait jusque-là toujours échappé. Il se porte nettement en tête dès la première spéciale et marque une nouvelle fois l'Histoire en devenant le premier pilote à signer la totalité des temps scratchs d'un rallye mondial, fait sans précédent depuis la création du championnat en 1973,.
Il porte son score de victoires à dix sur l'ensemble de la saison en s'imposant au rallye de Catalogne, dernière épreuve asphalte qui manquait à son palmarès. La deuxième place de son coéquipier François Duval permet à Citroën de réaliser le doublé et de remporter pour la troisième fois consécutive le titre des constructeurs. La marque aux chevrons profite alors de l'occasion pour annoncer son retour en 2007, conséquence des garanties obtenues de la part de la FIA sur la réduction des coûts,. La saison s'achève aux antipodes avec le rallye d'Australie. Handicapé par les contraintes de sa position d'ouvreur en début d'épreuve, Loeb parvient finalement à se porter en tête avant de partir à la faute dans la neuvième spéciale. Trop optimiste sur un point de freinage, il percute un arbre frontalement, causant des dommages irréparables sur sa Citroën Xsara WRC.

#### Premiers pas aux 24 Heures du Mans

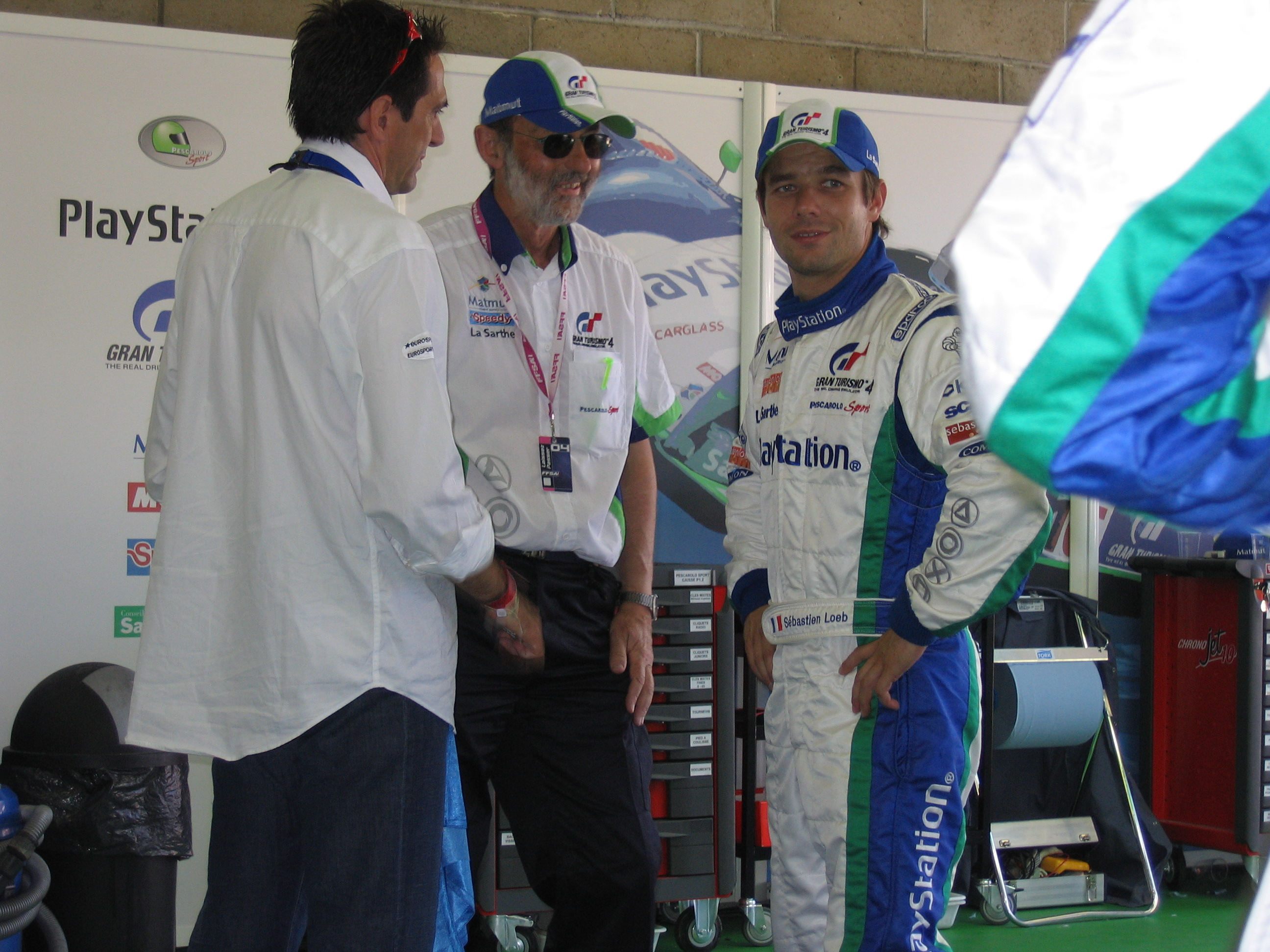
Sébastien Loeb et Henri Pescarolo dans le stand Pescarolo Sport durant les 24 Heures du Mans 2005.

Sébastien Loeb fait ses débuts aux 24 Heures du Mans lors de l'édition 2005 de la classique mancelle, sur invitation de l'équipe Pescarolo Sport et grâce à l'investissement significatif de leur sponsor commun PlayStation. Engagé en catégorie LMP1 sur la Pescarolo C60-Judd numéro 17 aux côtés de ses compatriotes Éric Hélary et Soheil Ayari, il se classe deuxième des qualifications derrière l'autre voiture de l'écurie sarthoise. Assurant le premier relais au départ de la course, Ayari parvient à conserver son rang et creuse progressivement l'écart sur ses poursuivants avant de se faire percuter en milieu d'après-midi par la Panoz Esperante de Patrick Bourdais. La direction endommagée, il est contraint de regagner les stands et de céder le volant à Éric Hélary qui rejoint la piste en septième position. Le pilote parisien est finalement victime d'une crevaison et rétrograde à la neuvième place. Loeb entame son premier relais aux alentours de 21 h et rend la voiture en sixième position après soixante-quinze minutes de roulage. Peu avant minuit, Soheil Ayari se retrouve une nouvelle fois victime d'un accrochage contre la Dallara SP1 numéro 8 lui imposant un retour aux stands. Désormais quatorzième, l'équipage de la numéro 17 réalise la meilleure moyenne horaire de la nuit et se concentre sur la conquête d'une place d'honneur. Revenus en cinquième position, les trois hommes voient finalement leur course s'achever vers 11 h 30 sur un nouvel incident frappant le relais d'Ayari. Victime d'une crevaison à l'avant droit, le pilote savoyard perd le contrôle de la voiture dans une chicane et sort de la piste.

#### Nouveau sacre à la Course des Champions
Sébastien Loeb clôt sa saison sportive en prenant part pour la quatrième fois à la Course des Champions, reconduite dans l'enceinte du Stade de France. Sorti victorieux de la Nations Cup aux côtés de Jean Alesi lors de l'édition précédente, il poursuit sa collaboration avec l'ancien pilote de Formule 1 pour représenter la France. L'Alsacien s'impose face à Stéphane Peterhansel lors des quarts de finale tandis qu'Alesi échoue lors de ses deux tentatives l'opposant à Sébastien Bourdais, éliminant de fait la formation française.
Dans les épreuves individuelles, Loeb vient successivement à bout de Travis Pastrana puis de Colin McRae, avant de remporter la finale du groupe rallye l'opposant une fois encore à Marcus Grönholm. Il affronte en Super Finale le septuple vainqueur des 24 Heures du Mans Tom Kristensen qu'il défait en deux manches, décrochant ainsi un deuxième titre de Champion des Champions.

### 2006: Pilote privé et blessure en fin de saison

#### Une année de transition chez Kronos Racing

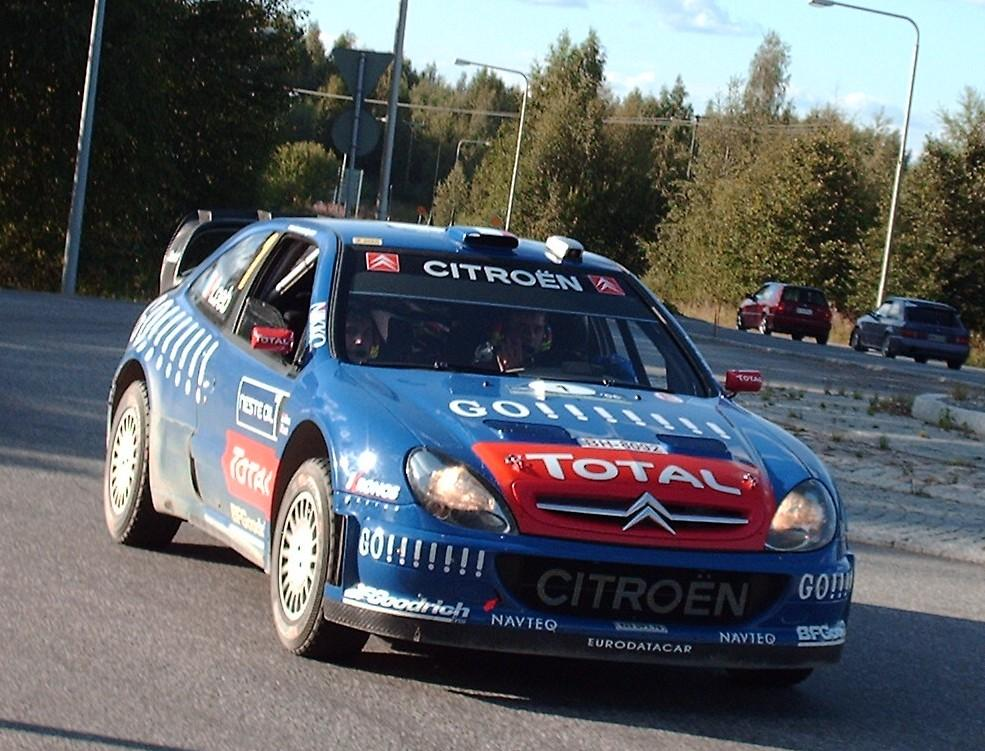
En dépit d'une prise de risques importante, Sébastien Loeb est une nouvelle fois mis en échec par Marcus Grönholm au rallye de Finlande, le Nordique demeurant invincible sur ses terres.

Le retrait de Citroën Sport du championnat WRC est désormais effectif à l'entame de la saison 2006. Après avoir été un temps courtisé par Ford et son directeur Malcolm Wilson, Sébastien Loeb se retrouve finalement rattaché à la structure privée belge Kronos Racing, bénéficiant d'une assistance technique de la marque aux chevrons sur chaque épreuve. Deux jeunes pilotes espagnols complètent la formation de cette nouvelle équipe : Xavier Pons et le champion JWRC en titre Dani Sordo. L'Alsacien poursuit également en parallèle de la compétition le développement de la Citroën C4 WRC dont l'inauguration est prévue pour le retour du constructeur français en 2007,.
Il se porte en tête du rallye Monte-Carlo dès la première spéciale et creuse des écarts significatifs sur son poursuivant direct Marcus Grönholm, fraîchement débarqué chez Ford. Bloqué dans un fossé après avoir mal négocié une plaque de verglas dans le dernier secteur de la première journée, il écope de cinq minutes de pénalité pour repartir le lendemain en vertu de la règle du Super Rally,. Auteur d'une remontée offensive lors des deux dernières étapes, il achève sa course en deuxième position à une minute de Grönholm, vainqueur de son premier rallye asphalte. Le Finlandais confirme la réputation de chasse gardée des pilotes nordiques attribuée au rallye de Suède en s'y imposant pour la quatrième fois. Jamais distancé et auteur de quelque temps scratchs, Loeb ne parvient pas à égaler la pointe de vitesse de son adversaire dans les spéciales clés et termine une fois encore à la seconde place : « Jusqu'au départ de la dernière spéciale, nous avons tout essayé, vraiment tout ! Aujourd'hui, Marcus était le plus fort. ».
Les deux hommes souffrent de leur position d'ouvreur lors du rallye du Mexique, première manche terre de la saison. Bénéficiant de conditions de route plus avantageuses, Petter Solberg s'empare de la tête tandis que Grönholm part à la faute. Loeb parvient à revenir sur le Norvégien au cours de la deuxième étape puis se place définitivement hors d'atteinte après que son adversaire a été victime d'une casse de direction assistée. Il remporte sa première victoire de la saison et prend la tête du classement mondial. Il effectue un début de course en demi-teinte lors du rallye de Catalogne, gêné par des problèmes de freins et un Set-Up inadapté. Après modification du comportement de sa Citroën Xsara WRC à l'assistance, il signe ses premiers temps scratchs et revient progressivement sur le leader Marcus Grönholm. Le Finlandais rencontre finalement des problèmes de turbo, laissant le champ libre à Loeb qui s'impose.
L'Alsacien poursuit sa domination lors du Tour de Corse en se portant en tête de bout en bout. Seul son coéquipier Dani Sordo parvient à rester un temps à son contact avant de s'incliner dans la deuxième étape. Victime du balayage et d'un tête-à-queue dans les premiers kilomètres du rallye d'Argentine, Loeb doit hausser son rythme et prendre des risques importants pour revenir sur ses adversaires. Il s'empare de la deuxième place de Petter Solberg puis se hisse en tête en profitant des problèmes de transmission de Grönholm pour finalement s'imposer une seconde fois sur cette épreuve.
Toujours affecté par le handicap du balayage, il abandonne plus de quarante secondes à son rival finlandais dans les premières spéciales du rallye de Sardaigne. Il signe ses premiers scratchs lors de la deuxième boucle et rattrape progressivement le temps perdu. Grönholm heurte finalement une pierre à vive allure et laisse filer son adversaire vers une cinquième victoire consécutive. La série de Loeb prend fin lors du rallye de l'Acropole au départ duquel le Français abandonne un temps significatif en raison de sa position d'ouvreur. Contrairement au déroulement de la manche italienne, il échoue à récupérer le temps concédé lors des deuxièmes passages. Son duel avec Marcus Grönholm s'achève en fin de deuxième étape lorsque, victime d'une crevaison, il renonce à poursuivre la lutte pour assurer sa seconde place : « Je préfère gagner, mais terminer deuxième ici, après tout ce qui nous est arrivé, c'est bien. Marcus a fait un très beau rallye, il n'a pas fait de faute, et moi j'avais perdu un peu de temps le vendredi, à cause des réglages de la voiture. ».

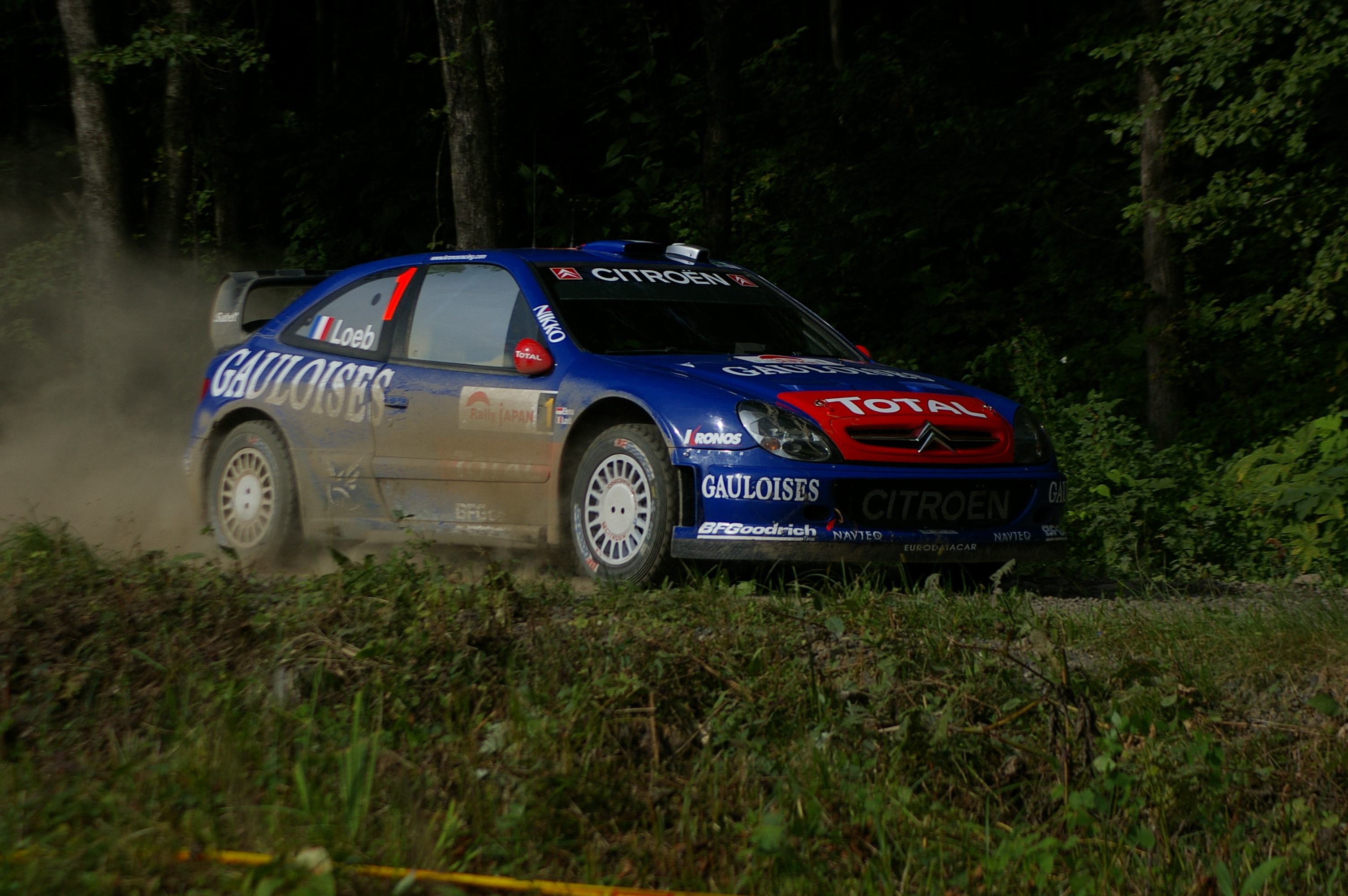
Avec un vingt-septième succès en carrière, acquis au terme d'un duel extrême contre Marcus Grönholm, Sébastien Loeb dépasse le record de victoires en championnat du monde de son ami Carlos Sainz lors du rallye du Japon 2006.

Il remporte pour la cinquième fois consécutive le rallye d'Allemagne en dominant la manche germanique de bout en bout. La deuxième place occupée par son coéquipier Dani Sordo lui permet de creuser davantage l'écart au championnat des pilotes. Motivé par la perspective de s'imposer pour la première fois au rallye de Finlande, sur les terres de son principal adversaire, Loeb adopte une prise de risques importante dès le départ de l'épreuve et avoue rouler au maximum de ses possibilités, sans parvenir toutefois à devancer Grönholm. L'expérience et la pointe de vitesse du Nordique lui permettent de conserver la tête en accentuant progressivement son avance de quelques secondes spéciale après spéciale. L'Alsacien abandonne finalement la lutte après avoir heurté une pierre et assure sa deuxième place : « Je n'ai pas caché que j'avais très envie de gagner ce rallye et nous n'y sommes pas parvenus. Même s'il n'est pas déshonorant de s'incliner face à Marcus, chez lui, je ressens forcément une petite déception. ».
Le rallye du Japon est le théâtre du duel le plus serré de la saison entre les deux pilotes. Tout d'abord victime d'un balayage significatif le reléguant en quatrième position, Loeb parvient à hausser son rythme et signe ses premiers temps scratchs pour revenir au contact du Finlandais. Les deux hommes monopolisent le haut de la feuille des temps, reléguant le reste du peloton à plusieurs minutes au classement général. Grönholm craque le premier sous la pression en manquant un point de freinage mais poursuit son offensive jusque dans la dernière spéciale. Loeb remporte la vingt-septième victoire de sa carrière pour un écart final de cinq secondes et dépasse le record de son ami Carlos Sainz : « Je suis heureux d'avoir gagné ce duel face à Marcus, mais ça ne veut pas dire pour autant que je suis meilleur que lui. Il a roulé plus vite que moi sur l'ensemble du rallye mais il a fait une erreur, et moi je suis passé au travers. ». Cet hommage trouve aussitôt écho auprès du double champion du monde finlandais, démontrant le respect unissant les deux hommes : « Nous avons fait quelques fautes et sans doute une de trop : face à Sébastien Loeb, cela ne pardonne pas. Pour moi, c'est l'adversaire le plus difficile à battre que j'ai dû affronter durant toute ma carrière. Il est clair qu'il mérite de devenir le nouveau recordman mondial. ». Il concède un temps significatif à l'entame du rallye de Chypre en raison d'un balayage omniprésent sur ce terrain abrasif. Il enregistre ses premiers temps scratchs lors des deuxièmes passages puis entame une remontée sur Marcus Grönholm. Le Finlandais commet plusieurs fautes sous la pression au cours de la deuxième étape, permettant à Loeb de s'emparer du leadership qu'il conserve jusqu'à l'arrivée.
Titulaire de trente-cinq points d'avance au championnat des pilotes sur son dauphin, l'Alsacien n'a besoin que d'une quatrième place sur l'un des quatre rallyes restants pour s'adjuger un troisième titre mondial lorsqu'il est victime d'une fracture de la clavicule à la suite d'une chute en VTT le 26 septembre 2006. Il avoue quelques années plus tard dans son autobiographie avoir été au guidon d'une moto de marque KTM lors de l'accident puis d'avoir maquillé ce point de détail pour ne pas s'attirer les foudres de son employeur. Forfait pour la manche turque, il assiste impuissant à la victoire de Marcus Grönholm, désormais sans concurrence et seul homme à pouvoir encore lui contester mathématiquement le sacre. Mais le Finlandais hypothèque définitivement ses chances lors du rallye d'Australie. Parti en tonneaux dans la troisième spéciale, il ne termine l'épreuve qu'à la cinquième place, insuffisante pour se maintenir dans la course au titre. Loeb décroche ainsi son troisième sacre depuis son domicile, en Suisse, tandis que Grönholm parvient à s'imposer dans les deux dernières manches du championnat, permettant à Ford de remporter son premier titre des constructeurs depuis 1979 au détriment de Kronos Racing.

#### Deuxième aux 24 Heures du Mans

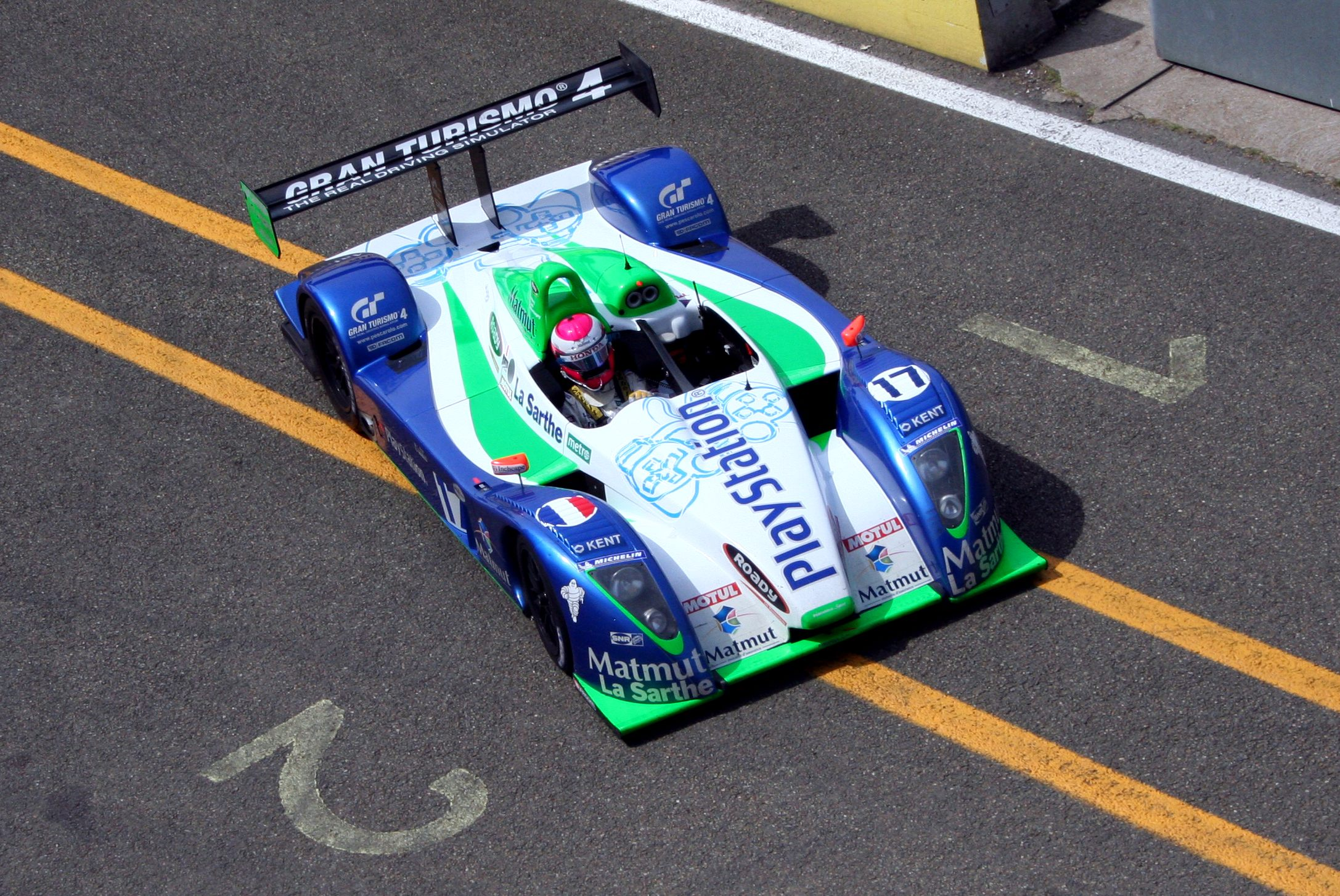
La Pescarolo C60 numéro 17 pilotée par Sébastien Loeb lors de l'édition 2006 des 24 Heures du Mans, ici aux mains de son coéquipier Franck Montagny lors des essais préliminaires du 4 juin.

Sébastien Loeb renouvelle sa collaboration avec Pescarolo Sport pour l'édition 2006 des 24 Heures du Mans au sein d'un équipage complété par Éric Hélary et Franck Montagny, toujours au volant de la C60-Judd numéro 17. Partie de la quatrième position sur la grille de départ, la formation tricolore peine à suivre la cadence imposée par les nouvelles Audi R10 à moteur diesel. Le classement général se retrouve significativement modifié à la tombée de la nuit lorsque la voiture de tête du septuple vainqueur de l'épreuve Tom Kristensen subit des problèmes d'injection l'immobilisant aux stands durant vingt minutes. Héritant de la deuxième place, la Pescarolo C60 numéro 16 en abandonne quant à elle plus de quatre-vingt-dix quelques heures plus tard en raison de coupures moteur à répétition. Désormais titulaire de la seconde position à deux tours de l'Audi R10 numéro 8, la Pescarolo numéro 17 de Loeb perd définitivement le contact avec sa rivale aux alentours de 1 h 30 lorsque Montagny est victime d'une sortie de piste. Bloqué dans un bac à sable, le pilote doit attendre l'aide des commissaires qui lui donneront l'élan nécessaire pour repartir. La voiture de l'écurie sarthoise parvient à conserver son rang et à contrôler la remontée de l'Audi numéro 7, permettant ainsi au double champion du monde des rallyes de décrocher le premier podium de sa carrière dans une compétition internationale disputée sur circuit.

#### Cinquième finale consécutive à la Course des Champions
Malgré sa blessure à l'épaule toujours convalescente, Sébastien Loeb accepte en décembre 2006 l'invitation des organisateurs de la Course des Champions pour la cinquième année consécutive. De nouveau célébrée dans l'enceinte du Stade de France, la soirée débute par la Nations Cup pour les besoins de laquelle l'Alsacien se retrouve associé à Sébastien Bourdais au sein de l'équipe PlayStation France. Ils éliminent leurs compatriotes Yvan Muller et Stéphane Peterhansel lors d'un tour préliminaire puis accèdent aux quarts de finale face à la formation espagnole. Les deux hommes remportent chacun leur duel contre Nani Roma et Dani Sordo. Opposés à la Finlande en demi-finale, Bourdais se retrouve impuissant contre Heikki Kovalainen en raison d'un problème de boîte de vitesses tandis que Loeb se défait de Marcus Grönholm. Les Nordiques l'emportent finalement au terme d'un troisième duel entre Kovalainen et Bourdais et éliminent la formation française.
Tenant du titre individuel, Sébastien Loeb vient successivement à bout de Nani Roma, Travis Pastrana puis de Colin McRae pour ressortir vainqueur du groupe rallye. Il affronte en Super Finale le pilote de DTM Mattias Ekström, tombeur de Sébastien Bourdais. Loeb s'incline dans les deux manches l'opposant au Suédois qui remporte son premier titre de Champion des Champions.

### 2007: L'apogée de la rivalité avec Marcus Grönholm

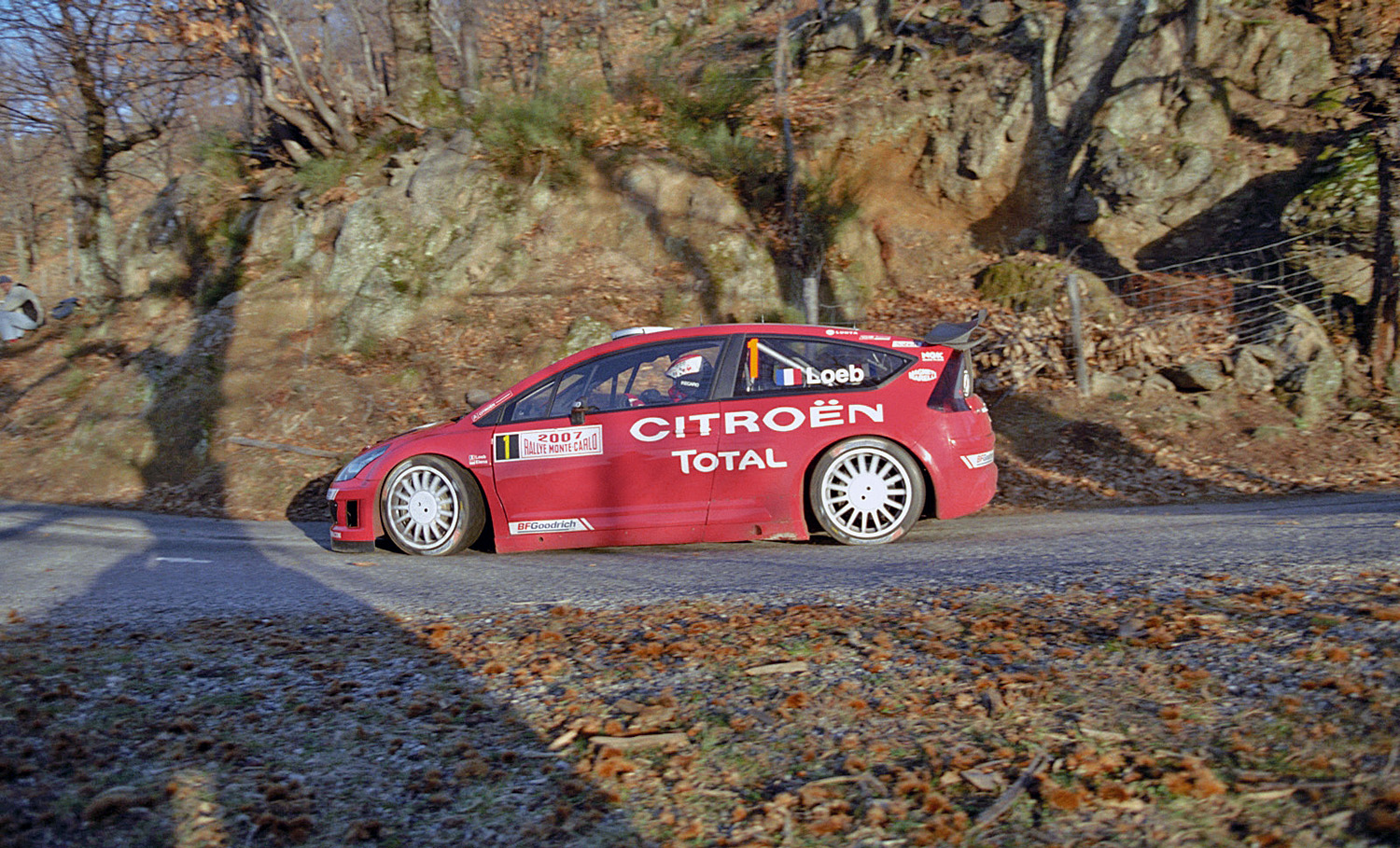
Sébastien Loeb égale le record de victoires au rallye Monte-Carlo pour la première apparition de la Citroën C4 WRC en championnat du monde.

L'année 2007 marque le retour officiel de Citroën en WRC ainsi que la réintégration de Sébastien Loeb en tant que pilote d'usine, six mois après sa blessure à l'épaule. C'est également l'année du débarquement de la Citroën C4 WRC, nouvelle arme de la marque aux chevrons, destinée à remplacer la vieillissante Xsara.
Le triple champion du monde débloque le compteur de temps scratchs de sa nouvelle voiture dès la première spéciale du rallye Monte-Carlo, manche d'ouverture de la saison. À la lutte face à son jeune coéquipier Dani Sordo dans un premier temps, il creuse finalement un écart significatif en fin de deuxième étape et s'impose pour la quatrième fois sur l'épreuve monégasque, en tête de bout en bout. Vainqueur sortant et principal rival de l'Alsacien l'année précédente, Marcus Grönholm prend sa revanche lors du rallye de Suède. Handicapé par sa position d'ouvreur, Loeb parvient à rester au contact du Finlandais à l'issue de la première étape mais doit ensuite s'incliner en raison d'un mauvais choix de pneus. Il assure une deuxième place et conserve la tête du classement mondial.
Fait inédit depuis 1978, le championnat incorpore cette année-là un second rallye neige sur une même saison avec la première édition du rallye de Norvège. Mikko Hirvonen, l'autre Finlandais de l'équipe Ford, se distingue en prenant la tête devant ses deux aînés. Auteur de plusieurs temps scratchs, Loeb occupe la troisième place provisoire avant de commettre deux erreurs successives dans la deuxième étape qui lui coûtent plusieurs minutes. Il termine quatorzième du général et cède la tête du classement du championnat des pilotes à Grönholm. Les deux adversaires subissent le handicap du balayage au départ du rallye du Mexique, première manche terre de la saison, et se voient devancer par Petter Solberg bénéficiant d'une route nettoyée. Loeb entame une remontée sur le Norvégien à compter des deuxièmes passages et prend finalement la tête à la suite de l'abandon du pilote Subaru sur fuite d'huile. Il construit une avance significative au cours de la deuxième étape et remporte une seconde victoire en terre mexicaine.
Le rallye du Portugal fait son retour au sein du calendrier mondial après six années d'absence. À la lutte face à Marcus Grönholm, l'Alsacien parvient à prendre l'avantage au cours de la deuxième étape en optant pour un pari risqué sur le choix des pneumatiques. Il signe huit temps scratchs consécutifs et remporte une nouvelle victoire. Le déclassement de son rival finlandais pour cause d'épaisseur non conforme des vitres latérales de sa Ford Focus WRC lui permet de reprendre la tête du classement mondial sur tapis vert. Auteur de plus de la moitié des temps scratchs au programme, il s'impose pour la troisième fois consécutive en Argentine au terme d'un rallye amputé d'un tiers de sa distance en raison de problèmes logistiques, construisant son avantage dans des conditions boueuses et détrempées.

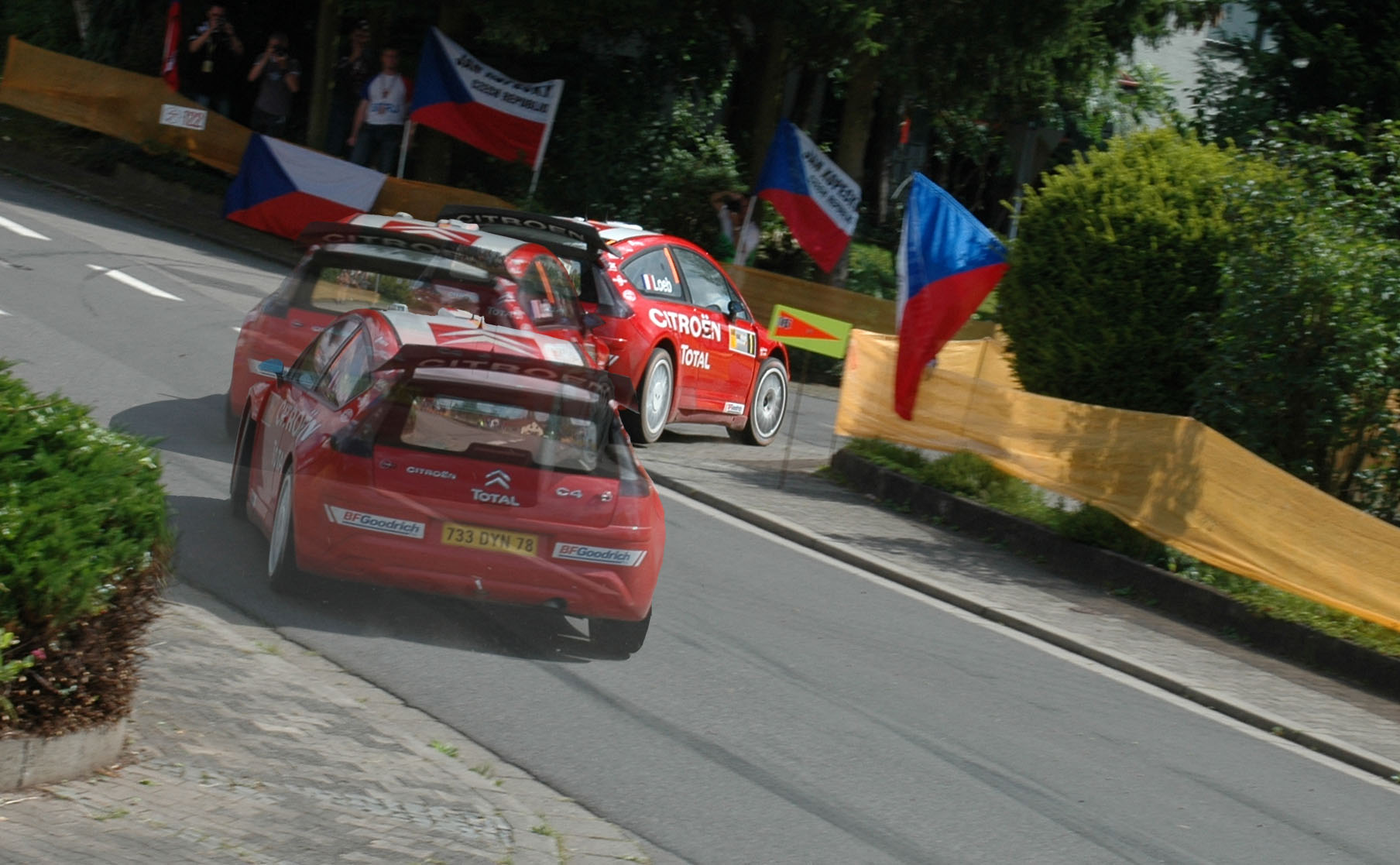
Sébastien Loeb poursuit sa série d'invincibilité au rallye d'Allemagne en signant une sixième victoire consécutive sur les rives de la Moselle de façon dominatrice.

Affecté par le handicap du balayage au départ du rallye de Sardaigne, Loeb ne pointe qu'en cinquième position à l'issue des premiers secteurs. Il entame une remontée à compter de la deuxième boucle et s'empare des commandes après que Grönholm ait endommagé l'un de ses amortisseurs contre une pierre. Détenteur d'une avance de plus de trente secondes, il est finalement contraint à l'abandon lors de la dernière étape à la suite d'une mauvaise réception sur un sommet en aveugle et perd à nouveau la tête du classement mondial. Il subit une nouvelle fois l'abrasivité du terrain dans les premières spéciales du rallye de l'Acropole et se classe quatrième au soir de la première journée. Il se hisse en seconde position grâce à quatre temps scratchs enregistrés le lendemain mais doit s'incliner pour la victoire face à la performance significative de Marcus Grönholm dans les secteurs clés.
Grönholm signe une troisième victoire consécutive sur ses terres, au rallye de Finlande, et conforte sa première place au championnat des pilotes. Jamais distancé dans le classement intermédiaire des différentes spéciales, Loeb se révèle néanmoins une fois de plus impuissant à égaler la pointe de vitesse du pilote Ford sur cette épreuve atypique : « Ce n'est pourtant pas faute d'avoir essayé, j'ai attaqué très fort la journée de vendredi et samedi matin. Malgré tout, mon passif n'a cessé d'augmenter. ». Il profite du retour des manches asphalte avec le rallye d'Allemagne pour inverser la tendance en s'y imposant une sixième fois en autant de participations au terme d'une édition marquée par une météo peu clémente. La deuxième place de François Duval, acquise sur une vieillissante Citroën Xsara WRC, lui permet alors de reprendre quatre points à Marcus Grönholm.
Le rallye de Nouvelle-Zélande marque le paroxysme du duel que se livrent Loeb et Grönholm depuis plusieurs saisons. Au prix de risques significatifs, les deux hommes s'emparent de la quasi-totalité des temps scratchs au programme et abordent la dernière étape sans s'être départagés. Le pilote Ford l'emporte sur le fil au terme de la Super-Spéciale de clôture par un écart final de trois dixièmes de seconde en sa faveur, le plus faible enregistré jusqu'alors en WRC : « Même si à plusieurs reprises nous sommes parvenus à faire jeu égal avec Marcus, à la fin de chaque spéciale, nous avons concédé du temps. Par deux fois, la pluie s'est mise à tomber au moment où nous prenions le départ. C'est la course. »,. Loeb poursuit sa domination sur asphalte en s'imposant lors du rallye de Catalogne. Auteur du meilleur temps dans les secteurs clés, il profite de la seconde place occupée par son coéquipier Dani Sordo pour réduire son retard au classement mondial.

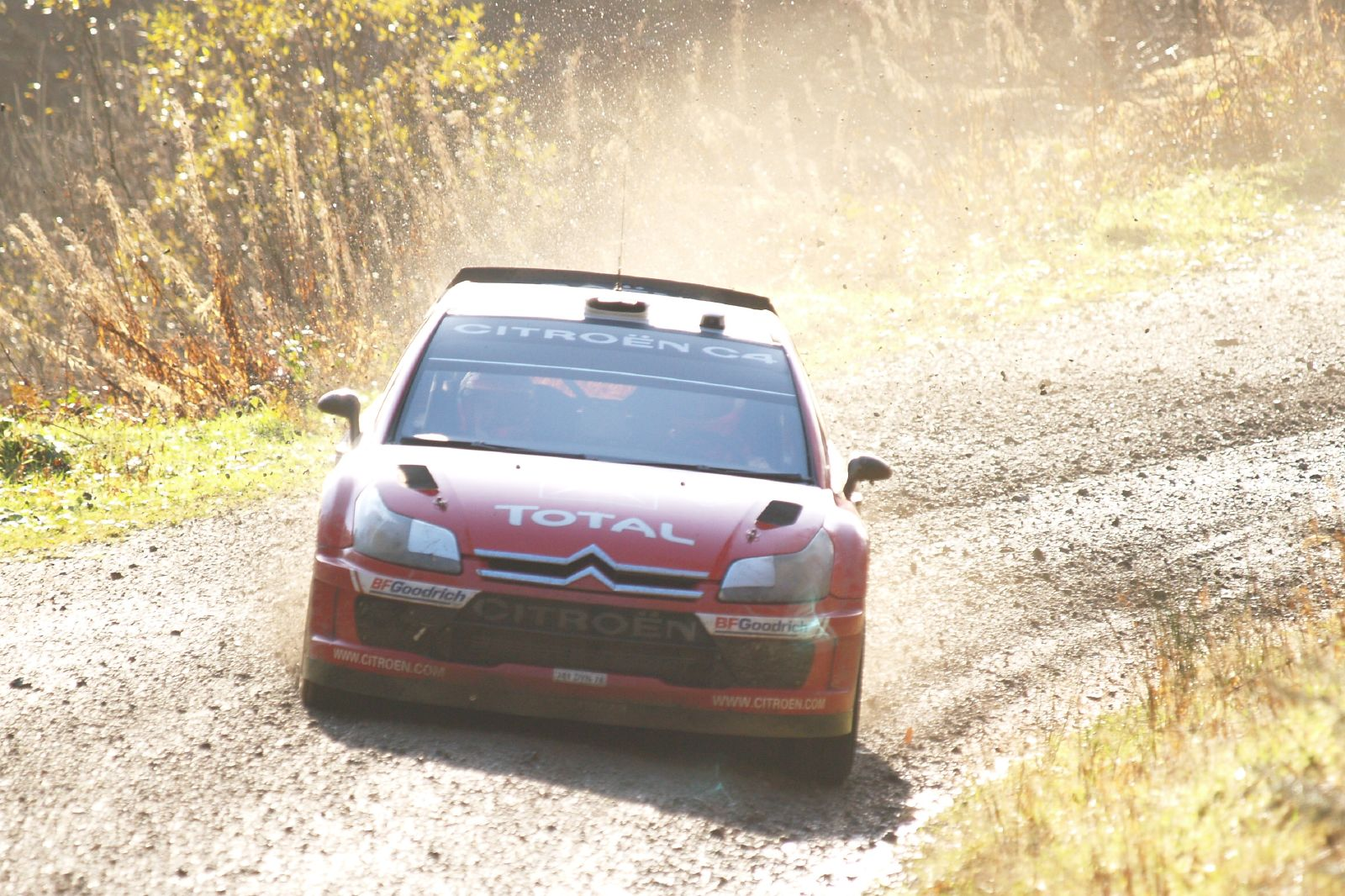
C'est au rallye de Grande-Bretagne, manche de clôture de la saison, que Sébastien Loeb remporte son quatrième titre de champion du monde au terme d'une ultime passe d'armes face à Marcus Grönholm.

Les progrès de Marcus Grönholm sur le bitume se font ressentir à l'occasion du Tour de Corse. Le Finlandais prend la tête dès le coup d'envoi de la manche française avant que Loeb ne s'empare à son tour du leadership en fin de première étape. Construisant un écart significatif sur son adversaire le lendemain, l'Alsacien remporte une troisième victoire à domicile et réduit son retard à quatre points au championnat des pilotes. Grönholm part à la faute dès la première journée du rallye du Japon et se retrouve contraint à l'abandon en raison des dégâts occasionnés sur sa voiture. Loeb manque alors l'occasion de prendre une avance presque définitive au classement mondial en sortant à son tour de la route le lendemain, son copilote Daniel Elena ayant commis une erreur dans l'annonce d'un virage,.
Le tournant de la saison a finalement lieu lors de la première édition du rallye d'Irlande, épreuve asphalte nouvellement introduite. Loeb se porte rapidement en tête sur sa surface de prédilection lorsqu'il découvre une anomalie sur son amortisseur arrière gauche le contraignant à réduire son rythme jusqu'à l'assistance. Mis au courant du problème, Grönholm prend la décision d'attaquer au maximum pour creuser l'écart mais perd finalement le contrôle de sa Focus dans un long virage rasant le bord de mer. Il heurte frontalement un muret en pierre et arrache deux roues sous l'effet du choc avant d'être conduit à l'hôpital pour des examens de prévention. L'Alsacien remporte la manche gaélique et reprend la tête du classement mondial avec une avance de six points au moment d'aborder le rallye de Grande-Bretagne clôturant la saison,. N'ayant besoin que d'une cinquième place pour s'adjuger mathématiquement le titre, il prend le parti de rouler sur un rythme assuré en laissant les pilotes Ford occuper les avant-postes. Il se hisse en troisième position qu'il sécurise jusqu'à l'arrivée malgré des conditions d'adhérence précaires et des problèmes de phares l'ayant contraint de conduire de nuit en aveugle, et décroche ainsi une quatrième couronne mondiale consécutive, égalant le record des Finlandais Juha Kankkunen et Tommi Mäkinen : « L'année dernière avait été difficile, cette année a donné lieu à une très rude bagarre. Serrée, toute la saison. C'est formidable de gagner après une telle bataille avec Marcus. C'est mon titre le plus beau. ». Grönholm s'assure quant à lui du rang de vice-champion pour son départ en retraite et permet à la marque à l'Ovale de conserver le titre des constructeurs,.

### 2008: Premier quintuple champion du monde de l'Histoire des rallyes

#### Record au Monte-Carlo et première victoire en Finlande

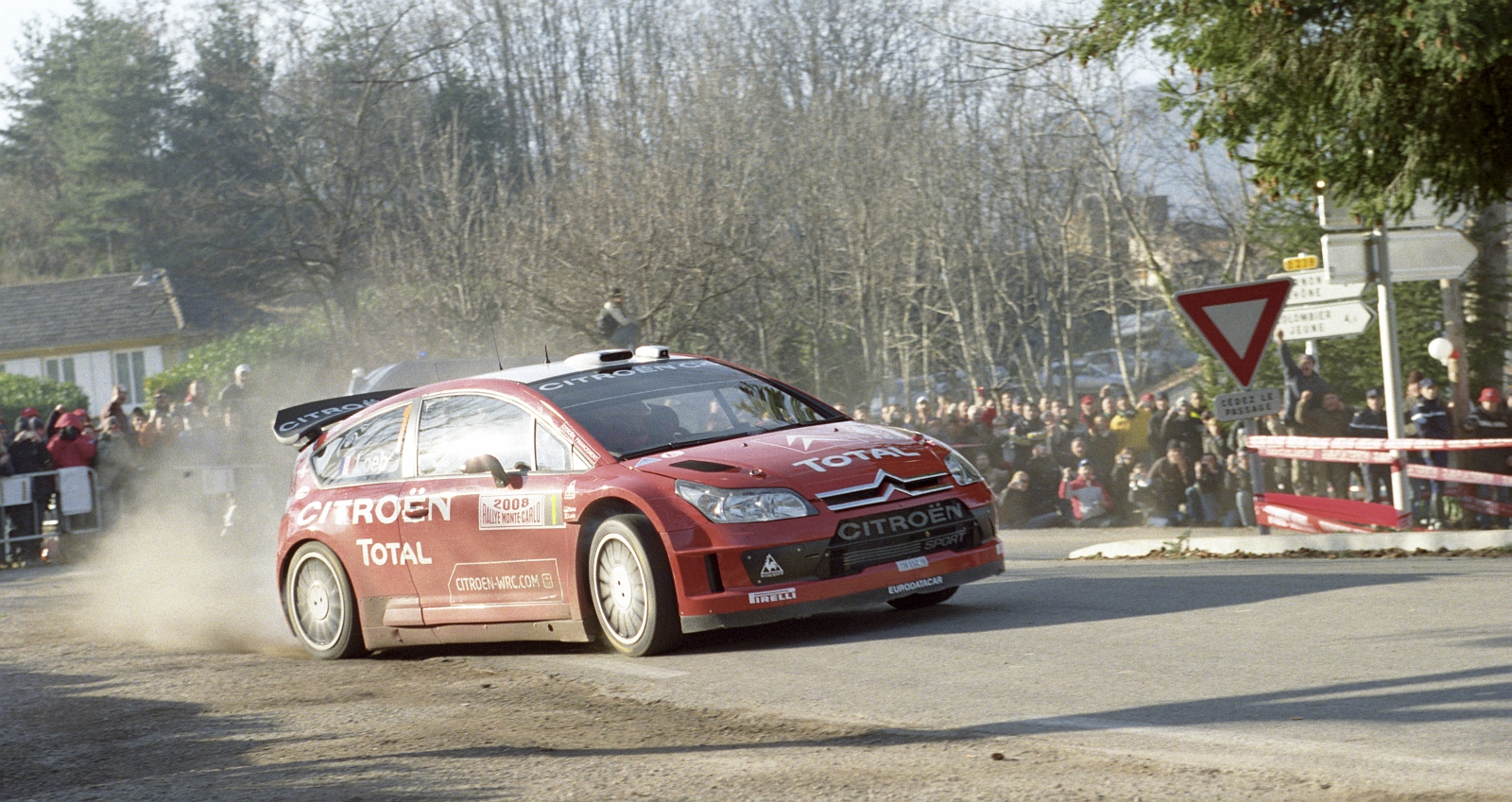
Sébastien Loeb devient en 2008 le premier pilote de l'Histoire à s'adjuger cinq victoires au rallye Monte-Carlo.

En l'absence de Marcus Grönholm, principal adversaire des saisons précédentes, Sébastien Loeb s'affirme peu à peu comme le doyen des pilotes d'usine. Si l'environnement immédiat dans lequel évolue l'Alsacien change peu, le championnat du monde connaît quant à lui de nombreux bouleversements, notamment l'imposition de Pirelli en tant que manufacturier unique de pneumatiques, l'interdiction de certains types de gommes et la suppression de la grille inversée pour définir l'ordre des passages en spéciales.
Le nouveau quadruple champion du monde remporte facilement une cinquième victoire record sur le rallye Monte-Carlo, manche d'ouverture traditionnelle du mondial, en creusant des écarts significatifs sur ses concurrents dès les premiers secteurs. Seul son coéquipier Dani Sordo parvient un temps à maintenir le contact avant d'être relégué à près d'une minute et d'abdiquer sur casse moteur. Le rallye de Suède marque le centième départ en WRC du duo Loeb-Elena. Les deux hommes, alors troisièmes du général, sont victimes d'une sortie de route lors de la première étape. Repartis le lendemain avec vingt-cinq minutes de pénalité, ils signent deux temps scratchs dans la boucle matinale avant de renoncer à poursuivre la compétition pour épargner leur bloc moteur.
L'entame du rallye du Mexique, première manche terre de la saison, est le théâtre d'une passe d'armes entre Loeb et l'étoile montante Jari-Matti Latvala. L'Alsacien parvient à prendre le dessus sur son adversaire finlandais au début de la deuxième étape et conserve les commandes de l'épreuve jusqu'à la ligne d'arrivée. Disputé sous des conditions météorologiques difficiles, le rallye d'Argentine marque les premiers travers de la nouvelle réglementation imposant aux pilotes des types de gommes inadaptés au terrain : « Les conditions sont tellement piégeuses, avec la pluie, la boue et la réglementation qui nous impose de rouler en pneus durs, non retaillés, que c'est hyper-dangereux. Ce qui m'énerve, c'est qu'il serait très simple d'autoriser un cut, le même pour tout le monde, pour améliorer beaucoup la sécurité. Mais les gars qui prennent les décisions ne sont pas dans les voitures, ils n'en ont rien à foutre. Il faut rester très concentré pour éviter de faire une faute. Alors on essaye juste de rester sur la route. C'était pire qu'hier et complètement ridicule de rouler dans ces conditions. On ne prend pas de plaisir et beaucoup de risques pour rien. ». Loeb se contente dès lors d'assurer son rythme en évitant les pièges et remporte finalement la course avec plusieurs minutes d'avance lorsque ses principaux rivaux partent tour à tour à la faute.

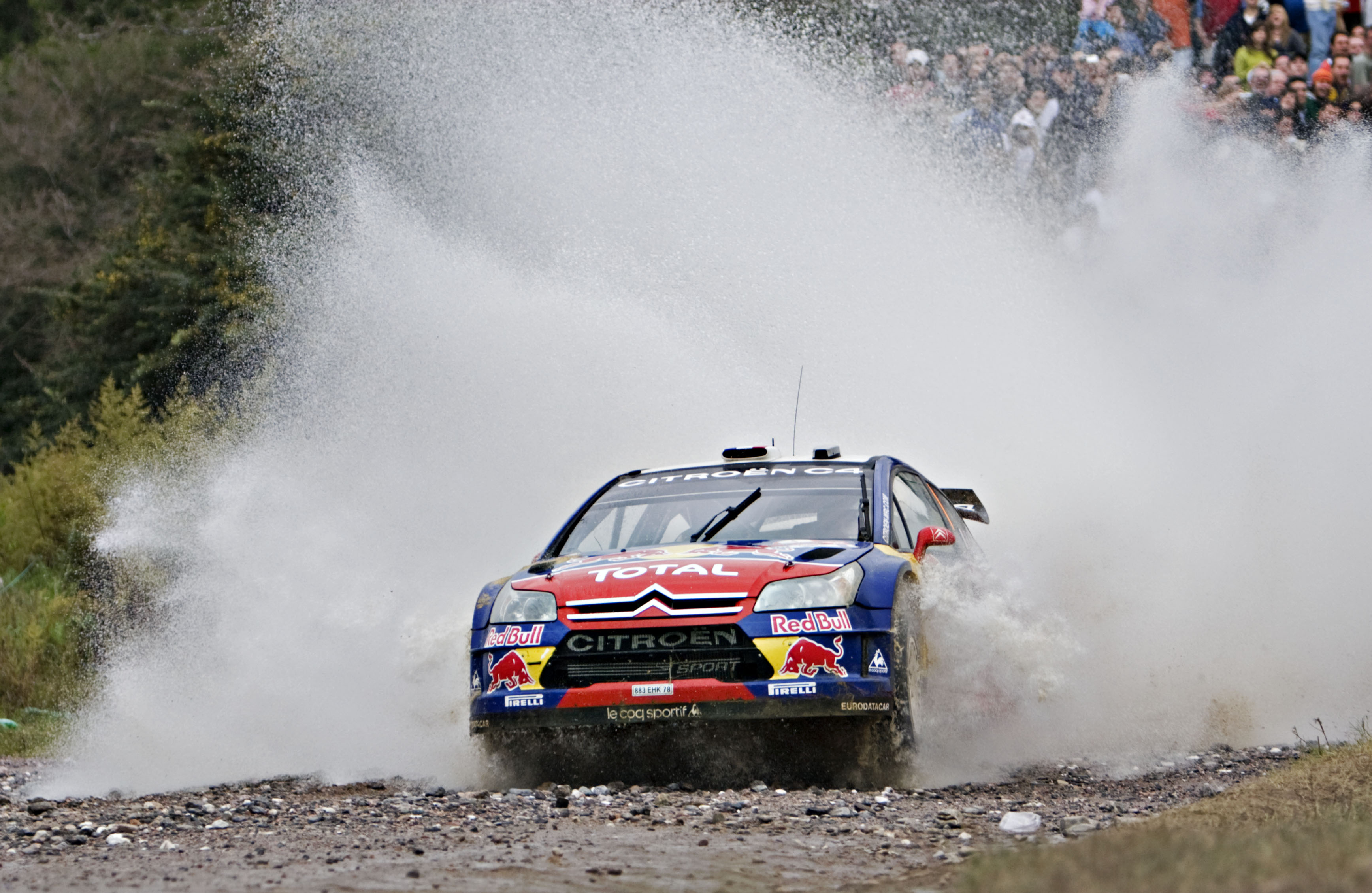
Sébastien Loeb s'adjuge une quatrième victoire record lors du rallye d'Argentine 2008 au terme d'une édition marquée par une réglementation imposant aux pilotes des pneus inadaptés aux conditions de route.

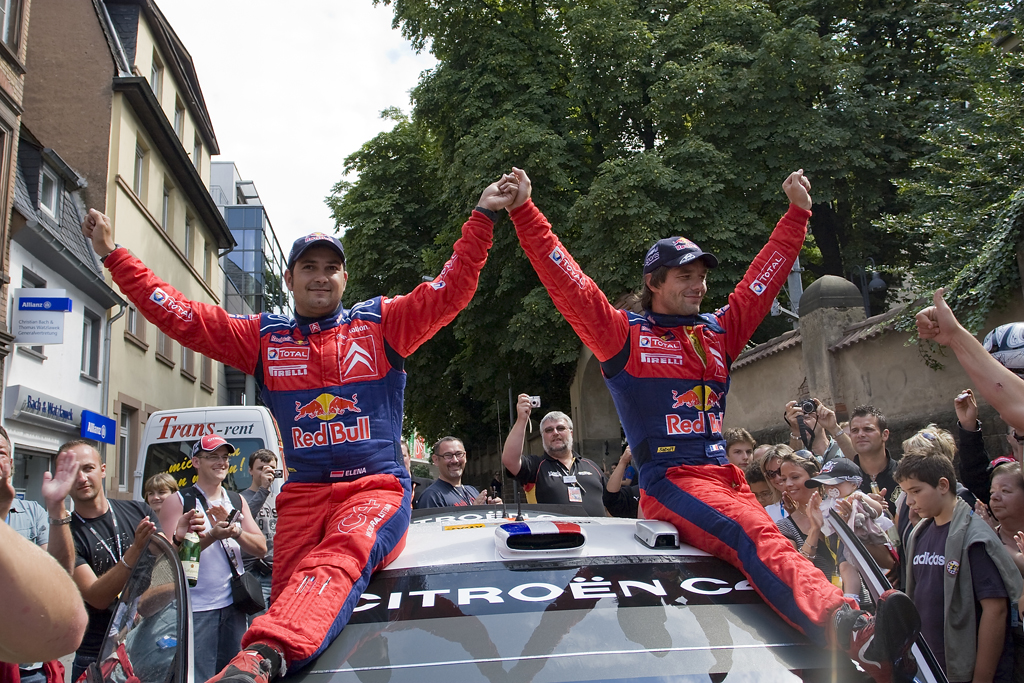
Sébastien Loeb poursuit sa série d'invincibilité au rallye d'Allemagne en s'y imposant pour la septième fois consécutive en 2008 après avoir mené la course de bout en bout.

De nouveau leader du championnat des pilotes, l'Alsacien subit sa position d'ouvreur lors de la première édition mondiale du rallye de Jordanie et doit attendre les deuxièmes passages en spéciales pour trouver des conditions de route similaires à celles de ses rivaux. Il s'empare de la tête et creuse des écarts déjà insurmontables à la régulière lorsqu'il est percuté en liaison par le pilote privé Conrad Rautenbach. Contraint d'attendre la dernière étape pour reprendre la course, il entame une remontée qui le conduit jusqu'à la dixième place finale. Titulaire d'une marge significative au terme de la première journée du rallye de Sardaigne, il parvient à surmonter le handicap du balayage lors des deux dernières étapes et à contrôler la remontée des pilotes Ford pour signer la quarantième victoire de sa carrière.
Adoptant un rythme soutenu sur un terrain réputé particulièrement cassant, il se hisse en tête du rallye de l'Acropole à mi-parcours de la première étape tandis que ses rivaux de la marque à l'Ovale endommagent leurs Focus contre les pierres parsemant le tracé. Il cède provisoirement les commandes à son coéquipier Dani Sordo en raison d'une crevaison avant de reprendre la tête pour finalement s'imposer. Dernière épreuve de la saison disputée sur terre abrasive, le rallye de Turquie est marqué par la rupture de l'accord de fair-play unissant jusqu'alors les écuries vis-à-vis de l'abandon de la grille inversée pour définir l'ordre de passage en spéciales. En demandant à ses pilotes de ralentir volontairement en fin de première étape, l'équipe Ford ouvre une boîte de Pandore et contraint Sébastien Loeb à jouer le rôle de balayeur sur les deux tiers du parcours. Le Français termine sa course en troisième position.
Il affiche sa suprématie et marque l'Histoire après la pause estivale en remportant pour la première fois le rallye de Finlande, réputé chasse gardée des pilotes locaux. En tête de bout en bout et auteur de quinze temps scratchs, il s'impose au terme d'une lutte serrée face à Mikko Hirvonen. Il poursuit sa série d'invincibilité au rallye d'Allemagne avec une septième victoire consécutive. Jamais véritablement inquiété, il y remporte près des trois quarts des spéciales et manque le Grand Chelem afin d'économiser son bloc moteur.
Subissant sa position d'ouvreur lors de la première boucle matinale du rallye de Nouvelle-Zélande, il profite des deuxièmes passages pour signer ses premiers scratchs dans des conditions de route moins pénalisantes. En passe de prendre les commandes de l'épreuve, il écope d'une pénalité de trente secondes en raison d'un problème de démarreur. Il s'impose finalement au terme d'un retournement de situation provoqué par l'abandon simultané des deux pilotes Ford dans la dernière étape. L'Alsacien confirme sa suprématie sur asphalte avec une quatrième victoire consécutive au rallye de Catalogne. En tête de bout en bout, seul Dani Sordo, son coéquipier et local de l'épreuve, parvient à suivre son rythme.
Il récidive en remportant une nouvelle fois le Tour de Corse, dernière épreuve de la saison disputée sur goudron. Auteur de quatorze temps scratchs sur seize possibles, il survole son rallye national, Sordo étant parti à la faute dès les premiers secteurs, et franchit la ligne d'arrivée avec près de trois minutes d'avance sur son plus proche poursuivant. C'est finalement lors de la pénultième manche du calendrier, au rallye du Japon, qu'il devient le premier quintuple champion du monde de l'Histoire du WRC. N'ayant besoin que de six points pour se garantir d'un nouveau sacre, il fait le choix d'assurer une troisième place tout au long de l'épreuve.
La saison s'achève au rallye de Grande-Bretagne, disputé dans des conditions hivernales particulièrement piégeuses. Une lutte serrée se dessine dès les premières spéciales entre l'Alsacien et Jari-Matti Latvala, les deux hommes monopolisant la totalité des temps scratchs sans parvenir à se départager au moment d'aborder la dernière journée de course. Loeb remporte finalement la victoire sur le fil en s'imposant sur l'ensemble des secteurs restants en dépit d'une pénalité imaginaire infligée par les commissaires pour faux départ. Ce onzième succès de la saison lui permet dès lors de battre son propre record de 2005 et de compléter son palmarès par la dernière épreuve qui lui faisait encore défaut, devenant ainsi le premier pilote à s'imposer sur tous les rallyes classiques du calendrier mondial,.

#### GT, Porsche Carrera Cup et Champion des Champions

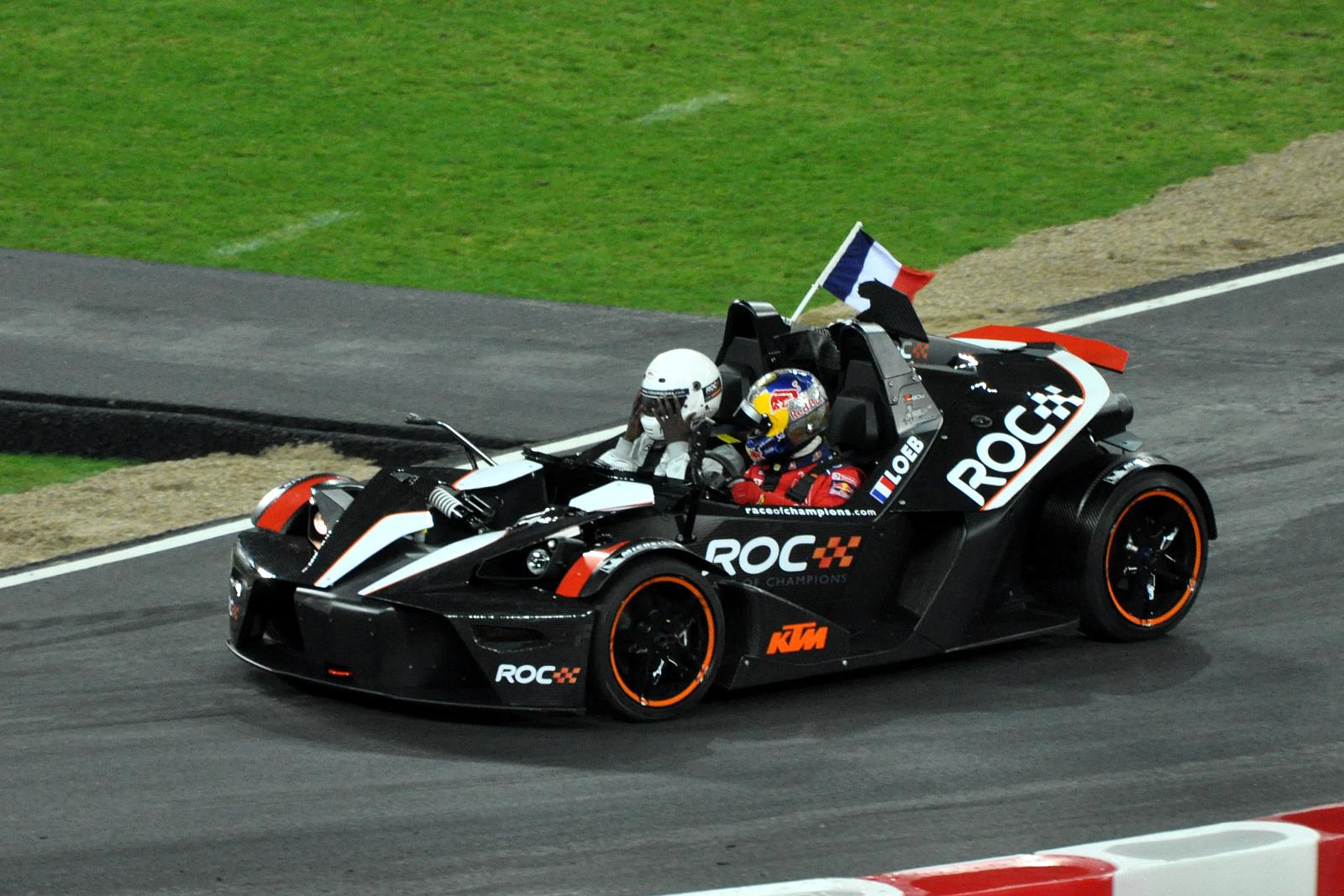
Sébastien Loeb est sacré Champion des Champions pour la troisième fois à Londres en 2008.

C'est en septembre 2008, dans le cadre de la pénultième manche de la Super Série FFSA organisée sur le circuit d'Albi, que Sébastien Loeb prend part à la première compétition GT de sa carrière. Associé à Jean-Pierre Champeau au volant d'une Porsche 997 GT3 RSR de l'écurie Pro GT by Alméras, il termine troisième de la catégorie GT2 lors de la première course tandis que son équipier est contraint à l'abandon au cours de la deuxième manche. Il profite également du même week-end pour participer aux deux épreuves de Porsche Carrera Cup France au programme. Il se classe septième de la première avant d'abandonner dans le premier tour de la seconde.
Absent de l'édition précédente, Loeb s'engage en décembre 2008 pour la sixième fois à la Course des Champions, disputée dans l'enceinte du Wembley Stadium de Londres. Associé à Yvan Muller pour représenter la France lors de la Nations Cup, les deux hommes sont éliminés dès le premier tour en échouant chacun dans leur duel respectif face aux Scandinaves Mattias Ekström et Tom Kristensen.
Lors des épreuves individuelles, l'Alsacien prend successivement le dessus sur Muller, Sebastian Vettel et Andy Priaulx. Opposé à David Coulthard en finale, il remporte deux des trois manches disputées contre le Britannique et décroche un troisième titre de Champion des Champions.

### 2009: Une année ponctuée de coups du sort

#### Milieu de saison catastrophique et sacre sur le fil

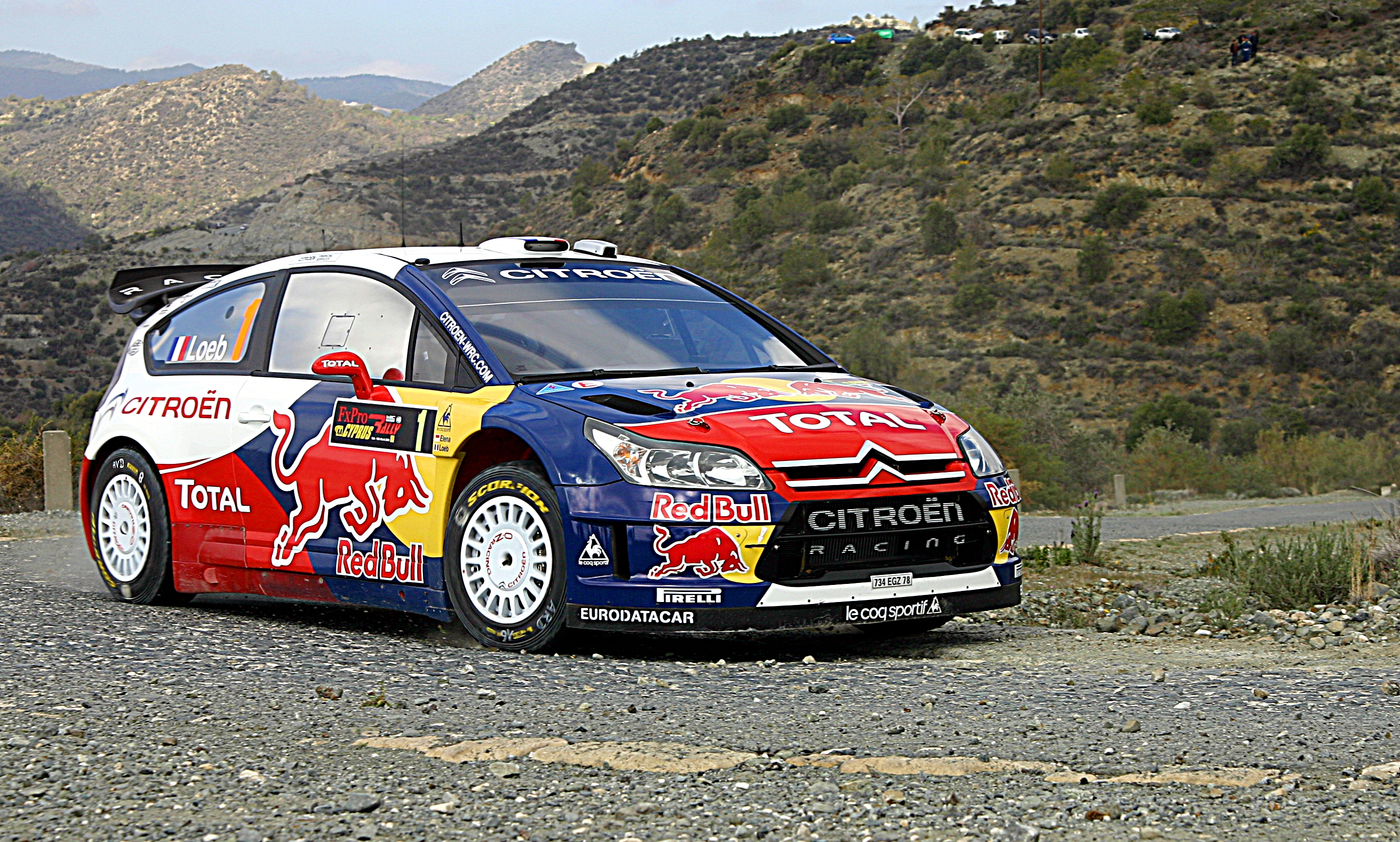
Sébastien Loeb remporte sa première victoire sur surface mixte terre/asphalte lors du rallye de Chypre 2009 et poursuit ainsi son début de saison historique.

Désormais premier quintuple champion du monde de l'Histoire du WRC, Sébastien Loeb s'engage pour la saison 2009 avec l'objectif d'aligner un sixième sacre consécutif. Toujours engagé au sein de Citroën Sport, l'Alsacien retrouve un environnement similaire à celui des années précédentes avec Dani Sordo en guise de coéquipier. Le championnat du monde à proprement parler connaît en revanche plusieurs bouleversements, avec le retrait des écuries d'usine Suzuki et Subaru, et la réduction du nombre d'épreuves à douze.
Loeb remporte de façon autoritaire la manche d'ouverture de la saison, disputée dans le cadre du rallye d'Irlande en lieu et place du traditionnel rallye Monte-Carlo. Sur sa surface de prédilection et dans des conditions détrempées, il creuse des écarts significatifs dès la première étape et signe le doublé avec son coéquipier espagnol. Il s'impose pour la première fois de sa carrière au rallye de Norvège, unique manche neige figurant au calendrier. Bien que non favori sur ce type de revêtement, il tient tête aux pilotes nordiques et construit sa victoire au terme d'un duel serré face à Mikko Hirvonen.
Le rallye de Chypre marque le retour des épreuves mixtes terre/asphalte, jusqu'alors bannies du calendrier depuis 1996. Loeb s'impose pour la quatrième fois consécutive sur l'Île d'Aphrodite après avoir construit son avance sur les nouvelles spéciales goudronnées. Victime d'une légère sortie de piste et aveuglé par la poussière soulevée, il commence le rallye du Portugal en retrait et se retrouve bridé en raison de sa position de balayeur. C'est lors de la deuxième étape qu'il entame une remontée significative sur ses adversaires, signant l'ensemble des temps scratchs au programme pour s'adjuger un nouveau succès.
Il poursuit sa série victorieuse au rallye d'Argentine, lâchant une nouvelle fois du temps lors de la première journée avant de prendre les commandes une fois les conditions de route devenues moins pénalisantes. Cette cinquième victoire de rang depuis le coup d'envoi de la saison en autant de manches disputées lui permet d'effacer les précédents records de Massimo Biasion datant de 1988 et 1989. Il connaît son premier revers au rallye de Sardaigne après avoir rencontré des problèmes de freins et subi une crevaison au cours de la deuxième étape. Il parvient à y accrocher la dernière marche du podium avant d'être déclassé en quatrième position, son copilote Daniel Elena ayant détaché son harnais de sécurité avant l'arrêt total de la voiture au moment de procéder au changement de roue.

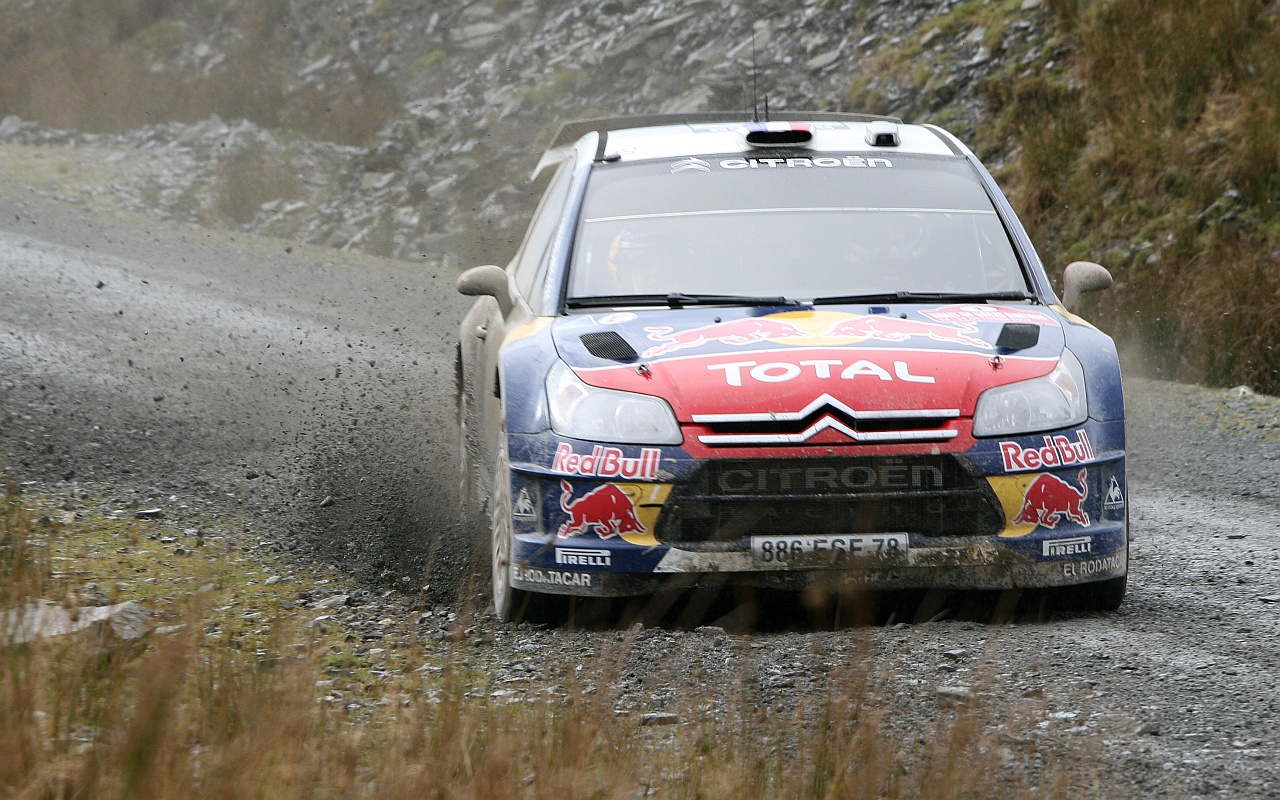
C'est au terme du rallye de Grande-Bretagne 2009, manche de clôture de la saison, que Sébastien Loeb décroche son sixième titre mondial consécutif à l'issue d'une lutte serrée contre Mikko Hirvonen.

Loeb continue de souffrir de sa position d'ouvreur sur le rallye de l'Acropole, accusant près de vingt secondes de retard au soir de la première journée. Sorti trop large dans un virage dès la première spéciale du lendemain, l'Alsacien part en tonneaux et se retrouve contraint à l'abandon en raison des dégâts provoqués sur sa Citroën C4 WRC. La série noire se poursuit lors du rallye de Pologne, de retour au sein du calendrier mondial après une unique édition en 1973. Il heurte une souche d'arbre non repérée lors des reconnaissances tandis qu'il occupait la deuxième position du général. Reparti le lendemain dans le cadre du Super Rally, il enchaîne les temps scratchs et parvient à engranger sur le fil les deux points de la septième place mais doit abandonner la tête du classement mondial à Mikko Hirvonen.
Il échoue à rééditer son exploit de l'année précédente au rallye de Finlande, réputé chasse gardée des pilotes nordiques. Au terme d'un duel très serré face à Hirvonen, il décide finalement d'assurer la deuxième place à la suite d'une crevaison lente survenue au milieu de la seconde étape. Il renoue avec la victoire lors du rallye d'Australie, usant d'un ordre de passage un peu plus avantageux que son rival finlandais, mais se voit finalement déclassé d'un rang après l'arrivée en raison d'une erreur administrative de Citroën Racing.
Accusant cinq points de retard au championnat à deux manches de la fin de la saison, Loeb doit compter sur l'aide de son coéquipier Dani Sordo pour assurer un doublé lors du rallye de Catalogne à l'instar des trois années précédentes. L'accord entre les deux pilotes et la direction de la branche sportive de la marque aux chevrons est conclu avant le départ. L'Espagnol s'empare de la tête avant de laisser la position de leader au champion du monde qui assure ses trajectoires, la Ford Focus WRC d'Hirvonen étant alors suffisamment distancée. Le doublé se concrétise à l'arrivée, couronnant Citroën pour la cinquième fois chez les constructeurs et permettant à Loeb de revenir à un point du Finlandais. Le titre des pilotes se joue finalement lors du rallye de Grande-Bretagne, manche de clôture de la saison, dans une situation identique à celle de 2003. Parti sur un rythme offensif, l'Alsacien s'empare des commandes dès les premières spéciales et distance progressivement Hirvonen à l'entame de la deuxième étape avant que ce dernier n'en vienne à surconduire. Le Finlandais abandonne toutes ses chances lorsque son capot moteur s'ouvre à pleine vitesse en raison d'un saut mal réceptionné. Loeb rallie l'arrivée avec plus d'une minute d'avance et décroche ainsi son sixième sacre consécutif.

#### Super Série FFSA et rumeurs d'engagement en Formule 1
En avril 2009, Sébastien Loeb poursuit son apprentissage sur circuit en participant aux traditionnelles Coupes de Pâques disputées sur le circuit de Nogaro en ouverture de la Super Série FFSA. Au volant d'une Ferrari 550 Maranello et associé au pilote Ange Barde, il se classe respectivement cinquième et douzième des deux courses GT du week-end. Il prend également le départ des épreuves de Porsche Carrera Cup France au sein de l'équipe Pro GT by Alméras qu'il termine en neuvième et huitième position.
Loeb prend les commandes d'une monoplace de Formule 1 pour la première fois de sa carrière en décembre 2007 pour quelques tours de piste au volant de la Renault R26 de Heikki Kovalainen sur le circuit Paul Ricard. Il participe en novembre 2008 à une séance d'essais officielle organisée sur le circuit de Barcelone dans le baquet d'une Red Bull RB4 et enregistre le huitième temps sur un total de dix-sept pilotes. Sa présence sur la grille de départ du Grand Prix d'Abou Dhabi 2009, manche de clôture de la saison, est un temps envisagée pour le compte de l'écurie Toro Rosso avant d'être invalidée par le refus de la FIA de lui accorder la Super Licence.

### 2010: Domination face à la nouvelle génération

#### Dernier sacre sur la Citroën C4 WRC

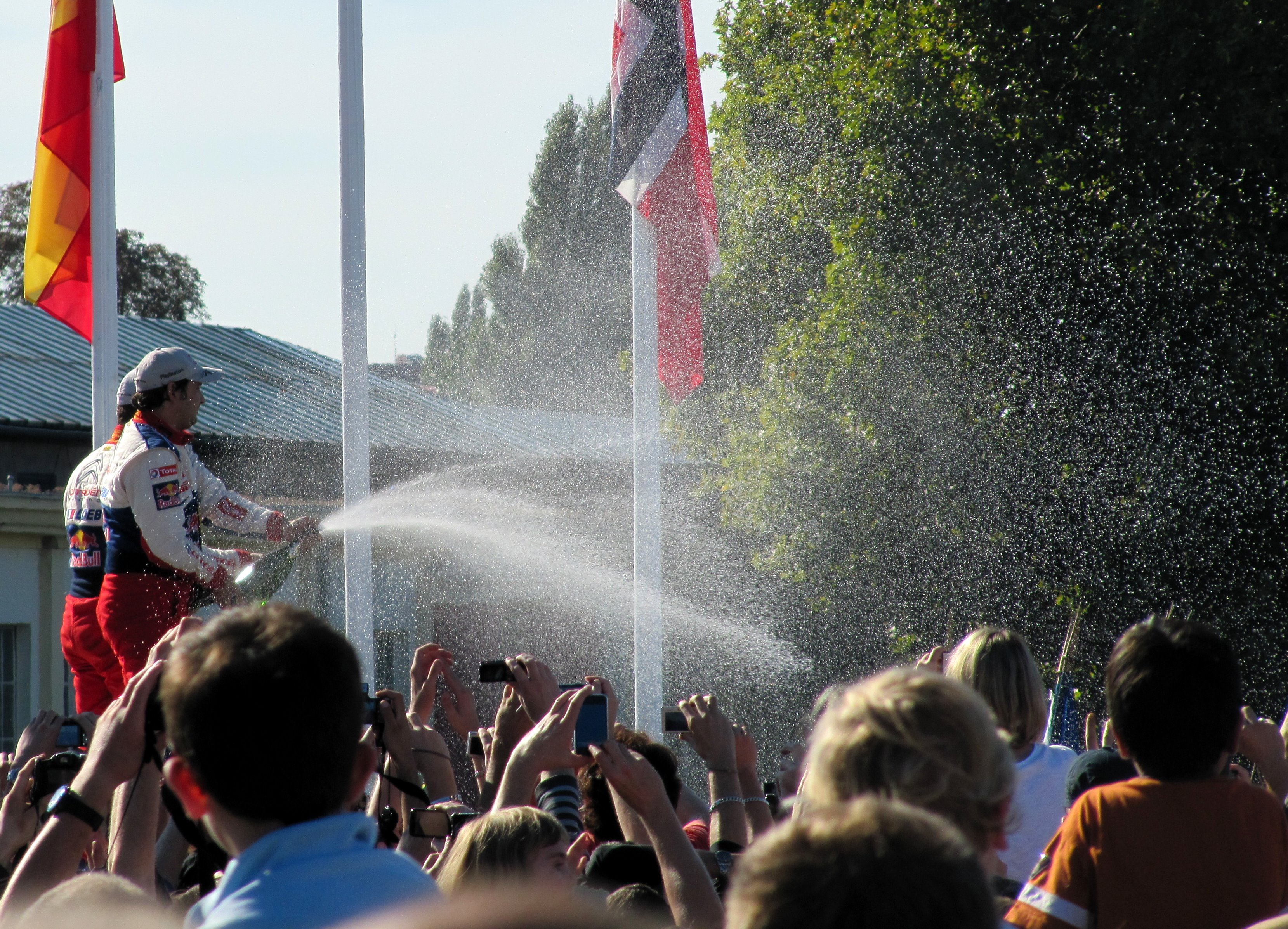
C'est dans sa région natale, lors de la première édition du rallye de France-Alsace, que Sébastien Loeb est sacré champion du monde pour la septième fois consécutive au terme d'une course menée de bout en bout.

L'année 2010 marque la fin d'une ère pour le championnat du monde avec la dernière apparition de voitures équipées de moteurs 2 litres turbo, norme restée jusqu'alors inchangée depuis 1987. Sébastien Loeb prend ainsi part à sa dernière saison mondiale au volant de la Citroën C4 WRC, toujours épaulé par Dani Sordo au sein de l'équipe d'usine de la marque aux chevrons.
En l'absence du rallye Monte-Carlo pour la deuxième année consécutive, le rallye de Suède fait office de manche d'ouverture du calendrier. L'Alsacien s'empare de la tête dès les premières spéciales et livre une lutte serrée à Mikko Hirvonen. Le pilote Ford prend finalement le dessus lors de la deuxième étape grâce à une meilleure stratégie dans l'utilisation de ses pneumatiques. Loeb riposte au rallye du Mexique. Après avoir subi les contraintes du balayage lors de la première journée, il signe huit temps scratchs consécutifs et creuse des écarts significatifs sur ses adversaires. Il remporte la victoire et déloge Hirvonen de la tête du classement mondial.
De nouveau handicapé par sa position d'ouvreur lors du rallye de Jordanie, le champion du monde concède plus de trente secondes sur le leader Jari-Matti Latvala au terme de la première étape. Il entame une remontée dès le lendemain en imposant notamment son rythme dans Jordan River, la spéciale la plus longue au programme, et décroche son premier succès sur l'épreuve moyen-orientale. Il signe une troisième victoire de rang au rallye de Turquie, présentant pour la première fois un profil mixte terre/asphalte. Passé les contraintes du balayage imposées par son ordre de passage lors de la première étape, il comble le déficit concédé le lendemain en établissant des écarts significatifs sur les portions goudronnées puis s'empare de la tête aux dépens de son compatriote Sébastien Ogier.
Double vainqueur de l'épreuve, Loeb ne remporte pas le rallye de Nouvelle-Zélande cette année-là mais signe l'une des performances sportives les plus impressionnantes de sa carrière. Rétrogradé en huitième position à la suite d'une touchette contre un pont, il reprend plus de quatre-vingts secondes sur tous ses adversaires en une demi-douzaine de spéciales et prend la tête de la course. Un tête-à-queue lors de la dernière journée de course le prive définitivement de la victoire. Il franchit la ligne d'arrivée en troisième position,. Il se heurte de nouveau aux contraintes du balayage lors de la première étape du rallye du Portugal. Les conditions sèches et abrasives typiques de l'épreuve lui font concéder un temps plus important qu'à l'accoutumée. Malgré huit temps scratchs enregistrés sur les onze spéciales restant au programme, il échoue à moins de dix secondes de la première place occupée par Sébastien Ogier.

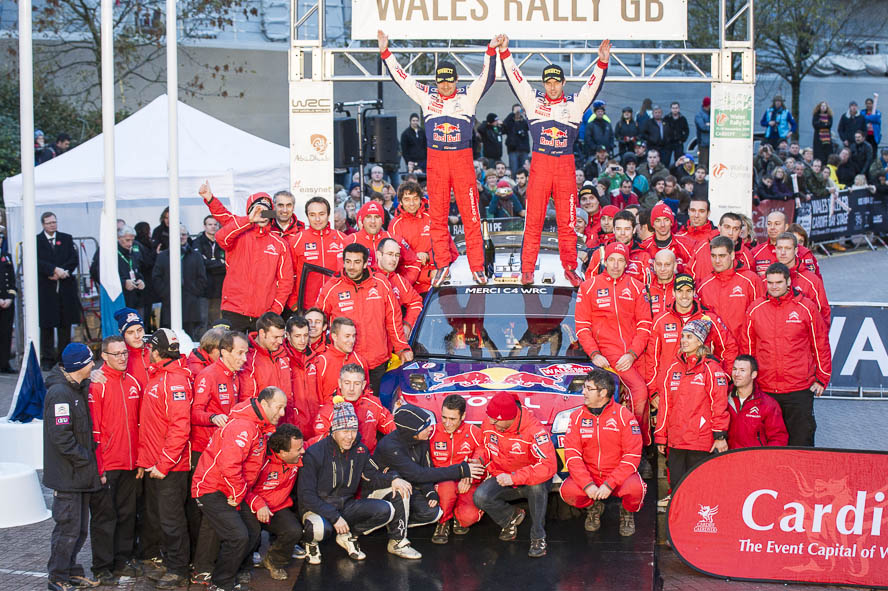
Sébastien Loeb conclut la carrière mondiale de la Citroën C4 WRC par une victoire au terme d'un duel serré face à Petter Solberg lors du rallye de Grande-Bretagne 2010.

L'Alsacien retrouve sa surface de prédilection après six semaines de pause estivale dans le cadre de la première édition mondiale du rallye de Bulgarie. Il signe le chrono de référence dans les cinq premiers secteurs et construit une avance de plus de trente secondes sur Dani Sordo, seul pilote parvenant à suivre son rythme. Il limite son offensive dans les étapes suivantes pour assurer ses trajectoires et remporte la première épreuve asphalte de la saison. Victime de problèmes de freins et de la destruction de son pare-chocs avant, il reste en retrait lors du coup d'envoi du rallye de Finlande. Auteur de trois temps scratchs dans la dernière étape, il parvient à accrocher la dernière marche du podium au détriment de Petter Solberg.
Vainqueur de toutes les éditions mondiales du rallye d'Allemagne, Sébastien Loeb poursuit à nouveau sa série d'invincibilité sur les rives de la Moselle. En embuscade durant la première moitié de l'épreuve, Dani Sordo parvient à rester au contact du champion du monde avant de lâcher prise dans les deux passages de Arena Panzerplatte, la plus longue spéciale du rallye. L'Alsacien retrouve le handicap du balayage au rallye du Japon et concède près d'une minute sur les pilotes de tête au soir de la première étape. Il parvient à résorber son retard d'environ vingt secondes le lendemain avant de subir des dysfonctionnements de son différentiel avant. Estimant être trop distancé au général, il décide d'assurer sa position et termine cinquième de l'épreuve.
C'est dans sa région natale, lors de la première édition du rallye de France-Alsace remplaçant le Tour de Corse en tant que manche française du championnat, qu'il décroche le titre mondial, égalant ainsi les sept titres mondiaux de Michael Schumacher en Formule 1. En tête de l'épreuve de bout en bout, il remporte par la même occasion sa soixantième victoire en WRC et dépasse la barre des mille points marqués après avoir construit des écarts significatifs dans les secteurs clés. Le rallye de Catalogne adopte cette année-là un format mixte terre/asphalte pour la première fois de son histoire. Loeb se porte en tête dès le coup d'envoi malgré les effets du balayage et parvient à maintenir un écart de quatre secondes sur Sébastien Ogier au terme de la première étape. Il distance définitivement son compatriote, finalement parti à la faute, dans les premiers secteurs goudronnés et s'impose pour la sixième fois sur cette épreuve.
La saison s'achève au rallye de Grande-Bretagne et avec elle la carrière mondiale de la Citroën C4 WRC. L'Alsacien y intègre le quatuor de tête, contenu dans un intervalle de huit secondes, avant de se détacher progressivement aux côtés de Petter Solberg. Il prend finalement le dessus sur le Norvégien dans les dernières spéciales de l'épreuve britannique et clôt le palmarès sportif de sa voiture par une trente-sixième victoire. Arborant un bilan définitif de huit succès et douze podiums sur les treize rallyes du calendrier, sans abandon ni recours au Super Rally, il échappe aux coups du sort qui ont ponctué la quête de son sacre précédent et fait preuve d'une régularité manifeste, lui permettant d'établir un écart final de plus de cent points sur son dauphin Jari-Matti Latvala.

#### FFSA GT, International GT Open et Course des Champions
En juin 2010, Sébastien Loeb réitère son engagement annuel en Super Série FFSA pour le vingtième anniversaire du circuit du Val de Vienne. Au volant d'une Ferrari F430 GT3 Scuderia de l'écurie Sport Garage, il retrouve son ami Jean-Pierre Champeau dans le rôle d'équipier. Les deux hommes achèvent les deux courses du week-end en quatorzième et neuvième position.
Il participe en octobre 2010 à la manche de clôture de la saison d'International GT Open, spin-off du championnat de GT espagnol ayant acquis une dimension européenne. Engagé avec son coéquipier de Citroën Racing Dani Sordo sur une Porsche 997 GT3 R, il termine cinquième de la catégorie GTS lors de la première course avant d'être percuté par un concurrent au départ de la seconde manche.
Loeb achève sa saison sportive en prenant part pour la septième fois de sa carrière à la Course des Champions, déplacée dans l'enceinte de l'Esprit Arena de Düsseldorf. Associé à Alain Prost pour représenter la France lors de la Nations Cup, les deux hommes concèdent le nul face à l'équipe nordique de Tom Kristensen et Heikki Kovalainen, puis perdent chacun leur duel contre les Britanniques Andy Priaulx et Jason Plato. Ils accrochent finalement la deuxième place de leur groupe, synonyme de qualification pour le dernier carré, en venant à bout du Portugal représenté par Álvaro Parente et Filipe Albuquerque. Ils retrouvent l'équipe de Grande-Bretagne lors des quarts de finale et s'inclinent à nouveau dans leur manche respective.
Les épreuves individuelles sont organisées le lendemain. Loeb remporte ses trois duels face à Heikki Kovalainen, Bertrand Baguette et Jeroen Bleekemolen comptant pour les phases qualificatives et termine à la première place de son groupe. Il défait Tom Kristensen en quart de finale puis prend sa revanche sur Andy Priaulx dans le tour suivant après deux défaites concédées au Britannique lors des épreuves par équipe. Cette victoire lui permet d'accéder à la Super Finale pour la septième fois en autant de participations. Il y retrouve le jeune Portugais Filipe Albuquerque contre lequel il s'incline au terme de trois manches serrées.

### 2011: Un nouveau record dans le sport automobile

#### Des résultats contrariés par le règlement et les coups du sort

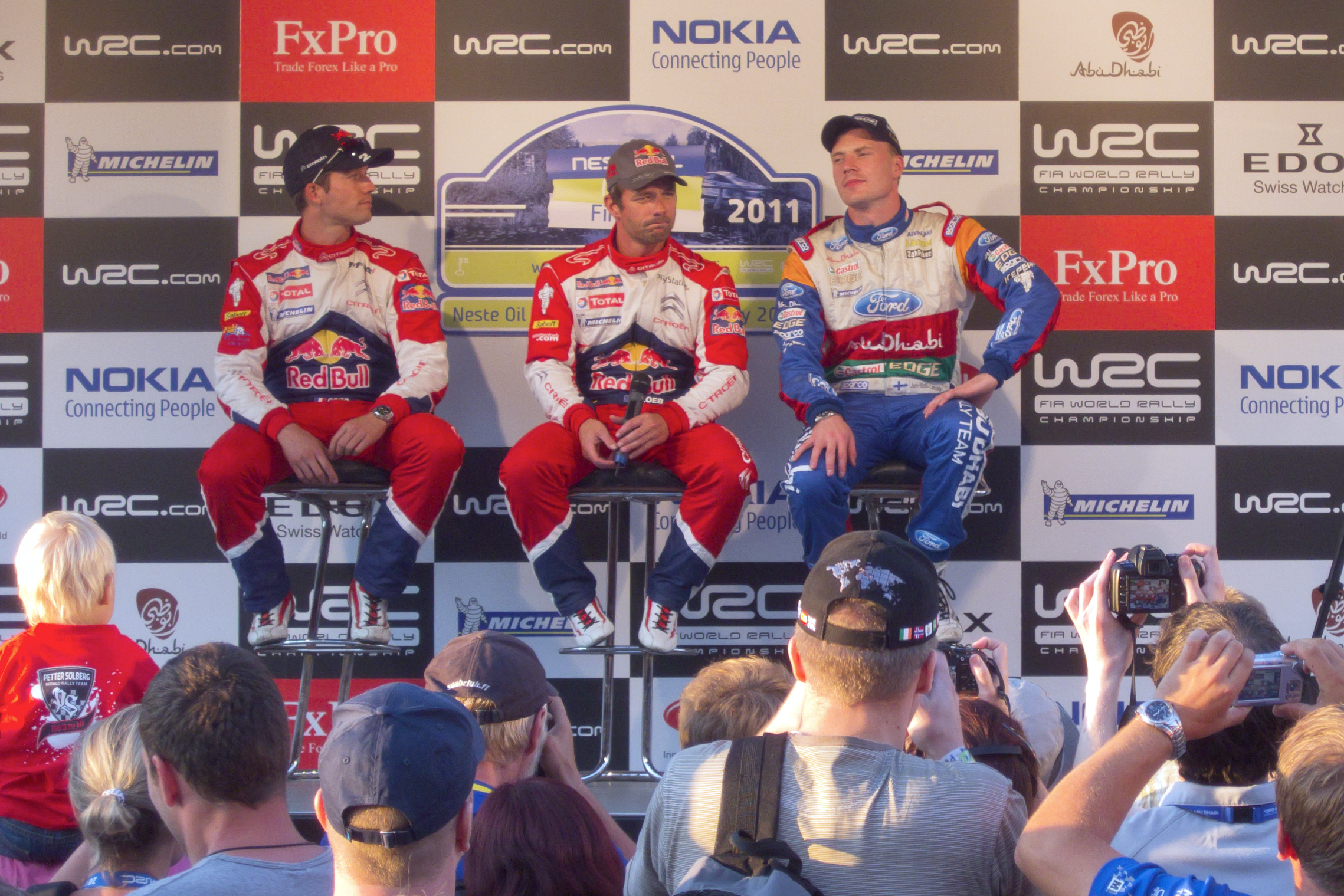
Sébastien Loeb devient en 2011 le premier pilote non nordique à remporter deux fois le rallye de Finlande. Les stratégies mises en place par ses adversaires lui imposent de balayer la totalité des spéciales de l'épreuve.

La saison 2011 tourne une nouvelle page dans l'Histoire du championnat WRC avec l'introduction d'une nouvelle réglementation technique réduisant la cylindrée des moteurs homologables à 1 600 cm3 et bannissant plusieurs technologies jusqu'alors couramment utilisées afin de poursuivre la politique de réduction des coûts voulue par les différents acteurs du mondial. Le plateau s'en trouve ainsi entièrement renouvelé au sein de toutes les équipes engagées avec des modèles de voitures plus compacts : Citroën DS3 WRC pour la marque aux chevrons et Ford Fiesta RS WRC pour son rival américain. Sébastien Loeb poursuit l'aventure aux côtés de son employeur historique, son jeune compatriote Sébastien Ogier étant pour sa part promu au rang de coéquipier dans la structure principale à la suite du départ de Dani Sordo chez Mini, nouvel arrivant parmi les constructeurs.
Le rallye de Suède fait office de manche d'ouverture du calendrier pour la deuxième année consécutive. Champion du monde en titre, Loeb hérite du rôle d'ouvreur et abandonne de ce fait un temps significatif lors de la première étape en raison de fortes chutes de neige survenues la veille du départ. Victime d'une crevaison, il se voit reléguer à près de trois minutes du leader au soir de la première étape avant d'entamer une remontée qui le conduit jusqu'à la sixième place finale, et manque de tout perdre sur la liaison menant à la cérémonie du podium en raison d'un problème de démarreur. Délesté du handicap du balayage au départ du rallye du Mexique, il livre un duel serré à Sébastien Ogier avant de prendre un avantage manifeste lors de la deuxième étape en signant le scratch dans les secteurs clés. Victime d'un problème de boîte de vitesses alors qu'il était en tête, il abandonne plus de cinquante secondes mais parvient à revenir au contact de son coéquipier au moment de prendre part à la dernière journée de course. Olivier Quesnel, directeur de Citroën Racing, annonce vouloir figer les positions et laisser ainsi la victoire au jeune Gapençais. Loeb se refuse à respecter les consignes d'équipe, arguant qu'en tant que septuple champion du monde en titre, on ne peut pas lui demander de renoncer dès la deuxième manche de la saison. Parti sur un rythme offensif, il s'empare des commandes et remporte la victoire tandis qu'Ogier craque sous la pression et part à la faute dans le premier chrono du jour,.
De nouveau titulaire d'un ordre de passage désavantageux lors du rallye du Portugal, l'Alsacien parvient à accrocher le trio de tête lors de la première étape avant de subir les stratégies de ses adversaires consistant à ralentir volontairement pour éviter le handicap du balayage. En passe de prendre la tête, il perd plus de trente secondes dans la boucle matinale du lendemain, aveuglé par la poussière soulevée par un Mikko Hirvonen en perdition. Il termine l'épreuve en seconde position, profitant d'un problème de transmission affectant Jari-Matti Latvala. L'annulation de l'intégralité de la première étape du rallye de Jordanie en raison d'un problème logistique est une mauvaise nouvelle pour le champion du monde, assuré de subir des conditions de route pénalisantes sur plus de la moitié de la distance restante. Victime une nouvelle fois des tactiques de fin d'étape mises en place par certains de ses rivaux, il parvient à accrocher la dernière marche du podium et à reprendre de ce fait la tête du classement mondial.

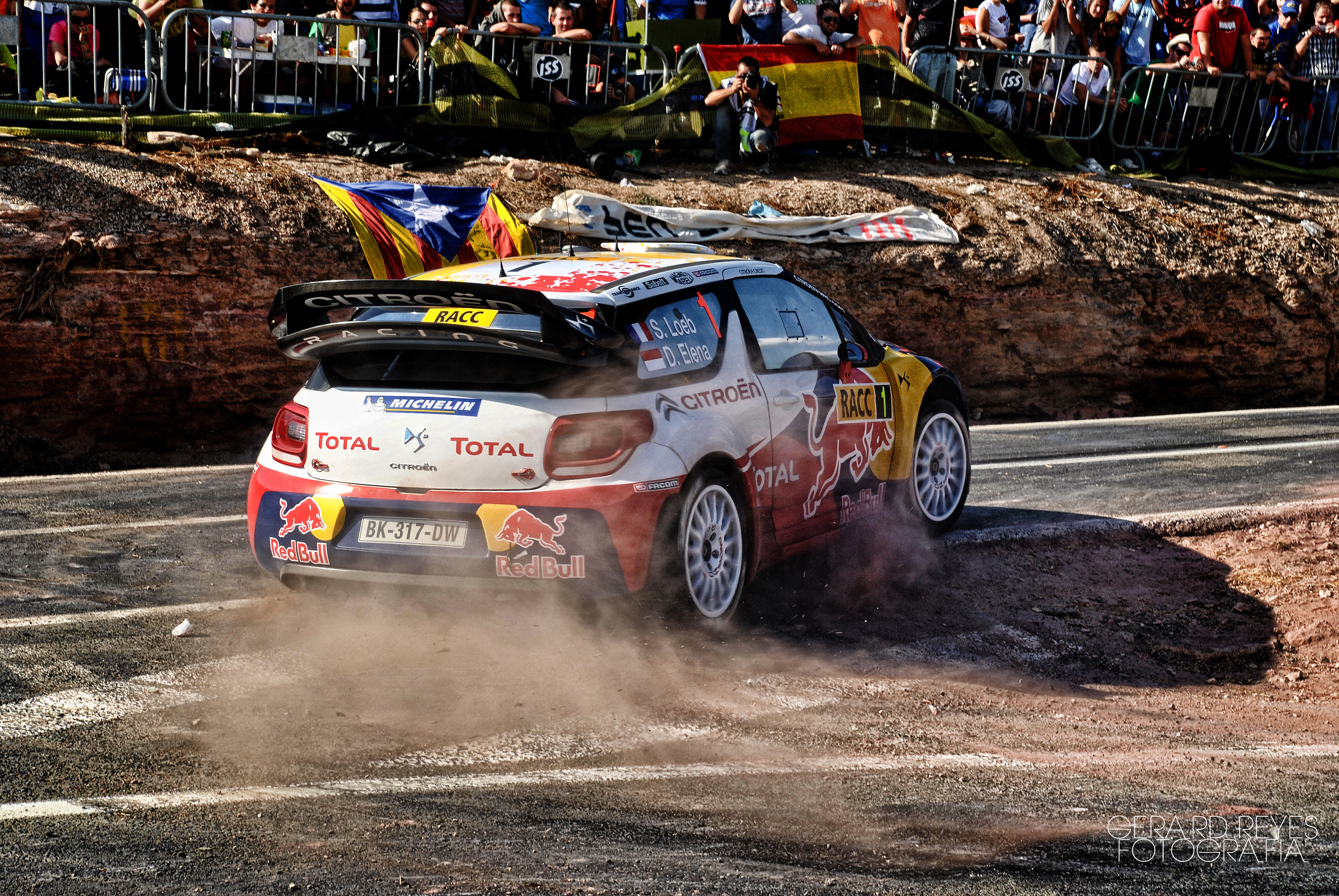
Sébastien Loeb remporte en 2011 une septième victoire consécutive au rallye de Catalogne, permettant ainsi à Citroën de s'adjuger le sacre des constructeurs. Mais les consignes d'équipe appliquées par Ford le laissent sous la menace de Mikko Hirvonen avant l'ultime manche de la saison.

Le parcours inédit proposé lors de la première étape du rallye de Sardaigne présente une typographie moins pénalisante pour l'ouvreur comparativement aux standards de l'épreuve. Auteur de quatre temps scratchs, Loeb s'empare des commandes et construit une avance de trente secondes au soir de la première journée. Poursuivant sur un rythme offensif, il parvient à contrôler le retour de ses adversaires lors des deux dernières étapes plus abrasives et remporte la victoire en ayant balayé l'intégralité des spéciales. Il subit davantage son ordre de passage désavantageux lors du rallye d'Argentine, disputé cette année-là dans un format mixte terre/asphalte. Cinquième à l'issue de la première boucle matinale, il écope d'une minute de pénalité pour avoir involontairement pointé deux secondes en avance au parc d'assistance en raison de l'absence d'un panneau de signalisation. Auteur de cinq temps scratchs lors de la deuxième étape, il se hisse en troisième position du général et compte un retard cumulé de plus de quarante secondes sur le leader Sébastien Ogier au départ de la dernière journée. Poursuivant son effort, il prend rapidement le dessus sur Mikko Hirvonen et pousse son coéquipier à la faute dans la spéciale la plus longue du rallye pour récolter sa sixième victoire sur la manche sud-américaine.
Dernière épreuve abrasive de la saison, le rallye de l'Acropole représente le paroxysme en matière d'influence du balayage. Loeb subit sa position d'ouvreur tout au long de la première étape et se retrouve une nouvelle fois impuissant devant les stratégies mises en place par ses adversaires pour le laisser nettoyer la piste. Figurant parmi ces pilotes usant de tactiques peu éthiques, Ogier se voit communiquer par Citroën en l'absence de GPS le temps exact à réaliser pour se caler derrière le champion du monde avant l'ultime étape, engendrant pour la première fois des tensions entre la marque aux chevrons et son fer de lance : « L'équipe ne disposait pas des temps intermédiaires d'Ogier, alors dans le doute ils lui ont communiqué le temps à réaliser pour se caler derrière moi au général. C'est une belle stratégie d'équipe… ça me fait un peu rire. L'équipe a préféré aider Ogier à gagner ce rallye plutôt que m'aider à gagner au championnat. C'est une bonne information pour la suite. Désormais, on sait qui est le numéro un : c'est Ogier ! ». L'Alsacien parvient à accrocher la deuxième place finale,. Le balayage poursuit ses effets lors du rallye de Finlande, épreuve jusqu'alors épargnée par ce paramètre. Loeb continue d'endurer son ordre de passage dans les spéciales ainsi que les stratégies de fin d'étape mais parvient à se maintenir aux avant-postes en usant de sa pointe de vitesse. Il s'adjuge une nouvelle victoire, devenant ainsi le premier pilote non nordique à s'imposer deux fois aux Mille Lacs, au terme d'un duel serré contre son coéquipier parti à la faute.
C'est en marge du rallye d'Allemagne, première épreuve asphalte de la saison, que Citroën et Sébastien Loeb annoncent la poursuite de leur collaboration pour une saison ferme assortie d'une autre optionnelle, mettant fin à des rumeurs évoquant le départ de l'Alsacien chez Volkswagen. Le champion du monde s'empare de la tête à l'issue de la première boucle matinale et construit une avance de huit secondes sur Ogier en fin d'étape tandis que Ford fait face aux déboires de ses pilotes. Entrevoyant la perspective d'un doublé assuré, Olivier Quesnel décide alors de geler les positions, craignant que le Gapençais ne craque une nouvelle fois sous la pression face à son aîné, invaincu sur goudron depuis 2005. Ce dernier accepte difficilement cette situation et va tenir par voie de conséquence des propos qualifiés de peu respectueux dans la presse à l'encontre de son coéquipier, l'accusant d'être à l'origine des consignes et de refuser le duel. Sébastien Loeb rejette ces accusations en bloc et, estimant son image ternie, décide de rompre ses relations amicales avec le Gapençais : « Je comprends que cette décision n'ait pas plu à Sébastien Ogier. En 2003 je me suis écrasé pour un titre Constructeurs. Nous sommes les employés d'une entreprise. Même si quelques fois les décisions ne nous font pas plaisir, il faut les accepter. Sébastien est dans un état d'esprit différent. Il ne les accepte pas, c'est son droit. C'est sûr que cela complique un peu les relations. On s'est vu quelques fois en dehors des rallyes. On se verra un peu moins. Ça ne changera pas la vie. ». Loeb est finalement victime d'une crevaison provoquée par une déficience des nouveaux pneus Michelin introduits sur cette épreuve et termine second,,. Les deux pilotes français partent tour à tour à la faute dès les premiers kilomètres du rallye d'Australie. Jusqu'alors en tête, Loeb reprend le départ le lendemain en vingt-troisième position et entame une remontée qui le conduit aux portes des points. Afin de répondre aux consignes de Ford imposant à Jari-Matti Latvala de céder sa victoire à Mikko Hirvonen, Citroën demande à son tour aux autres pilotes de la marque de ralentir volontairement, permettant ainsi au champion du monde d'accrocher la dixième place finale.
Le passage à vide se poursuit lors du rallye de France-Alsace. En tête dès le coup d'envoi, Loeb est confronté à une surchauffe moteur causée par une erreur de montage et se retrouve contraint à l'abandon. Le score vierge qui s'ensuit permet à Hirvonen de revenir à égalité de points au championnat. L'Alsacien réagit dès l'entame du rallye de Catalogne, construisant une avance de plus de trente secondes au soir de la première étape disputée intégralement sur terre. Il limite la prise de risques sur les secteurs restants, entièrement asphalte, et remporte une septième victoire consécutive sur l'épreuve ibérique. La lutte pour le titre mondial s'achève lors de l'ultime manche de la saison, au rallye de Grande-Bretagne. Crédité de huit points d'avance sur Mikko Hirvonen, dernier rival encore mathématiquement en lice, Loeb adopte un rythme offensif et prend des risques significatifs pour s'emparer des commandes de l'épreuve galloise. Il remporte finalement son huitième sacre mondial consécutif au milieu de la deuxième étape lorsque son rival finlandais part à la faute, et rejoint le motard italien Giacomo Agostini dans les annales des sports mécaniques. Le désormais octuple champion du monde est finalement percuté frontalement en liaison par un spectateur alors qu'il dispute la victoire à Jari-Matti Latvala et ne rallie jamais la ligne d'arrivée, mettant ainsi fin de manière incongrue à l'une de ses saisons les plus éprouvantes,,.

#### GT Tour, Monza Rally Show et ERDF Masters Kart
Deux semaines avant l'obtention de son huitième sacre mondial en WRC, Sébastien Loeb participe en octobre 2011 à la finale du GT Tour disputée sur le circuit Paul Ricard. Associé à l'ancien champion de la discipline Bruno Hernandez à bord d'une Ferrari 458 Italia GT3 préparée par la structure italienne AF Corse, il termine respectivement neuvième et cinquième des deux courses GT du week-end. Engagé parallèlement dans les épreuves de Porsche Carrera Cup France, il inscrit deux podiums derrière le nouveau lauréat du championnat mono-marque Kévin Estre.
En novembre 2011, l'Alsacien prend part pour la première fois de sa carrière au Monza Rally Show, épreuve asphalte disputée en Italie sur le circuit éponyme et réunissant des spécialistes de plusieurs disciplines issues des sports mécaniques. Au volant d'une Citroën DS3 WRC et copiloté par son épouse Séverine, il remporte l'événement principal ainsi que le Master's Show devant le nonuple champion du monde de vitesse moto Valentino Rossi.
Il achève sa saison sportive en participant aux côtés de dix-neuf autres pilotes issus du sport automobile à la première édition des ERDF Masters Kart, conçus comme le descendant des Masters de karting de Paris-Bercy disputés dix ans plus tôt. Au volant d'un kart électrique Sodi STX, il termine respectivement huitième et dixième des deux grandes finales de l'événement.

### 2012: Dernière couronne pour une dernière saison complète

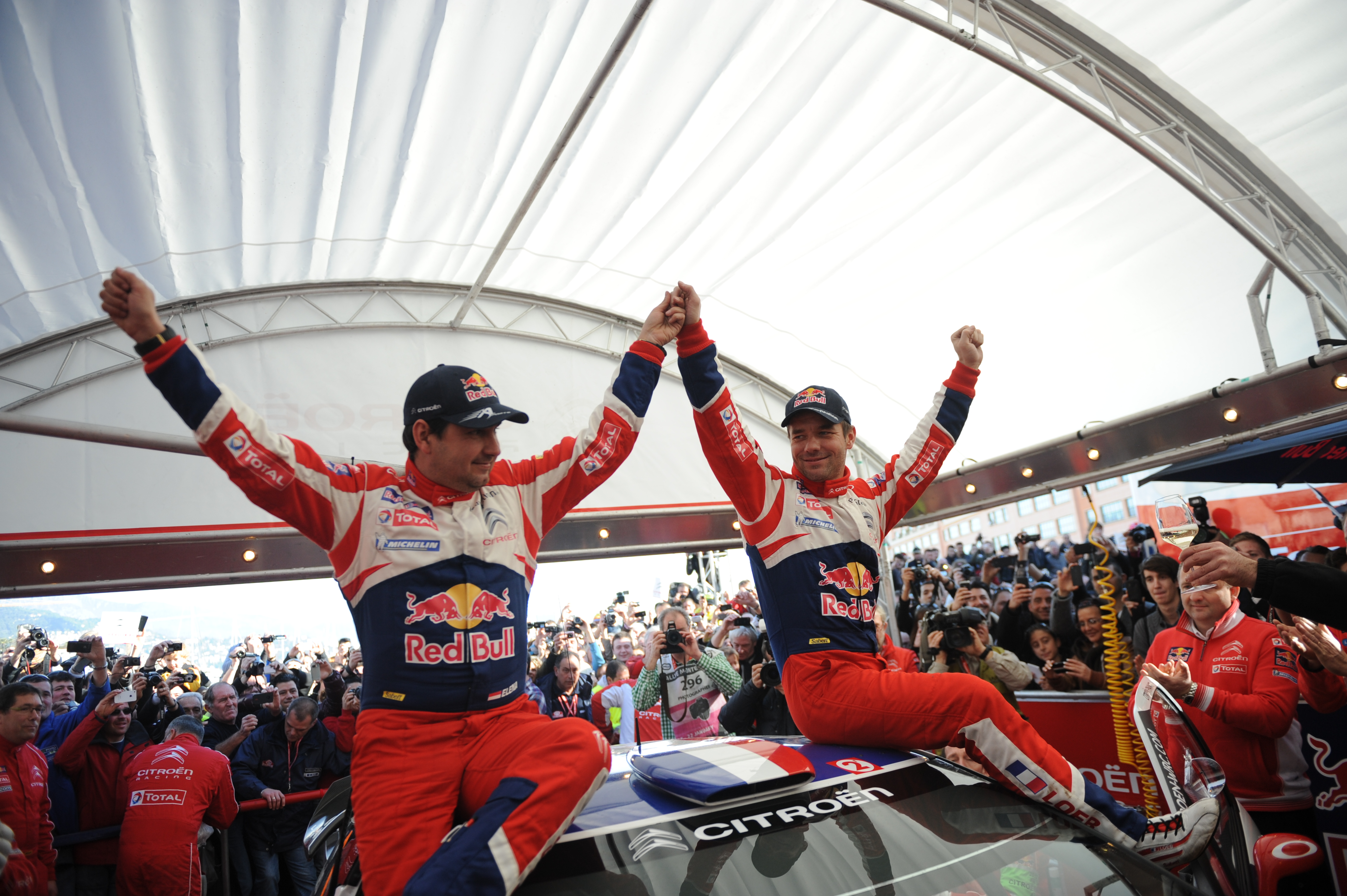
Sébatien Loeb et Daniel Elena célèbrant leur victoire au rallye Monte-Carlo 2012.

#### Une nouvelle saison dominatrice en prélude à une nouvelle carrière

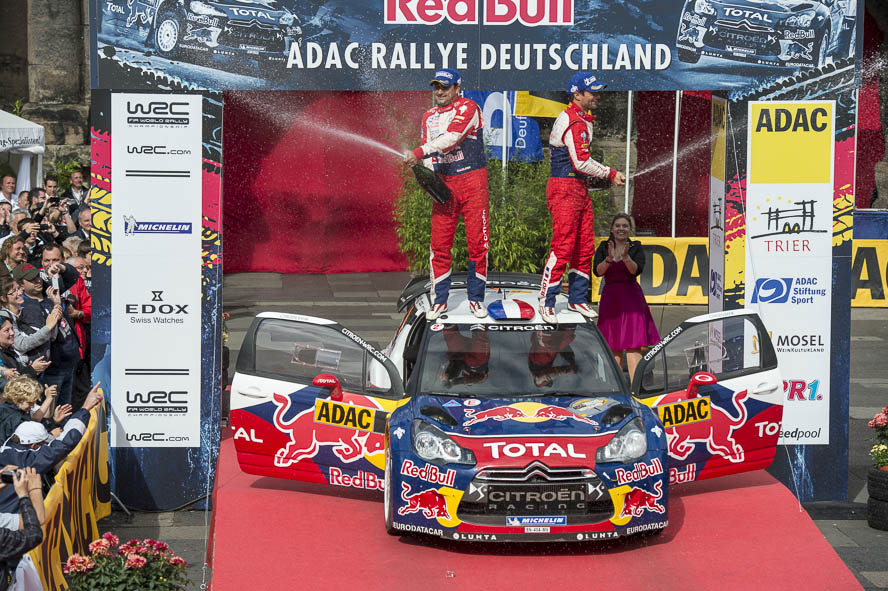
À la suite de sa victoire au rallye d'Allemagne 2012, Sébastien Loeb devient le premier pilote de l'histoire du championnat WRC à remporter neuf fois la même épreuve.

Conformément aux termes du contrat liant Sébastien Loeb et Citroën Racing, 2012 constitue la dernière saison au cours de laquelle l'Alsacien dispute le championnat WRC dans son intégralité. Pour pallier le départ de Sébastien Ogier, la marque aux chevrons recrute le vice-champion du monde Mikko Hirvonen, Petter Solberg retrouvant quant à lui un volant d'usine chez Ford en occupant le baquet laissé vacant par le Finlandais. Avec l'introduction d'une spéciale qualificative déterminant l'ordre de passage des pilotes pour les épreuves terre et neige, la nouvelle réglementation met fin au handicap du balayage affectant le leader du classement mondial et dont Loeb fut la principale victime tout au long de sa carrière.
Après trois années d'absence, le rallye Monte-Carlo réintègre le calendrier mondial ainsi que le statut de manche d'ouverture qu'il occupait traditionnellement jusqu'alors. Opposé à Jari-Matti Latvala pour le gain de la première place en début d'épreuve, le champion du monde creuse rapidement des écarts significatifs et pousse le pilote Ford à la faute. Il rejoint l'arrivée avec plusieurs minutes d'avance sur son poursuivant direct et s'impose pour la sixième fois sur le doyen des rallyes mondiaux. Pénalisé de dix secondes à l'entame du rallye de Suède pour des réglages effectués trop tardivement sur sa Citroën DS3 WRC, il accroche le trio de tête face aux pilotes nordiques avant de s'enliser dans un mur de neige au cours de la première étape. Écarté de la lutte pour la victoire, il entame une remontée laborieuse qui le conduit jusqu'à la sixième place finale et limite les dégâts au championnat en s'adjugeant les trois points de la Power Stage,.
Loeb adopte un rythme prudent au coup d'envoi du rallye du Mexique, jugeant les premiers secteurs propices aux crevaisons et aux casses mécaniques. Trop fougueux, les deux pilotes Ford officiels essuient rapidement divers incidents en spéciales, laissant l'Alsacien sans concurrence jusqu'à l'arrivée. Disputée quasi-intégralement de nuit, la première étape du rallye du Portugal provoque un dilemme chez les différents concurrents vis-à-vis du choix de leur ordre de passage, l'absence de lumière du jour démultipliant les effets de la poussière stagnante sur la visibilité. Citroën opte pour la sécurité en faisant partir ses deux pilotes aux avant-postes tandis que la marque à l'Ovale effectue le choix inverse. La stratégie de l'écurie de Malcolm Wilson est finalement validée par de fortes averses survenues au crépuscule. Luttant contre le balayage, Loeb limite son déficit en adoptant un rythme offensif et accroche le trio de tête avant qu'une confusion de note entre lui et son copilote Daniel Elena ne provoque la sortie de route et l'abandon de l'équipage franco-monégasque dans le troisième secteur,.
Victime de problèmes de survirage au départ du rallye d'Argentine, il concède près d'une demi-minute avant d'adapter ses réglages en conséquence. Il hausse son rythme dans la deuxième boucle de la première étape et s'empare des commandes sur le fil face à Mikko Hirvonen au moment de rejoindre le parc fermé. Il accentue son avance le lendemain avant que Citroën n'impose un gel des positions, préférant assurer un doublé acquis au vu de l'écart construit sur la concurrence. Le rallye de l'Acropole est marqué par un duel serré entre l'Alsacien et les deux pilotes Ford d'usine sur un terrain réputé piégeux et cassant. Jari-Matti Latvala est le premier à lâcher prise en perdant le contrôle de sa Ford Fiesta RS WRC dans une jonction de la première étape. Petter Solberg part à la faute sous la pression lors de l'ultime journée de course, abandonnant la victoire au champion du monde.

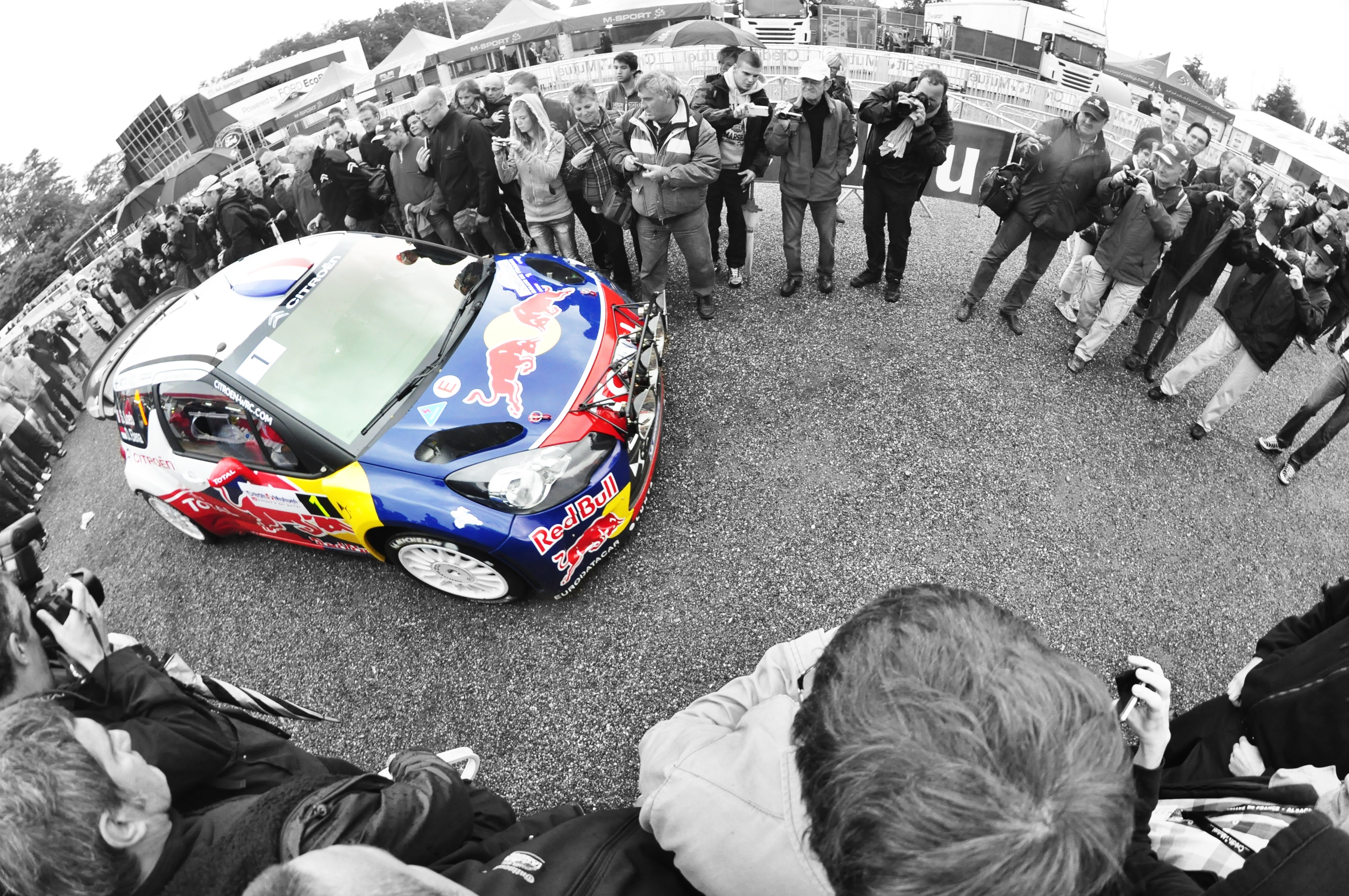
C'est dans sa région natale, lors du rallye de France-Alsace 2012, que Sébastien Loeb décroche le dernier de ses neuf titres mondiaux avant d'entamer aussitôt une reconversion pour le monde des circuits.

La première partie de la saison s'achève aux antipodes dans le cadre du rallye de Nouvelle-Zélande. Loeb se retrouve à la lutte pour le gain de la première place face à son coéquipier Mikko Hirvonen, Latvala et Solberg étant quant à eux rapidement distancés en raison de mauvaises stratégies vis-à-vis de l'ordre de passage et du choix des pneumatiques. Il creuse progressivement l'écart sur le Finlandais lors de la deuxième étape, disputée dans des conditions d'adhérence précaires, avant que Citroën ne décide de figer les positions pour assurer un nouveau doublé. Le duel entre les deux hommes reprend son cours au coup d'envoi du rallye de Finlande. Le champion du monde s'empare des commandes dès la première spéciale et les conserve jusqu'à l'arrivée au prix d'une prise de risques significative, la marge établie sur son coéquipier n'ayant que rarement excédée les dix secondes.
Loeb se montre une nouvelle fois dominateur lors du rallye d'Allemagne, première manche asphalte de la saison. Auteur de plus de la moitié des temps scratchs en présence de fortes précipitations, il creuse des écarts significatifs sur ses adversaires tout en conservant une marge de sécurité dans ses trajectoires. Il franchit la ligne d'arrivée titulaire de près de deux minutes d'avance sur son poursuivant direct et s'impose pour la neuvième fois de sa carrière dans l'épreuve germanique. Limité par le déficit de performance de sa Citroën DS3 WRC face aux Ford Fiesta sur les revêtements boueux du rallye de Grande-Bretagne, le champion du monde se révèle impuissant à suivre le rythme imposé par Jari-Matti Latvala. Il accroche finalement la seconde place sur le fil au détriment de Petter Solberg pour un écart de quelques dixièmes.
Le rallye de France-Alsace marque la première possibilité pour Loeb d'être mathématiquement titré depuis le début de la saison. Évoluant sur sa surface de prédilection, il se porte en tête dès le premier secteur significatif et construit des écarts importants dans les deux passages de Pays d'Ormont. Il manque de tout perdre dans un aquaplanage lors de l'ultime journée de course, disputée sous de fortes averses, et décide en conséquence de réduire son rythme et la prise de risques. Il rejoint l'arrivée sans encombre et réitère sa performance de 2010 en remportant le titre mondial dans sa région natale. Ce neuvième et dernier sacre dans la discipline, obtenu en conservant la tête du classement mondial de bout en bout, lui permet de marquer un peu plus l'Histoire des sports mécaniques, seuls l'Italien Guido Cappellini et le Britannique Steve Webster étant parvenus à remporter davantage de couronnes dans une même catégorie reine,.
Il adopte un rythme offensif au départ du rallye de Sardaigne et se hisse en tête au soir de la première étape. Sorti trop large dans un virage le lendemain matin, il heurte une pierre et endommage la direction de sa DS3. Contraint à l'abandon, il fait le choix de ne pas repartir dans le cadre du règlement Rally 2 en raison de l'absence d'enjeux. La saison s'achève au rallye de Catalogne dont la première journée, disputée intégralement sur terre, est sujette à de fortes précipitations. Plus de la moitié des pilotes inscrits en catégorie WRC partent à la faute sur des pistes rendues glissantes et piégeuses. Loeb accroche la seconde place derrière Mads Østberg avant de prendre le dessus sur le jeune Norvégien dans les secteurs asphalte au programme des deux étapes suivantes. Il rejoint l'arrivée détenteur d'une avance significative et s'impose pour la huitième fois consécutive sur la manche espagnole du mondial, parachevant sa dernière saison complète par une soixante-seizième victoire.

#### Doublé en Porsche Carrera Cup et médaille d'or aux X Games

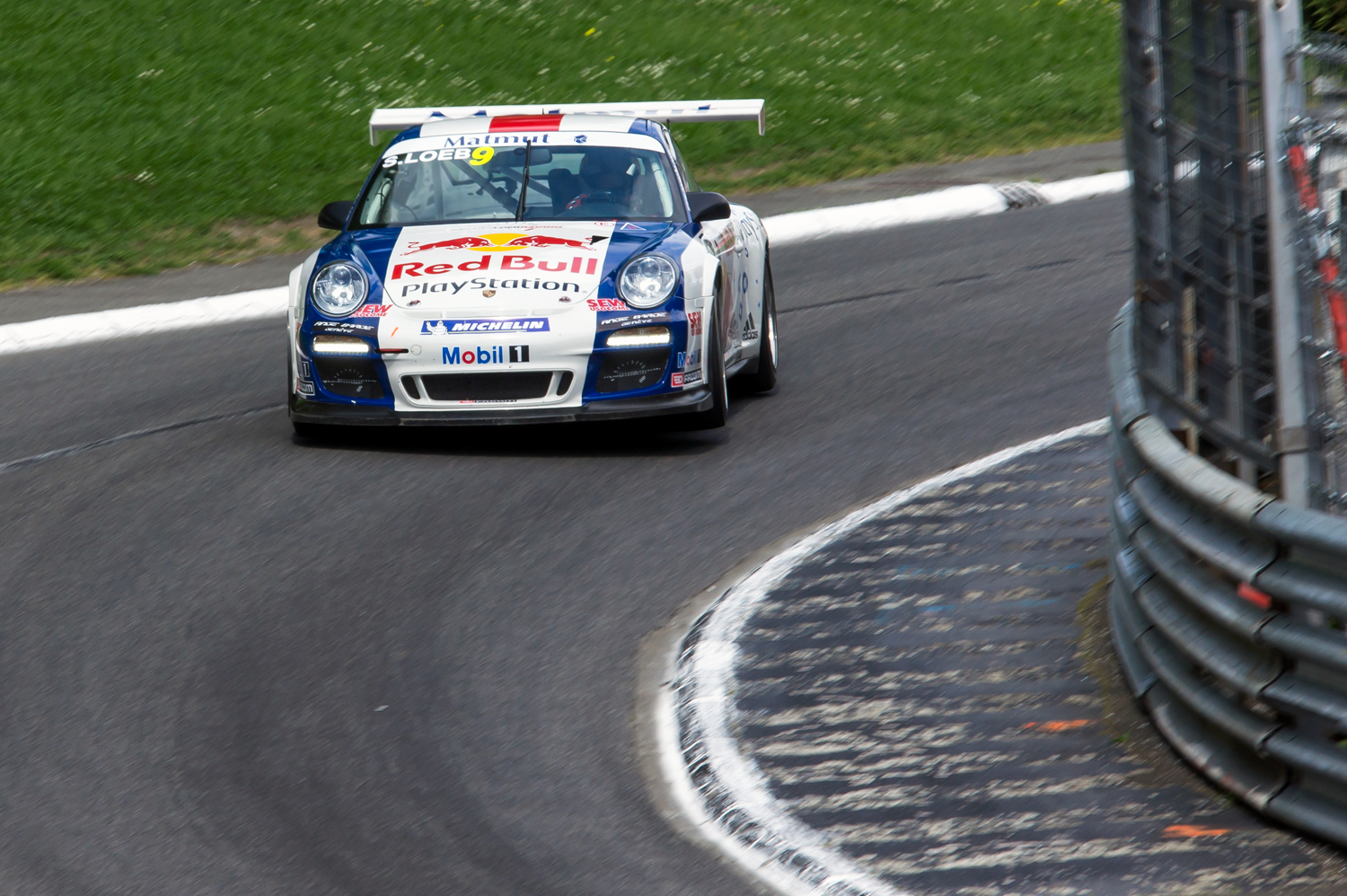
Pour les débuts du SLR en compétition, Sébastien Loeb remporte les deux courses de Porsche Carrera Cup France organisées en support du 71e Grand Prix automobile de Pau.

Pour son premier engagement en compétition au volant d'une des voitures de sa jeune écurie, Sébastien Loeb décroche en mai 2012 la pole position et la victoire dans les deux courses de Porsche Carrera Cup France organisées en support du 71e Grand Prix automobile de Pau, signant ainsi son premier succès sur circuit depuis 2002 et sa participation en Coupe de France FFSA de Formule France.
Il fait ses débuts dans la série Mitjet, formule de promotion à bas coût créée par Jean-Philippe Dayraut, en juillet 2012 sur le circuit de Nevers Magny-Cours. Au volant de l'une des voitures acquises par son écurie, il termine respectivement premier et second des deux courses auxquelles il prend part.
Un mois plus tard, Loeb participe à l'épreuve de RallyCross des X Games XVIII en réponse à un défi lancé par le champion de sports extrêmes Travis Pastrana, les deux hommes partageant le même sponsor, Red Bull, organisateur historique de l’événement. Pour satisfaire cet engagement, une Citroën DS3 modifiée de 545 ch et baptisée Citroën DS3 XL est spécialement mise au point par la marque aux chevrons. La compétition faisant également office de troisième manche du Global RallyCross Championship, série dans laquelle évolue Marcus Grönholm depuis sa retraite du WRC, celle-ci offre à l'Alsacien l'occasion de retrouver son ancien rival. Le duel n'a finalement pas lieu, le Finlandais étant victime d'un violent accident durant les essais libres qui le conduit à l'hôpital. Loeb réalise quant à lui le troisième temps de la séance et remporte facilement sa manche qualificative en établissant le meilleur temps général, trois secondes devant le champion en titre de la discipline Tanner Foust. Occupant la pole position lors de la finale, il s'empare de la tête à l'issue du premier virage et entame une échappée avant que la course ne soit neutralisée par l'accident de Sverre Isachsen. Il récidive lors du nouveau départ et remporte la victoire ainsi que la médaille d'or devant les spécialistes américains Ken Block et Brian Deegan. Il avoue néanmoins à l'arrivée avoir du mal à se réjouir de cette consécration, sachant son ami Marcus Grönholm hospitalisé.
En octobre 2012, il participe pour la deuxième année consécutive aux épreuves GT disputées lors de la finale du GT Tour sur le circuit Paul Ricard. Associé à Gilles Vannelet, ancien champion d'Europe de la discipline, au volant d'une McLaren MP4-12C GT3 de sa propre écurie, il s'empare de la troisième marche du podium à l'issue des deux courses au programme.

### 2013: Saison charnière de reconversion sur circuit

#### Quatre rallyes pour une saison d'adieu au WRC

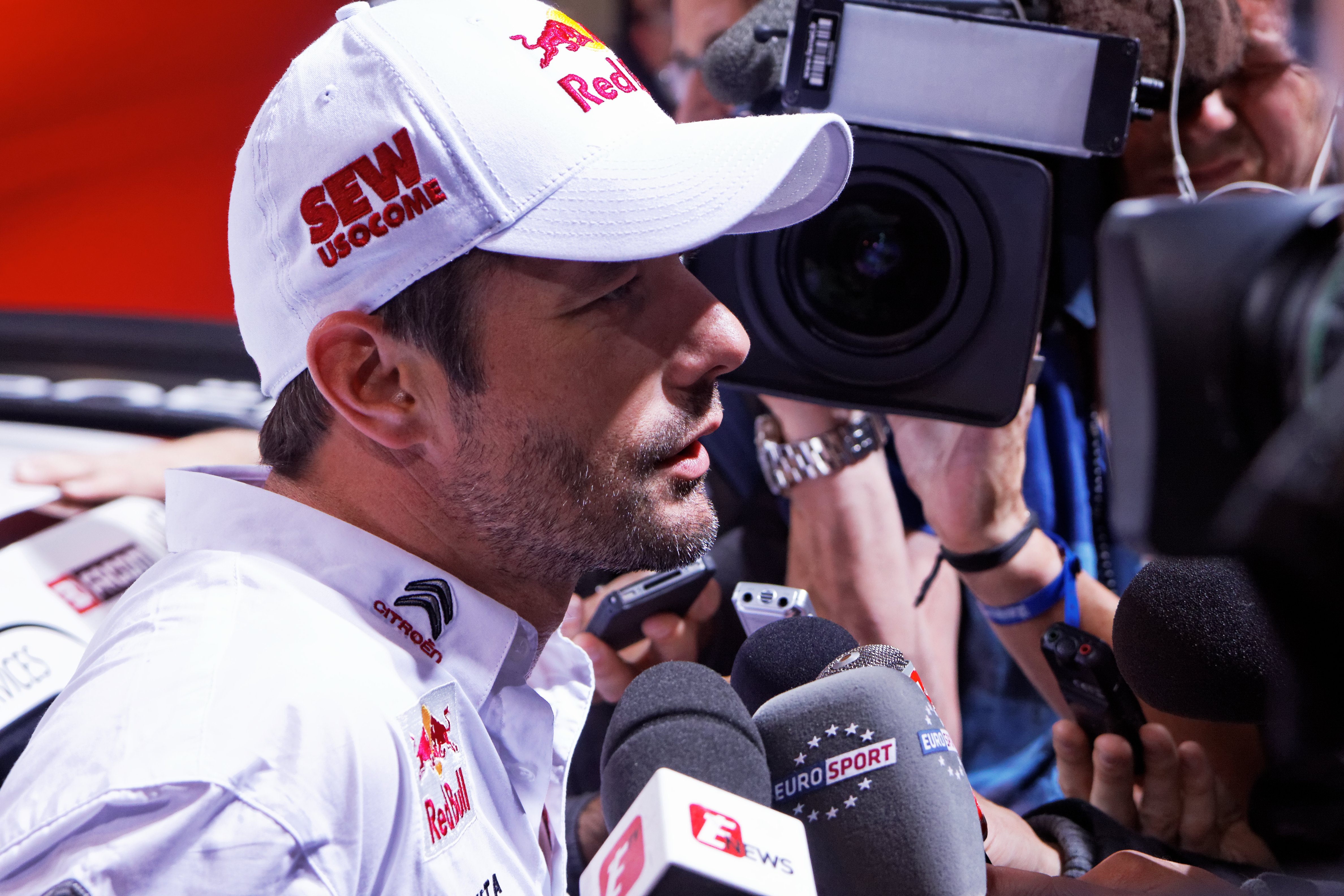
Le 27 septembre 2012, lors d'une conférence de presse organisée au Mondial de l'automobile de Paris, Sébastien Loeb annonce ne pas prétendre à un dixième titre de champion du monde des rallyes en 2013.

Sébastien Loeb décline en 2013 la possibilité offerte par son contrat le liant à Citroën Racing de disputer une dernière saison optionnelle en WRC, lassé par la discipline et privilégiant une reconversion sur circuit envisagée depuis quelques années déjà. Avec le débarquement de la marque aux chevrons en WTCC à compter de 2014 en ligne de mire, l'Alsacien multiplie les expériences de pistard et réduit drastiquement ses apparitions en rallye à quelques piges selon les disponibilités de son agenda,.
Présent au départ du rallye Monte-Carlo, manche d'ouverture de la saison, il s'empare des commandes à l'entame de la première étape et creuse des écarts significatifs dès les premiers secteurs chronométrés. L'épreuve est marquée par des conditions difficiles et subit ses plus fortes chutes de neige depuis l'édition 2000. Titulaire d'une avance de plus d'une minute sur son poursuivant direct, il rejoint l'arrivée en esquivant les pièges du tracé et s'impose sur le plus prestigieux événement du mondial pour la septième fois de sa carrière,. Auteur d'une manche qualificative ratée lors du rallye de Suède, il écope d'un ordre de passage handicapant et cède plus de trente secondes sur le leader Sébastien Ogier lors de la première étape. Enregistrant ses premiers temps scratchs à compter des jours suivants, il réduit l'écart le séparant du Gapençais de plus d'un tiers avant d'assurer sa deuxième place, estimant la distance restante à parcourir insuffisante.
Après trois mois d'absence de l'univers du WRC, Loeb s'engage pour le rallye d'Argentine à la demande expresse de son employeur, l'Amérique du Sud constituant un marché stratégique pour le groupe PSA. En retrait lors de la première étape en raison du manque de roulage, il renoue progressivement avec sa pointe de vitesse et établit le contact avec les pilotes de tête. Alors aux commandes, Ogier craque sous la pression et part à la faute, laissant l'Alsacien sécuriser une huitième victoire consécutive en Amérique du Sud. Six mois plus tard, le nonuple champion du monde met un terme à sa carrière rallystique sur ses terres dans le cadre du rallye de France-Alsace. Contraint par un agenda surchargé, sa préparation se limite à une demi-journée d'essais quelques jours avant le départ. En tête lors des premières spéciales, il rétrograde progressivement en quatrième position en raison de réglages inadaptés sur sa DS3. Sa course s'achève prématurément au coup d'envoi de la dernière journée, victime d'un décrochage soudain du train arrière de sa voiture. Une cérémonie est organisée le soir-même en son honneur au Zénith de Strasbourg devant plus de six mille personnes.

#### Entre malchance et record de victoires en FIA GT Series

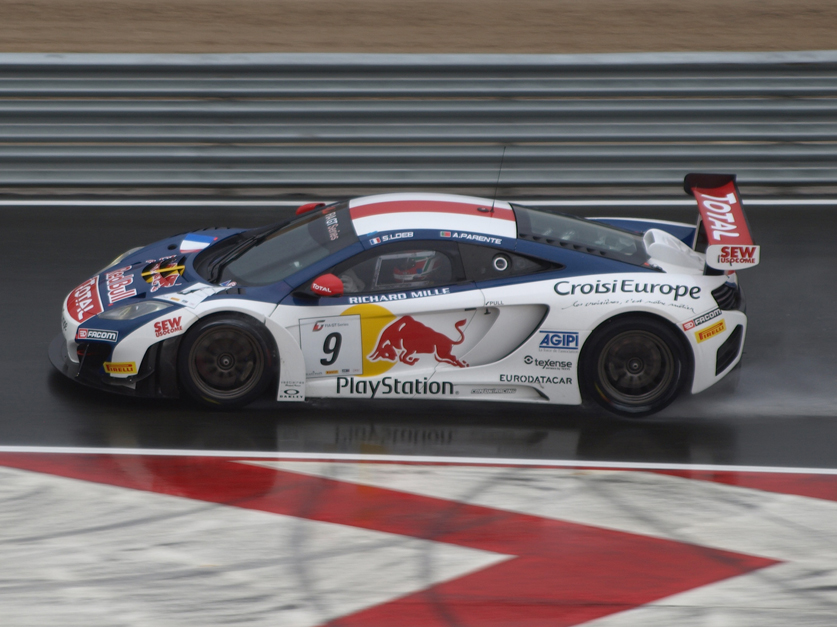
Pour leur unique week-end sans incident en FIA GT Series, Sébastien Loeb et Álvaro Parente remportent les deux courses du meeting de Navarra, portant ainsi leur nombre de victoires à quatre et établissant le record de la saison 2013.

Le 7 décembre 2012, Sébastien Loeb annonce sa participation au sein de sa propre écurie à l'intégralité du nouveau championnat FIA GT Series, successeur du défunt Championnat du monde FIA GT1 et à ce titre compétition de GT Sprint la plus relevée au monde. Cet engagement constitue alors pour l'Alsacien la pierre angulaire de son travail de reconversion sur circuit. Le SLR acquiert à cet effet deux McLaren MP4-12C GT3. Pilote officiel du constructeur britannique, Álvaro Parente devient l’équipier du nonuple champion du monde des rallyes, la seconde McLaren étant quant à elle confiée à Mike Parisy et Andreas Zuber,.
Le coup d'envoi de la saison se déroule dans le cadre des Coupes de Pâques, disputées sur le circuit Paul Armagnac de Nogaro. Troisièmes des qualifications, Loeb et Parente remportent la première course en confrontation directe avec l'Audi R8 LMS Ultra de René Rast et Nikolaus Mayr-Melnhof. Écopant de deux pénalités, en raison d'un détachement de harnais trop précipité lors du passage aux stands et d'une touchette sur un concurrent, les deux hommes sont relégués en douzième position de la deuxième manche du week-end. Initialement qualifié sur la première ligne du meeting de Zolder, l'équipage de la McLaren numéro 9 se voit déclasser pour un problème de turbo non imputable au SLR. Partis vingtièmes sur la grille de la première course, ils abandonnent à six minutes de l'arrivée en raison d'une casse d'amortisseur avant d'être victimes d'un accrochage au départ de la deuxième manche,.
Après dix semaines de pause estivale, les deux hommes signent leur première pole position à Zandvoort. Chargé du premier relais, Parente se fait heurter successivement par Laurens Vanthoor et Andreas Simonsen lors du coup d'envoi de la première course et doit abandonner aussitôt en raison des dégâts occasionnés. Remonté en cinquième position lors de l'épreuve suivante, l'équipage franco-portugais est une nouvelle fois contraint à l'abandon, victime d'un problème de transmission dans le dernier tour. Troisièmes à l'issue des qualifications du Slovakia Ring, Loeb et Parente sont déclassés de cinq rangs pour une mauvaise interprétation du règlement quant aux horaires de la séance de Superpole. Ils signent malgré tout leur deuxième victoire de la saison lors de la première course grâce à un départ peu commun du Portugais. Lors de la deuxième épreuve, Loeb se fait voler sa pole position par Stéphane Ortelli avant l'extinction des feux puis aussitôt percuter par Andreas Simonsen et Peter Kox avant de pouvoir prendre son élan. Le choc engendre aussitôt un incendie au niveau du bloc moteur de la McLaren et le contraint à l'abandon.
Pour leur premier week-end sans incident depuis le début de la saison, les deux hommes s'imposent de façon dominatrice dans les deux courses du meeting de Navarra. La seconde place de Mike Parisy et Andreas Zuber dans l'épreuve principale permet également au SLR de signer son premier doublé,. Le championnat s'achève en Azerbaïdjan dans le cadre du Baku World Challenge sur un circuit urbain tracé au cœur de la capitale. La première course est le théâtre de plusieurs incidents provoquant par deux fois la sortie du Safety Car et amputant de près de moitié la durée totale de l'épreuve. L'équipage de la McLaren numéro 9 franchit la ligne d'arrivée en sixième position avant d'être déclassé à la quatorzième place pour un changement de pneus trop long. Auteurs d'une remontée significative lors de la deuxième course, Loeb et Parente parviennent à se hisser à la seconde place finale en dépit d'un accrochage avec Kévin Estre dans le dernier tour. Accusant un écart de cinquante points sur les nouveaux tenants du titre Stéphane Ortelli et Laurens Vanthoor, ils terminent leur saison en quatrième position du championnat des pilotes derrière les trois Audi R8 LMS Ultra de l'écurie semi-usine WRT. La structure belge remporte également le classement par équipes tandis que la huitième place de Mike Parisy et Andreas Zuber permet au SLR de sécuriser le rang de vice-champion.

#### Multiplication des piges sur circuit
Le 22 avril 2013, Sébastien Loeb annonce sa participation aux deux premières manches de la saison de Porsche Supercup, répondant à une invitation du constructeur allemand dans une démarche globale de multiplication des expériences sur circuit afin de préparer au mieux son débarquement en WTCC à compter de l'année suivante. Disputée en support du Grand Prix d'Espagne de Formule 1, la première de ses deux piges se déroule sur le circuit de Catalogne. Un problème mécanique l'empêche d'utiliser son deuxième train de pneus neufs lors des qualifications et d'améliorer ainsi son temps de référence. Treizième sur la grille, il franchit la ligne d'arrivée en onzième position,. Sa deuxième tentative se déroule dans le cadre du Grand Prix de Monaco lors de laquelle l'Alsacien connaît une nouvelle fois des qualifications difficiles. Privé du moindre tour dégagé en raison d'un encombrement significatif de la piste, il se classe seizième de la séance et passe sous le drapeau à damiers au même rang sur un tracé limitant les possibilités de dépassement,.
En mai 2013, il prend part à une manche de la série Mitjet pour la deuxième fois de sa carrière, organisée en support du 72e Grand Prix automobile de Pau. Aux termes de plusieurs passes d'armes avec le créateur de la discipline Jean-Philippe Dayraut, il remporte une victoire et termine deux fois deuxième lors des trois courses auxquelles il participe. Il poursuit son implication dans cette formule monotype le premier week-end de septembre 2013 lors du meeting organisé dans le cadre du GT Tour sur le circuit de Nevers Magny-Cours. De nouveau confronté essentiellement à Jean-Philippe Dayraut, il termine respectivement premier et second des deux courses disputées.
Pour la troisième saison consécutive, Loeb participe en octobre 2013 à la finale du GT Tour, disputée sur le circuit Paul Ricard. Aux côtés de Christophe Lapierre, vainqueur de la Porsche Carrera Cup France l'année précédente en catégorie B, il s'engage au volant d'une McLaren MP4-12C GT3 de sa propre écurie et termine respectivement sixième et troisième des deux courses au programme. Les deux hommes se voient finalement disqualifiés à l'issue de la deuxième épreuve en raison d'un dépassement de la pression du turbo, incident récurrent ayant eu des répercussions sur les résultats du SLR tout au long de la saison et de la responsabilité directe du constructeur britannique,,.
L'Alsacien prend part en novembre 2013 à la manche de clôture de la saison de Porsche Carrera Cup Asia disputée sur le circuit urbain de Guia en support du soixantième Grand Prix automobile de Macao afin d'y effectuer des reconnaissances pour son futur engagement en WTCC. Troisième temps des qualifications, il franchit la ligne d'arrivée à la seconde place derrière le Néo-Zélandais Earl Bamber, sacré vainqueur du championnat asiatique quelques semaines plus tôt.

#### Record à Pikes Peak, Rallycross de Lohéac et Scorpion Masters
Le 28 mars 2013, Sébastien Loeb officialise sa participation à la course de côte américaine de Pikes Peak International Hill Climb en catégorie Unlimited pour le compte de Peugeot Sport, l'autre branche compétition du groupe PSA avec lequel l'Alsacien est sous contrat. Vainqueur de l'épreuve en 1988 avec Ari Vatanen, la marque au Lion développe spécialement pour cette occasion la Peugeot 208 T16 Pikes Peak, dotée d'un châssis tubulaire et d'un moteur de 875 ch. Premier des qualifications, l'Alsacien s'élance dans la montée officielle le dimanche 30 juin 2013 à 19 h 30 heure française et pulvérise l'ancien record de Rhys Millen de plus de quatre-vingt-dix secondes. Avec un temps de 8 min 13 s 878, il devient le premier pilote à descendre sous la barre des neuf minutes et remporte le classement général de l'épreuve,.
En août 2013, Loeb répond favorablement à une invitation des organisateurs du Rallycross de Lohéac, plus vieille épreuve du genre dans l'Hexagone, disputée sans interruption depuis 1976 sur le circuit éponyme et faisant également office cette année-là de septième manche du Championnat d'Europe de rallycross. Inscrit dans la catégorie reine Supercar, l'Alsacien rejoint pour l'occasion la structure du vétéran Hervé Lemonnier au volant d'une Citroën DS3 RX dotée d'un moteur Oreca de plus de 500 ch. Victime d'un problème mécanique au niveau des différentiels et de divers accrochages, il se classe neuvième à l'issue des poules qualificatives sur une trentaine de pilotes et accède aux demi-finales. Parti de la dernière ligne de la grille de départ, il se fait heurter par Henning Solberg au moment d'aborder le premier virage et franchit l'arrivée en quatrième position, synonyme d'élimination de la compétition.
Fidèle de la marque KTM dans le cadre de ses loisirs personnels, il répond favorablement le 30 novembre 2013 à l'invitation des organisateurs de la troisième édition du Scorpion Masters, compétition organisée en fin d'année et dont l'ambition est de désigner le meilleur pilote moto de la saison, toutes disciplines confondues. Loeb se classe treizième de l'épreuve de Trial, quinzième en Enduro, vingt-deuxième en Supermotard et respectivement dixième et neuvième des deux courses de Vitesse. Il termine la compétition à la treizième place du général sur un total de vingt-huit participants, composé essentiellement de pilotes moto évoluant au niveau mondial dans leur discipline respective.

### 2014: Une deuxième carrière en championnat du monde de tourisme

#### Citroën et Sébastien Loeb en WTCC

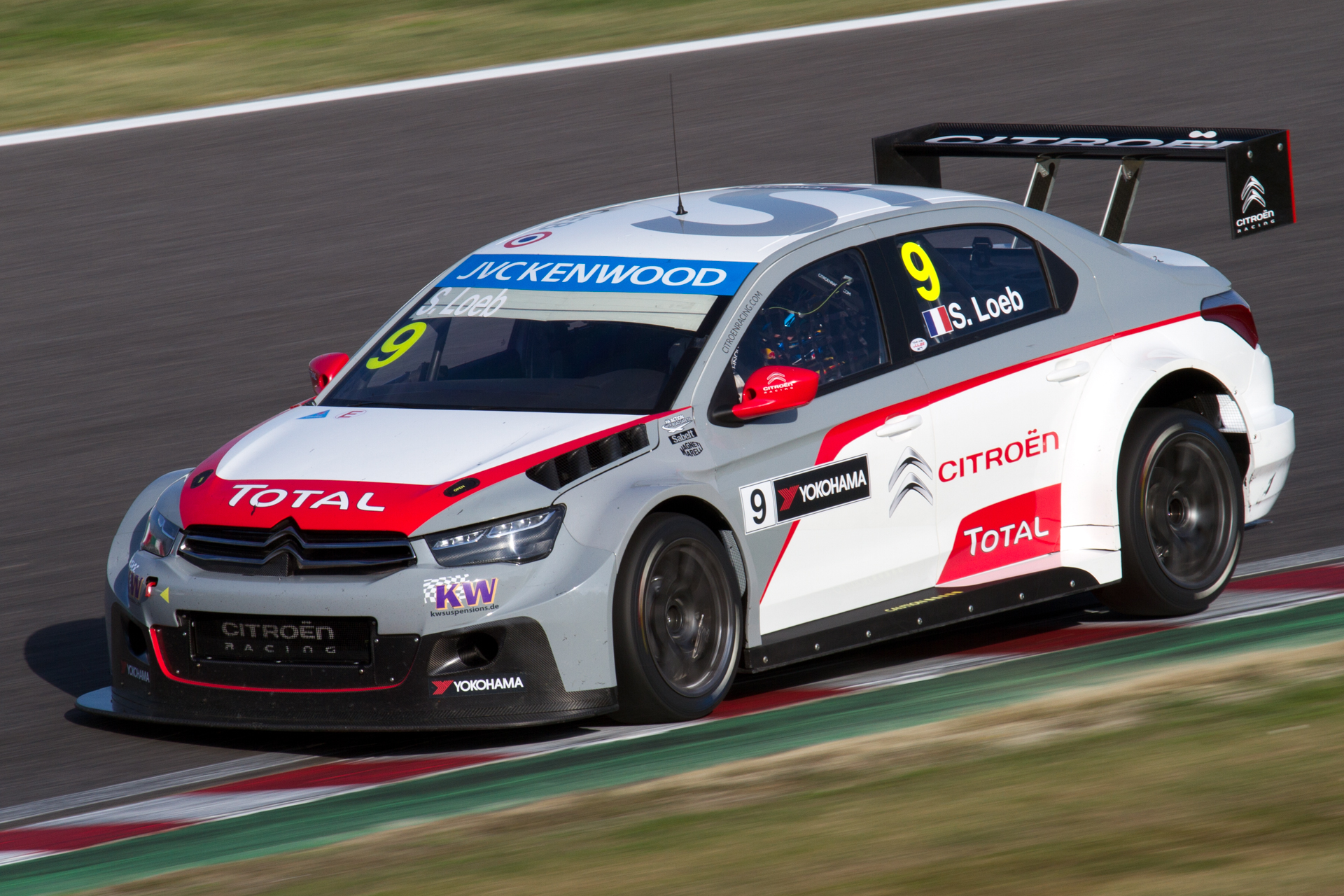
Troisième des qualifications du meeting de Suzuka, Sébastien Loeb manque ses deux départs et échoue à concrétiser par des résultats en courses.

Citroën officialise en juin 2013 son engagement dans le Championnat du monde des voitures de tourisme pour la saison 2014 avec Sébastien Loeb en tant que premier pilote confirmé, concrétisant ainsi la volonté des deux parties de poursuivre leur collaboration sportive en dehors de l'univers des rallyes. L'Alsacien est successivement rejoint au cours des mois suivants par Yvan Muller, quadruple champion du monde de la discipline, José María López ainsi que Ma Qing Hua pour un programme partiel. La nouvelle voiture spécifiquement développée pour l'occasion est basée sur le modèle C-Élysée de la marque et constitue une première pour le constructeur depuis les années 1980 et sa participation dans quelques courses de Supertourisme.
Le coup d'envoi de la saison est donné le deuxième week-end d'avril 2014 à Marrakech sur le circuit urbain Moulay El Hassan. Les premières séances qualificatives révèlent une domination assez nette de Citroën en matière de performance. Sébastien Loeb accroche la première ligne des qualifications entre ses deux coéquipiers et parvient à conserver sa deuxième place au terme de la première course, marquée par des températures élevées altérant le fonctionnement des freins. Neuvième sur la grille, il évite un carambolage au départ de la deuxième épreuve et se hisse rapidement en tête pour remporter la première victoire de sa carrière dans la discipline. Auteur de la pole position lors de la manche française, disputée sur le circuit Paul Ricard, il se voit aussitôt déclasser en fond de grille en raison d'un mauvais fonctionnement des valves de sécurité de son réservoir d'essence. Il entame une remontée significative et franchit l'arrivée de la première course en seconde position derrière Yvan Muller, héritier de la pole, puis termine sixième de la deuxième manche après avoir été percuté par son compatriote alsacien,.
Troisième des qualifications du Hungaroring, Loeb manque son départ lors de la première course et se retrouve tassé dans le premier virage dont il ressort septième. Sur un tracé sinueux et étroit limitant les possibilités de dépassement, il passe sous le drapeau à damiers au même rang, bloqué derrière la Honda Civic de Norbert Michelisz. De nouveau pris dans une congestion au coup d'envoi de la deuxième course, il abandonne plusieurs positions et se classe neuvième malgré diverses attaques portées sur ses prédécesseurs. Qualifié sur la première ligne au Slovakia Ring, il réalise le meilleur départ sur une piste fortement détrempée lors de la première manche et prend l'ascendant sur José María López pour remporter sa deuxième victoire de la saison. Les intempéries ayant gagné en intensité, les instances dirigeantes prononcent l'annulation de la deuxième course du meeting.
Troisième à l'issue des séances qualificatives du Salzburgring, l'Alsacien hérite de la seconde place par le déclassement de Gianni Morbidelli pour non-respect d'un drapeau jaune. Pris en sandwich entre Yvan Muller et Tom Coronel au départ de la première course, il se retrouve déporté sur le bas-côté de la piste par le pilote hollandais et rétrograde à la quatrième place qu'il conserve jusqu'à l'arrivée. Il réussit sa prise d'élan au coup d'envoi de la deuxième manche avant de se faire tasser par le peloton dans la première courbe. Il franchit le drapeau à damiers en septième position en dépit de plusieurs tentatives de dépassement. Loeb achève les qualifications du Moscow Raceway à la quatrième place après avoir commis quelques erreurs dans son dernier tour chronométré. Il conserve son rang au départ de la première manche et parvient à accrocher la dernière marche du podium aux dépens de Tiago Monteiro. Bloqué dans son élan par un dérapage d'Yvan Muller au coup d'envoi de la deuxième course, il rétrograde en neuvième position avant d'entamer une remontée qui le conduit jusqu'à la cinquième place finale.

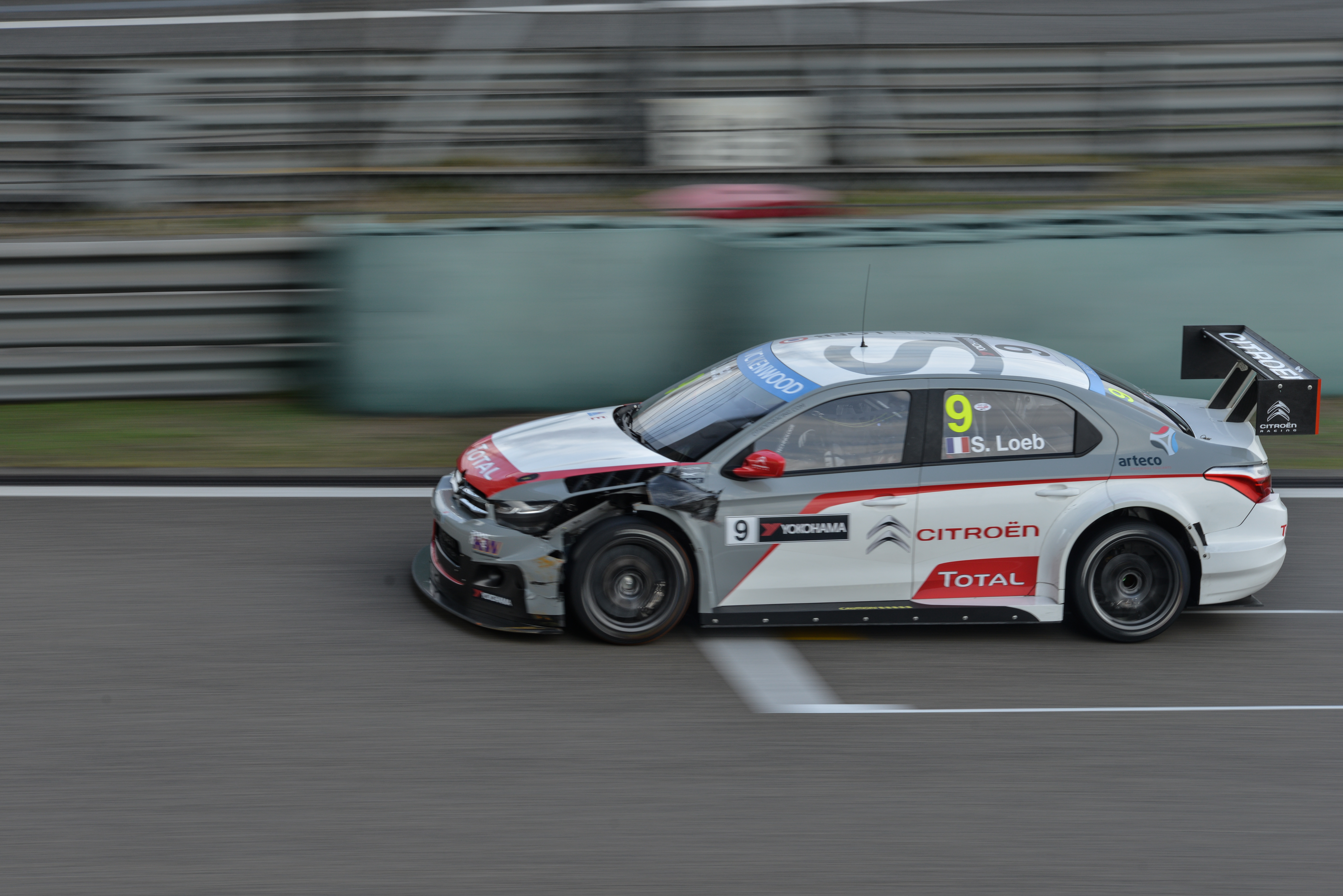
Victime d'un accrochage avec Yvan Muller lors de la deuxième course de Shanghai, Sébastien Loeb termine hors des points pour la première fois de la saison.

Il accroche la première ligne des qualifications de Spa-Francorchamps en dépit de problèmes de direction récurrents qui nuisent à sa vitesse de pointe dans le Raidillon. Ses ennuis persistant, il cède sous la pression de López à l'issue de la première course qu'il termine sur la dernière marche du podium et parvient à sécuriser la cinquième place dans la deuxième manche aux termes de plusieurs dépassements réussis,. Troisième des séances qualificatives de l'Autódromo Termas de Río Hondo, l'Alsacien se fait déborder au départ de la première course par les Honda Civic de Norbert Michelisz et Tiago Monteiro et franchit l'arrivée au pied du podium après avoir repris le dessus sur le Portugais. Huitième au coup d'envoi de la deuxième manche, il se fait déporter sur le bas-côté de la piste par Yvan Muller et rétrograde au dixième rang. Entamant une remontée dans le classement, il achève sa course à la sixième place finale.
Pour la première fois de la saison, il échoue dans sa tentative d'accession à la dernière séance de qualification lors du meeting disputé sur le Goldenport Park Circuit de Pékin. Sur un tracé sinueux et atypique, les Citroën C-Élysée marquent le pas face à la concurrence des Chevrolet Cruze. Parti septième, Loeb accroche la cinquième place de la première course puis renoue avec le podium à l'issue de la deuxième manche au terme d'une remontée menée avec succès,. Il commet plusieurs erreurs lors des essais qualificatifs de Shanghai. Cinquième sur la grille de la première course, il parvient à prendre le dessus sur Norbert Michelisz et complète un quadruplé de la marque aux chevrons, désormais assurée du titre des constructeurs. Classé de nouveau quatrième à l'arrivée de la deuxième manche, il écope de trente secondes de pénalité le reléguant au douzième rang pour un accrochage avec Yvan Muller.
Une erreur de freinage dans la dernière épingle le prive de la pole position lors du meeting de Suzuka. Troisième sur la grille de la première course, il manque son départ et cède deux positions. Il termine sur la dernière marche du podium en profitant d'une crevaison de Muller et d'une faute de pilotage d'Hugo Valente. Le coup d'envoi de la deuxième manche est également mouvementé. Débordé par Muller dans le premier virage puis gêné par une glissade de Valente, il franchit la ligne d'arrivée en septième position. La clôture de la saison a lieu dans le cadre de la finale traditionnelle de Macao. Qualifié en première ligne, Loeb se fait déborder par Norbert Michelisz au départ de la première manche puis rétrograde en sixième position à la suite d'une erreur de freinage. Auteur de plusieurs dépassements menés avec succès, il termine la deuxième épreuve au même rang après s'être élancé de la neuvième place. L'Alsacien achève finalement sa première saison en WTCC au troisième rang du classement des pilotes et arbore un bilan s'élevant à deux victoires, huit podiums et deux meilleurs tours en course.

#### Mitjet, Goodwood, Aveyronnaise Classic et Trophée Andros
Sébastien Loeb répond favorablement en mai 2014 à l'invitation de Jean-Philippe Dayraut pour participer de nouveau à une manche du championnat Mitjet, disputée sur le circuit de Lédenon. Renommée Supertourisme, la catégorie reine dans laquelle est inscrite l'Alsacien connaît une évolution significative avec l'introduction de nouvelles voitures affichant des performances en hausse d'environ dix secondes au tour par rapport aux anciens modèles. Il termine respectivement premier et troisième des deux courses Sprint du week-end avant d'être contraint à l'abandon dans le tour de chauffe de l'épreuve d'endurance.
En juin 2014, il fait son retour derrière le volant de la Peugeot 208 T16 Pikes Peak dans le cadre du Festival de vitesse de Goodwood. Il remporte la course de côte organisée en marge de l'événement avec un temps de 44 s 60, échouant dans sa tentative de descendre sous le record de Nick Heidfeld établi en 1999 sur une McLaren MP4/13 en raison d'une boîte de vitesses trop courte,. Il participe en août 2014 à la douzième édition de l'Aveyronnaise Classic, épreuve traditionnelle de l'Enduro en France. Au guidon d'une KTM 250 EXC, il renonce par précaution à poursuivre la compétition après une chute survenue en liaison.
En septembre 2014, il prend part pour la deuxième fois de la saison à une manche de Mitjet Supertourisme lors du meeting de Magny-Cours. Victime de problèmes mécaniques lors des qualifications, il achève les deux courses Sprint en cinquième et quatrième position, puis renonce à prendre part à l'épreuve d'endurance en raison d'un emploi du temps surchargé.
Il fait quelques mois plus tard ses débuts dans les courses sur glace du Trophée Andros en participant à la manche d'ouverture de la saison disputée dans la station de Val Thorens le premier week-end de décembre 2014. Inscrit en catégorie Elite au volant d'une Citroën DS3 modifiée de Saintéloc Racing, il termine respectivement septième de la première Super Finale puis second de la série de repêchage de la deuxième manche.

### 2015: Pilote de tourisme accompli et rupture avec Citroën

#### Retour ponctuel au rallye Monte-Carlo

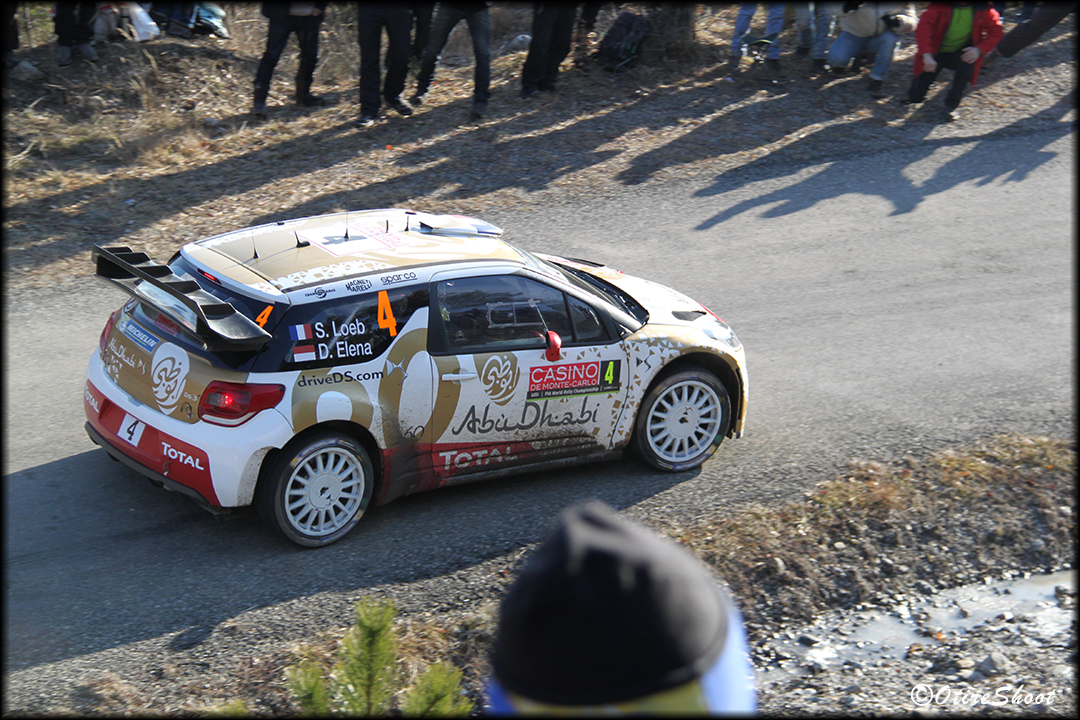
Sébastien Loeb fait un retour ponctuel en WRC le temps d'une pige au rallye Monte-Carlo 2015. Un ordre de passage désavantageux l'empêche de conserver le leadership acquis en début d'épreuve.

Près de dix-huit mois après sa dernière apparition en WRC et sa retraite annoncée, Sébastien Loeb répond favorablement à l'invitation de Citroën pour une participation au rallye Monte-Carlo, manche d'ouverture de la saison 2015. Il crée la surprise en signant le premier scratch avec une marge de trente secondes avant de subir son ordre de passage pénalisant lui imposant de s'élancer sur une piste rendue boueuse par les pilotes précédents. Il heurte finalement une pierre qui endommage une suspension et le contraint à l'abandon. Reparti dans le cadre du règlement Rally 2, il entreprend une remontée qui le conduit jusqu'à la huitième place finale.

#### Potentiel confirmé et fin de l'aventure en WTCC
Loeb poursuit en 2015 son aventure dans le championnat WTCC aux côtés de la marque aux chevrons. La formation engagée par l'écurie française demeure inchangée avec, en sus de l'Alsacien, le nouveau champion du monde de la discipline José María López, son compatriote Yvan Muller ainsi que le pilote chinois Ma Qing Hua, désormais titulaire d'un programme complet. Une cinquième Citroën C-Élysée, destinée in fine au Marocain Mehdi Bennani, est également confiée à la structure privée du nonuple champion du monde des rallyes Sébastien Loeb Racing qui entame par cette voie son baptême dans une série mondiale.
Le coup d'envoi de la saison a lieu le premier week-end de mars sur l'Autódromo Termas de Río Hondo. Troisième des qualifications, Loeb parvient à conserver sa place sur le podium à l'issue d'une première course figée dans le classement de tête. Il remporte la deuxième manche après un départ brillant effectué depuis la huitième position sur la grille et plusieurs dépassements menés avec succès, dont celui de la victoire face à son coéquipier Ma Qing Hua. Coupé dans son élan par un drapeau jaune agité en fin de séance, il échoue dans sa tentative d'accession à la dernière session qualificative du meeting marocain. La grille de départ de la première course est remaniée par de multiples pénalités de rétrogradation infligées à la moitié des concurrents. Parti de la cinquième position, Loeb franchit la ligne d'arrivée sur la dernière marche du podium après plusieurs attaques esquivées en provenance de Mehdi Bennani. Il termine second de la deuxième manche dans les roues de son coéquipier Yvan Muller.
Auteur de qualifications en demi-teinte, il s'élance en quatrième position de la première manche du meeting hongrois. Heurté par son coéquipier Ma Qing Hua dans le premier virage, il termine sixième sur un tracé limitant les possibilités de dépassement. Démontrant davantage d'agressivité au départ de la deuxième course, il parvient à se hisser au cinquième rang qu'il conserve jusqu'à l'arrivée. Absente du calendrier mondial depuis la saison 2011, la manche germanique fait son retour sur le circuit de la Nordschleife en support des 24 Heures du Nürburgring, constituant ainsi la première épreuve organisée par la FIA sur ce tracé atypique de 25 km depuis 1983. Troisième des qualifications, Loeb parvient à se défaire d'Hugo Valente au coup d'envoi de la première course et passe sous le drapeau à damiers en seconde position. Tassé dans la première chicane lors du départ de la deuxième manche malgré un élan initial optimal, il rétrograde au huitième rang avant d'entamer une remontée qui le conduit jusqu'à la cinquième place finale.
Insatisfait des réglages de sa voiture, il échoue à la onzième place des qualifications du Moscow Raceway, perdant le bénéfice de la grille inversée. Il termine neuvième de la première course après avoir pris le dessus sur Hugo Valente et Nick Catsburg lors du départ. Il réussit à nouveau sa phase d'accélération lors du coup d'envoi de la seconde manche, dépassant ses deux coéquipiers Yvan Muller et José María López, et rejoint l'arrivée en septième position au terme d'un duel serré face à Ma Qing Hua. Auteur du troisième temps des qualifications du Slovakia Ring, Loeb parvient à conserver son rang lors de la première course sans parvenir à trouver l'ouverture sur López malgré plusieurs tentatives. Parti de la huitième place sur la grille de départ de la deuxième manche, il se hisse en seconde position à l'issue du premier virage puis double Gabriele Tarquini un tour plus tard pour prendre la tête. S'échappant progressivement en tête devant ses deux coéquipiers, il remporte sa deuxième victoire de la saison.

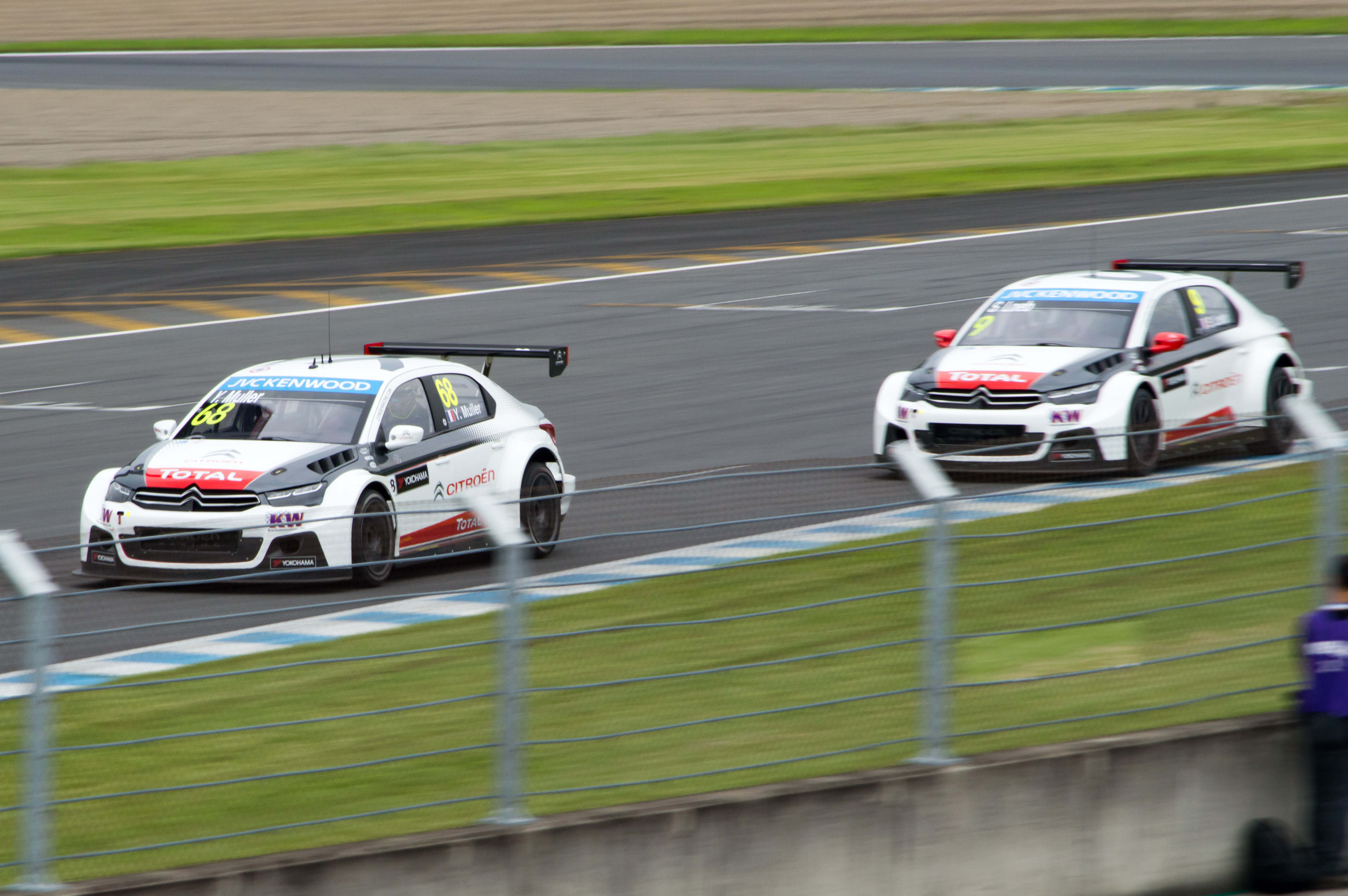
Sébastien Loeb au contact d'Yvan Muller sur le Twin Ring Motegi lors du meeting japonais du mondial de tourisme 2015.

L'Alsacien signe une semaine plus tard sa première pole position validée officiellement dans la discipline, sur le circuit Paul Ricard, un an après s'être vu déchu du chrono de référence des qualifications au même endroit. En tête de bout en bout, il s'impose lors de la première course du meeting français en construisant un écart important à l'arrivée sur ses trois coéquipiers. Il heurte une pile de pneus dans une chicane lors d'une passe d'armes avec Ma Qing Hua durant la seconde manche et se retrouve contraint à l'abandon en raison des dégâts occasionnés. Qualifié sur la première ligne de la grille de départ de Vila Real, il parvient à conserver sa deuxième place tout au long de la première course, disputée sur un tracé urbain limitant les ouvertures. Il est contraint une nouvelle fois à l'abandon lors de la seconde épreuve, percuté à l'arrière par le pilote Lada Nick Catsburg tandis qu'il s'engageait dans un dépassement par l'extérieur.
Après deux mois de trêve estivale, le championnat WTCC reprend son cours sur le tracé du Twin Ring Motegi, amorçant ainsi la traditionnelle tournée asiatique. Troisième des qualifications, Loeb rate son approche des premiers virages de la première course et rétrograde en sixième position qu'il occupe jusqu'à l'arrivée. Il connaît de nouveau un départ difficile lors de la deuxième manche mais entreprend une remontée avec succès jusqu'à la quatrième place finale, devançant l'ensemble de ses coéquipiers. Parti de la deuxième ligne au coup d'envoi de la première course de Shanghai, il évite une collision avec son coéquipier Ma Qing Hua, immobilisé sur la grille, et accroche la troisième position en sortie du premier virage. Devancé par López et Muller, il conserve son rang jusqu'au drapeau à damiers et complète un triplé de la marque aux chevrons, désormais assurée du titre des constructeurs pour la deuxième année consécutive. Il gagne plusieurs rangs au départ de la deuxième manche avant d'être percuté à l'arrière par Robert Huff à l'abord des premiers virages, López profitant du chaos pour se hisser dans le trio de tête. Rétrogradé en quatrième place, l'Alsacien entreprend plusieurs manœuvres de dépassement sur son coéquipier sans parvenir à trouver l'ouverture et achève sa course au pied du podium.
La tournée asiatique se conclut par une première excursion du championnat du monde en Thaïlande, sur le Chang International Circuit de Buriram. Deuxième des qualifications, Loeb parvient à conserver son rang durant la totalité de la première course, López remportant quant à lui la victoire et le titre. Il prend le dessus sur son coéquipier argentin lors de la deuxième manche et se retrouve en passe de disputer le leadership à Tiago Monteiro lorsque la course est arrêtée prématurément par les commissaires à deux tours de l'arrivée en raison de la luminosité déclinante. L'Alsacien hérite finalement de la première place avec la disqualification du Portugais pour cause de hauteur de caisse non conforme, les points supplémentaires engrangés lui permettant de se hisser au deuxième rang du classement mondial, devant Yvan Muller. Le 19 novembre 2015, Citroën Racing annonce la fin de son programme en WTCC après 2016 dans le but de concentrer ses efforts sur le Championnat du monde des rallyes. L'équipe française prend également la décision de réduire son engagement dans cette ultime saison en mondial de tourisme à deux voitures, confiées à José María López et Yvan Muller, mettant ainsi un coup d'arrêt brutal à sa collaboration vieille de quinze ans avec Sébastien Loeb, alors transféré au sein du programme rallye-raid de Peugeot Sport : « J'ai été surpris lorsque j'ai appris que je ne continuerai pas à défendre les couleurs de Citroën Racing en 2016. Nous avons construit ce challenge en WTCC ensemble, avec pour objectif personnel de décrocher le titre des pilotes sous trois ans. Je suis déçu que l'aventure s'arrête après deux années parce que j'avais la volonté d'aller décrocher ce titre et que j'avais montré ma compétitivité à bord de la C-Élysée, avec notamment quatre victoires en 2015. ».
L'Alsacien prend part une semaine plus tard à sa dernière compétition pour le compte du double chevron lors de la finale du mondial disputée en nocturne au Qatar, une première dans l'histoire de la discipline. Troisième des qualifications, il prend le meilleur envol au départ de la première course pour se hisser à la hauteur de López avant de se retrouver déporté dans le premier virage. Rétrogradé en quatrième position, il échoue à réintégrer le trio de tête en raison de la topographie du tracé réduisant significativement les opportunités de dépassement. Huitième sur la grille de la deuxième manche, il gagne trois positions dès le coup d'envoi de l'épreuve avant de profiter de la sortie de route de John Filippi pour se hisser au quatrième rang. Bloqué derrière Norbert Michelisz, il franchit une nouvelle fois l'arrivée au pied du podium. En retrait depuis le début du meeting, Yvan Muller remporte quant à lui facilement la dernière course de la saison de par son emplacement sur la grille inversée et s'empare pour un point de la seconde place du championnat des pilotes grâce au différentiel comptable généré par sa victoire.

#### Supertourisme FFSA, Porsche Supercup et rallye-raid

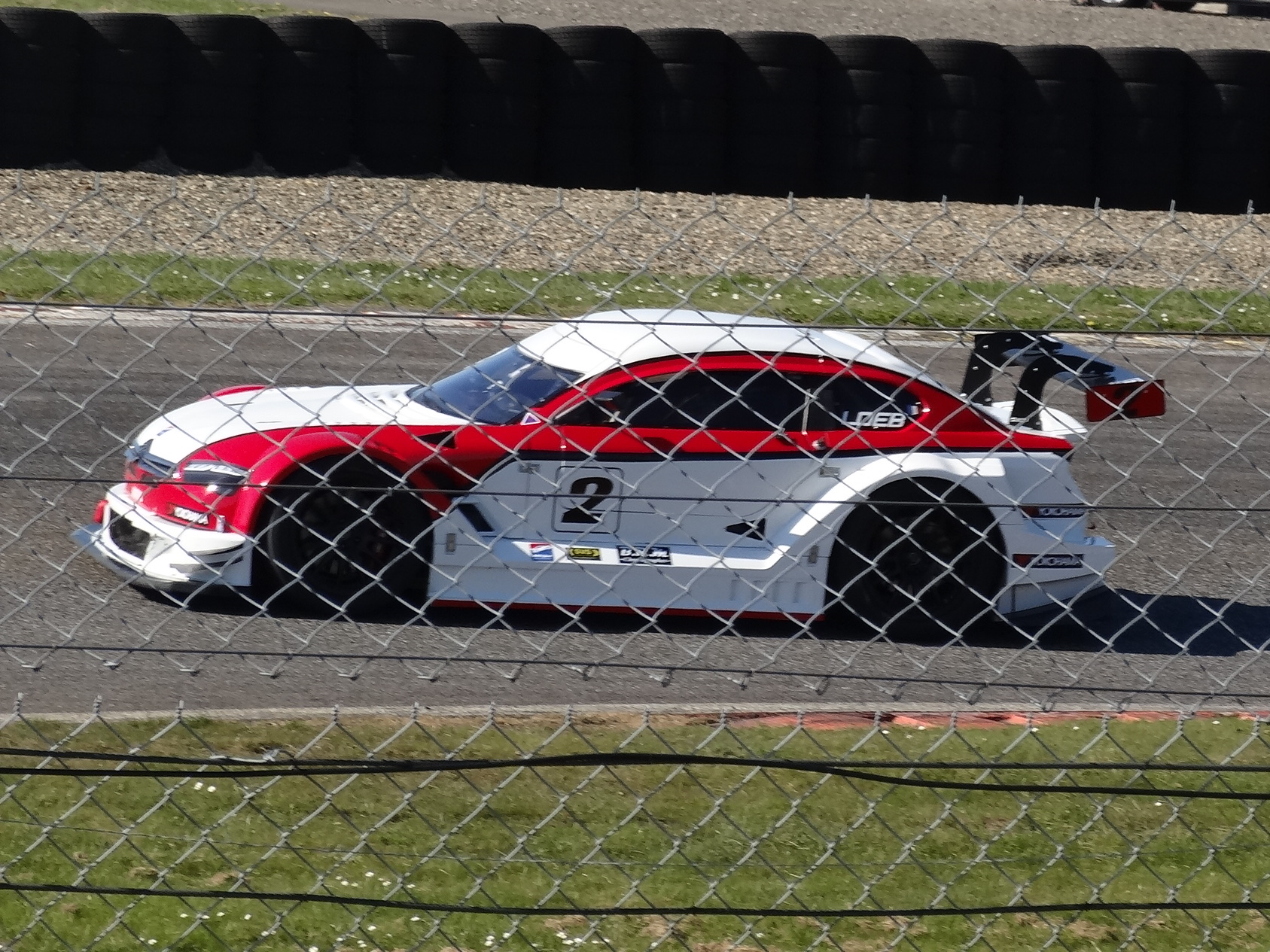
Sébastien Loeb s'impose dans deux des quatre courses au programme de la manche d'ouverture du Championnat de France de Supertourisme, ressuscité après dix ans d'absence dans le cadre des Coupes de Pâques 2015 de Nogaro.

Sébastien Loeb participe en avril 2015 à la manche d'ouverture de la saison de Mitjet, organisée sur le circuit Paul Armagnac de Nogaro dans le cadre des Coupes de Pâques. La discipline créée par Jean-Philippe Dayraut connaît alors un tournant majeur de son histoire avec l'obtention du label Championnat de France de Supertourisme décerné par la FFSA en vue de ressusciter une compétition disparue dix ans plus tôt. Auteur d'une pole position, l'Alsacien prend le départ des quatre courses au programme et s'impose à deux reprises.
En août 2015, il fait un retour ponctuel dans le baquet d'une GT3 en prenant part à la sixième manche de la saison de Porsche Supercup, disputée sur le circuit de Spa-Francorchamps en lever de rideau du Grand Prix de Belgique de Formule 1. Deux ans après sa dernière expérience dans la discipline, il achève la première course en treizième position après s'être élancé de la vingtième place sur la grille. Un problème d'embrayage l'empêche de prendre le départ de la deuxième épreuve.
Le week-end suivant, Loeb renouvelle son engagement dans le nouveau championnat de Supertourisme en participant au sixième meeting de la saison, organisé sur le circuit de Nevers Magny-Cours. Victime d'un problème de pression d'essence et de divers accrochages, il enregistre deux podiums et deux abandons à l'issue des quatre courses au programme.
Le 29 septembre 2015, Peugeot Sport annonce officiellement le recrutement de l'Alsacien au sein de son programme sportif en rallye-raid avec un engagement dans le Dakar 2016 en ligne de mire. Loeb entame la préparation de ce nouveau challenge en participant quelques jours plus tard au rallye du Maroc avec Daniel Elena au volant d'un Peugeot 2008 DKR. Victime d'un problème de turbo dès le coup d'envoi ainsi que de multiples crevaisons l'ayant conduit à solliciter par deux fois l'assistance de remorquage, il rejoint l'arrivée en fond de classement tout en étant parvenu à rivaliser avec les pilotes de tête sur quelques spéciales.

### 2016: Réorientation vers le rallye-raid et le rallycross avec Peugeot

#### Coups d'éclat au Dakar et apprentissage du rallye-raid
La fin du partenariat liant Sébastien Loeb à Citroën puis son transfert au sein de l'entité sœur Peugeot Sport sont définitivement actés à l'entame de la saison 2016 lorsque le nonuple champion du monde prend le départ de la trente-huitième édition du Dakar au volant de la nouvelle évolution du buggy 2008 DKR pour le compte de la marque au Lion. Arrivé en renfort d'un trio d'anciens vainqueurs de l'épreuve, composé de Carlos Sainz, Stéphane Peterhansel et Cyril Despres, l'Alsacien créé la surprise en établissant le temps de référence dès la première étape puis en réitérant cette performance les jours suivants. En tête du classement général à l'issue de la première semaine de compétition, il abandonne plus de deux heures dans les secteurs hors-pistes sablonneux caractérisant la seconde moitié de l'événement en raison de multiples crevaisons, enlisements et incidents mécaniques, et parvient à rallier l'arrivée en neuvième position du classement final. Six mois plus tard, il prend le départ de son deuxième rallye-raid de la saison en disputant la sixième édition du rallye de la Route de la Soie, épreuve de plus de 10 000 km reliant Moscou à Pékin. Au volant d'un des trois 2008 DKR engagés par la marque au Lion, il poursuit son apprentissage de la discipline et signe son premier scratch dans un secteur hors-piste comportant des dunes. Subissant le rôle d'ouvreur et de navigateur sur près des trois quarts de la distance totale chronométrée et victime d'un enlisement coûteux en termes de temps, il parvient à revenir au contact du leader Cyril Despres grâce à sa pointe de vitesse avant d'écoper de quatre heures de pénalité en raison d'un Waypoint mal validé par son système GPS embarqué. Exclu de la lutte pour la victoire, il franchit la ligne d'arrivée à la septième place.

#### Premiers pas en championnat du monde de rallycross

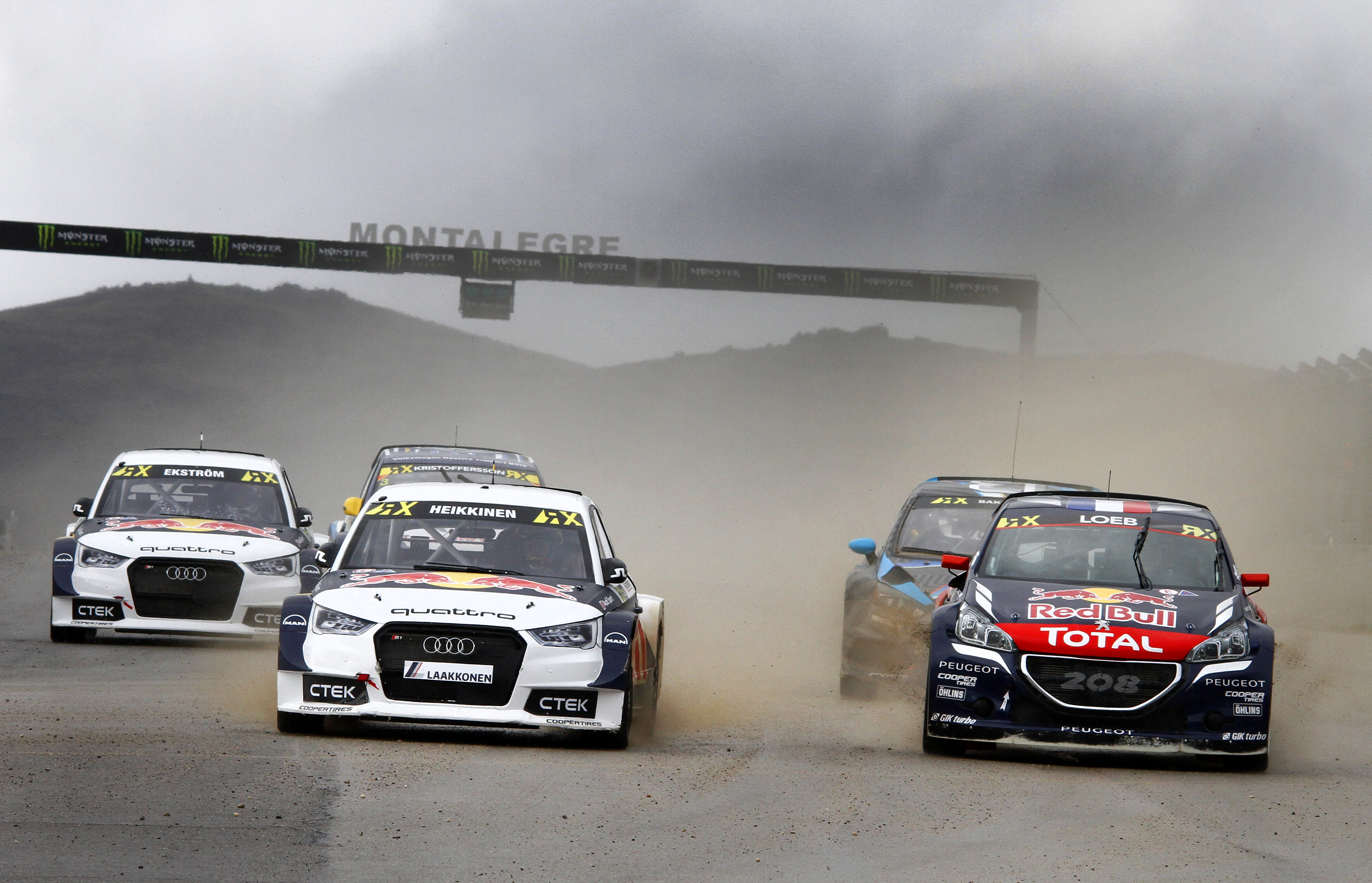
Sébastien Loeb faisant ses premiers pas en championnat du monde de rallycross au volant de la Peugeot 208 WRX.

Le 29 février 2016, à quelques jours de l'ouverture du 86e salon de l'automobile de Genève, Sébastien Loeb et la marque au Lion annoncent conjointement l'extension de leur collaboration en championnat du monde de rallycross avec l'intégration du pilote alsacien au sein du Team Peugeot-Hansen, composée de quatre Peugeot 208 WRX en exploitation. Le coup d'envoi de la saison a lieu quelques semaines plus tard avec la manche portugaise, disputée sur le circuit de Montalegre. Sur une piste rendue boueuse et glissante par les intempéries, l'Alsacien accède à la finale pour sa première apparition en mondial et termine cinquième de l'épreuve, victime d'une casse de transmission alors qu'il luttait pour la seconde place. Malchanceux lors du tirage au sort des grilles qualificatives du meeting d'Hockenheim, il manque également de réussite en course en subissant plusieurs fois les aléas du trafic en peloton. Percuté à deux reprises en demi-finale, il échoue à se qualifier pour l'ultime manche en dépit d'un meilleur temps au tour et se classe dixième. Titulaire d'une position de départ plus favorable lors de l'étape belge de Mettet, il remporte deux fois sa série lors des qualifications pour pointer en troisième position du classement intermédiaire. Arborant un niveau de performance significativement en hausse, il accède à la finale puis signe le premier podium mondial de sa carrière dans la discipline en enlevant la deuxième place à Petter Solberg. Victime d'une crevaison et de coupures moteur à répétition, Loeb se qualifie laborieusement en fond de grille aux demi-finales de Lydden Hill. Malgré une prise d'envol optimale, il se retrouve déporté vers l'extérieur aux abords du premier virage puis perd le contact avec ses adversaires en raison de défaillances mécaniques persistantes, l'empêchant d'aller plus loin dans la compétition. L'Alsacien affiche un niveau de performance convaincant lors des qualifications de Lånkebanen, se classant troisième derrière les intouchables Ford Focus de Timur Timerzyanov et Andreas Bakkerud. Les points ainsi marqués lui permettent de se hisser au troisième rang du championnat des pilotes mais un manque de réussite lors des phases finales le prive du podium. Vainqueur de deux séries lors des manches qualificatives du meeting suédois de Höljesbanan, disputé sur une piste détrempée, il accède sans encombre aux phase finales de l'épreuve en dépit d'une crevaison et d'un tête-à-queue. Figurant parmi les pilotes les plus rapides, il y signe un nouveau podium en terminant deuxième, ses départs en demi-teinte le privant d'une première victoire.

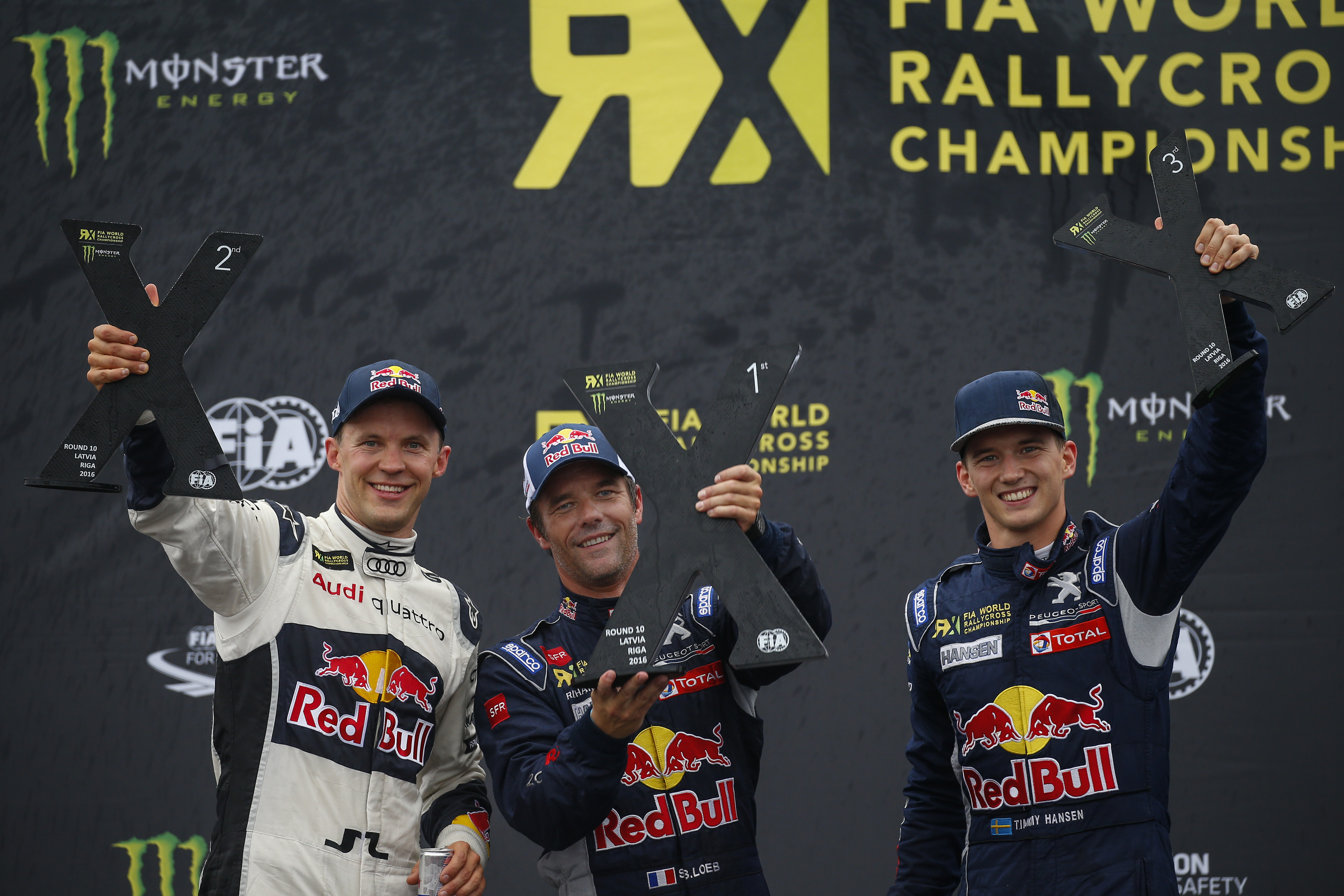
Sébastien Loeb remporte sa première victoire en World RX dès sa première saison en s'imposant lors du meeting de Riga devant Mattias Ekström et son coéquipier Timmy Hansen.

La seconde moitié du championnat débute un mois plus tard avec le meeting canadien, disputé sur le circuit Trois-Rivières, première manche de la saison située hors d'Europe. Limité par une Peugeot 208 WRX en manque de motricité et freiné par plusieurs contacts dans le trafic du peloton, Loeb signe des résultats en dents de scie lors des qualifications avant d'être bouchonné par Ken Block lors des demi-finales, l'empêchant d'aller plus avant dans l'épreuve. Programmé après une nouvelle pause de quatre semaines, le meeting de Lohéac fait office de manche nationale pour l'Alsacien et Peugeot Sport. Classé troisième à l'issue de la première journée, Loeb voit le comportement de sa voiture se dégrader sensiblement dès le lendemain matin en raison de nombreuses averses ayant détrempé la piste. Il accède laborieusement aux phases finales mais parvient à signer avec pugnacité son troisième podium dans la discipline en réalisant les deux seules manœuvres de dépassement du weekend. Il connaît de nouvelles qualifications compliquées lors du meeting de Barcelone en subissant des accrochages au départ de trois des quatre manches au programme. Les mauvais chronos résultants l'astreignent à la deuxième ligne des demi-finales qu'il termine accidenté après avoir heurté frontalement une pile de pneus lors d'une tentative de dépassement. L'Alsacien remporte sa première victoire mondiale dans la discipline lors de la manche suivante, à Riga, sur une piste fortement détrempée. Pointant en dehors du quatuor de tête à la fin des qualifications après avoir été percuté par son coéquipier, victime d'un aquaplanage, il survole les phases éliminatoires en signant à plusieurs reprises le record du tour. Cette nouvelle dynamique ne trouve pas écho lors du meeting d'Estering dont le tracé, caractérisé par une épingle très technique prolongée d'une longue ligne droite, met en relief les problèmes de motricité de la Peugeot 208 WRX. Cinquième à l'issue des qualifications, il se fait éliminer lors des demi-finales après avoir subi quelques accrochages. Le mondial se termine six semaines plus tard en Argentine sur l'Autódromo Rosario. Victime d'une averse soudaine au départ de sa première série qualificative, Loeb parvient à refaire son retard lors des manches suivantes et se hisse en première ligne des demi-finales mais voit ses chances de podium anéanties dans un carambolage au niveau de la première chicane. Limité par le manque de performance de la 208 WRX, qui de l'aveu du directeur sportif de la marque au Lion Bruno Famin « n'était pas au niveau attendu », il achève sa première saison complète dans la discipline à la cinquième place du classement des pilotes, devant son coéquipier Timmy Hansen, plus expérimenté et vice-champion du monde l'année précédente. La structure Peugeot-Hansen perd quant à elle le titre par équipes au profit d'EKS RX,.

### 2017: Premier podium au Dakar, continuité en rallycross

#### Podium au Dakar
Sébastien Loeb entame sa saison 2017 en prenant part au Rallye Dakar pour la deuxième année consécutive. Au volant d'un Peugeot 3008 DKR, nouvelle évolution du buggy de la marque au Lion dévoilée le 13 septembre 2016, et toujours copiloté par Daniel Elena, il connaît plusieurs problèmes mécaniques dès les premiers jours de course, dont un problème de turbo lui coûtant près d'une demi-heure, mais affiche un rythme suffisamment soutenu pour disputer la tête du classement général à ses coéquipiers. Une lutte pour la victoire entre l'Alsacien et Stéphane Peterhansel se dessine progressivement au cours de la deuxième semaine de compétition. Profitant des traces de son adversaire, le multiple vainqueur de l'épreuve parvient à construire une avance de quelques minutes dans la dernière section hors-piste au programme, juste avant la dernière étape significative, au tracé sinueux et technique. Loeb y comble la moitié de son retard après avoir parcouru un tiers de la distance chronométrée lorsqu'une crevaison met fin à sa remontée et le prive d'une victoire probable. Il franchit l'arrivée en seconde position, remportant son premier podium en rallye-raid, et signe une nouvelle fois le plus grand nombre de temps scratchs de l'édition.

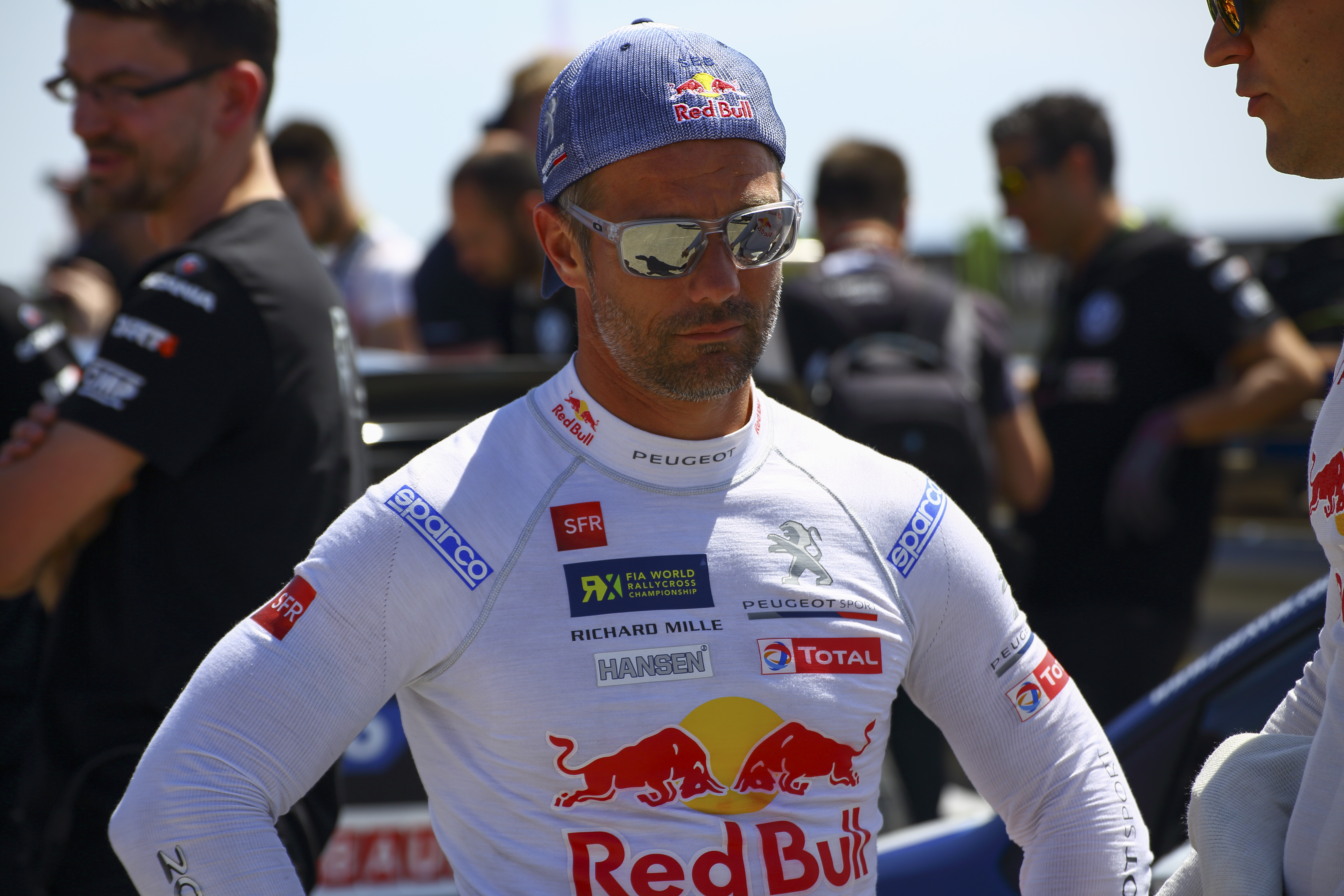
Sébastien Loeb en World RX en 2017.

#### Poursuite du programme en World RX
Le 4 octobre 2017, Peugeot Sport officialise son intention de rester impliqué sur la durée en rallycross avec Sébastien Loeb, et même d'y intensifier sa présence au détriment du rallye raid et d'un éventuel retour en endurance. Ce choix est motivé par l'attractivité de la discipline auprès du grand public, le coût du programme moins exorbitant que les autres championnats du monde, ainsi que l'arrivée à l'horizon 2020 d'une catégorie électrique en rallycross.

### 2018: Abandon au Dakar, engagements en WRC et implication accentuée en rallycross

#### Reprise en WRC en 2018
Retiré du circuit WRC depuis 2012, Sébastien Loeb dispute trois rallyes sur Citroën lors de la saison 2018 avec le rallye du Mexique, le Tour de Corse et le rallye de Catalogne. Alors qu'il termine 5e de l'épreuve mexicaine, le Tour de Corse ne lui réussit pas avec une 14e place à l'arrivée. Cependant, le 29 octobre 2018, il remporte le rallye de Catalogne, sa 79e victoire, alors qu'il n'avait plus connu la victoire en WRC depuis cinq ans.

#### Programme usine en World RX
Peugeot Sport annonce début mars son arrivée en tant qu'équipe usine en Championnat du monde de rallycross FIA, mettant fin à la collaboration avec l'équipe Hansen. L'équipe Peugeot-Total s'appuie sur une nouvelle Peugeot 208 WRX toujours pilotée par Sébastien Loeb, Timmy Hansen et Kevin Hansen. Sébastien Loeb participe à la première course du championnat britannique de rallycross pour s’entraîner avant la saison de World RX (et repérer le nouveau tracé rallycross du Circuit de Silverstone, manche anglaise du championnat du monde) et remporte la course.

### 2019-2021: Nouveau Dakar, programme partiel en WRC avec Hyundai et Extreme E
Peugeot Sport s'étant retiré de la discipline, Sébastien Loeb prend part au Rallye Dakar avec l'équipe privée PH Sport (en). Il déclare avoir « pris la décision de refaire le Dakar à la dernière minute » et avoir « toujours soif de victoire ».
Outre son retrait du rallye-raid, Peugeot Sport se retire également du championnat du monde de rallycross à la fin de la saison 2018, laissant l'alsacien et son coéquipier Timmy Hansen sans volant pour la saison 2019. De plus, Citroën Racing, avec qui il a conquis ses neuf titres mondiaux en WRC, n'engage que deux voitures pour la saison 2019, empêchant Loeb de rééditer les piges de la saison 2018 et de compléter ainsi son programme.
Le 13 décembre 2018, Hyundai Motorsport recrute le Français en WRC pour 2019 et 2020. Il dispute ainsi six rallyes lors de la saison 2019, l'espagnol Dani Sordo prenant le relais sur les huit autres manches du championnat.
Sébastien Loeb, qui participe à quelques courses du trophée Andros en 2018-19 obtient deux podiums (deuxièmes places) au stade de France et à Val Thorens, avec la voiture électrique Exagon de son équipe SLR.
Le 11 décembre 2020, Sébastien Loeb annonce sa participation en Extreme E avec la pilote espagnole, Cristina Gutiérrez au sein de l'équipe X44 de Lewis Hamilton.

### 2022: Début de saison en fanfare: victoires en Rallye et au ROC
Vingt ans après son premier podium au rallye de Monte-Carlo, il s'engage en compagnie d'Isabelle Galmiche avec l'équipe M-Sport Ford World Rally Team pour y participer une nouvelle fois, à l'occasion du début de l'ère hybride en WRC. Il s'y impose devant Sébastien Ogier et célèbre ainsi sa 80e victoire en championnat du monde des rallyes. Sébastien Loeb devient ainsi, à 47 ans et 11 mois, le vainqueur le plus âgé d'une épreuve de WRC.
Début janvier, il termine également deuxième de l'édition 2022 du Rallye Dakar, puis cinquième au Trophée Andros 2022, et remporte début février en individuel la Race of Champions en battant en finale Sebastian Vettel, bien qu'il s'incline en équipe avec Didier Auriol en quarts de finale de la Nations Cup contre l'équipe nordique. Le 23 octobre, il remporte pour la première fois une manche du championnat du monde de rallye-raid lors du Rallye d'Andalousie (es). Il devient le seul pilote automobile à remporter une épreuve dans quatre championnats du monde différents affiliés à la FIA.
Il remporte le titre 2022 d'Extreme E au sein de l'équipe X44 de Lewis Hamilton qu'il compose avec Cristina Gutiérrez en prenant le dessus sur l'équipe de Nico Rosberg lors de la dernière manche.

### 2023: Record de victoires d'étapes au Dakar
Loeb participe à la deuxième édition du Championnat du monde 2023 de rallye-raid, avec un BRX Hunter amélioré engagé par l'équipe Bahrain Raid Xtreme (en).
Il débute l’année en terminant 2e du Dakar derrière Nasser Al-Attiyah et Mathieu Baumel de Toyota Gazoo Racing, avec un déficit final de 1 heure et 20 minutes. Il remporte sept étapes au total avec six victoires d’étapes consécutives de la 8e à la 13e étape, ce qui établit un nouveau record sur le Dakar.

## Style de pilotage
Sébastien Loeb est avec Petter Solberg et Markko Märtin l'un des pilotes à l'origine de l'introduction dès le début des années 2000 d'un nouveau style épuré dans la conduite des World Rally Cars, copié par leurs successeurs et faisant toujours office de référence à l'époque contemporaine. Privilégiant en permanence la recherche d'efficacité maximale, rendue possible par l'amélioration significative de la manœuvrabilité et de la tenue de route des voitures, cette nouvelle école consiste à parcourir le moins de distance possible en spéciales. Elle se concrétise dans la pratique par l'adoption de techniques de freinage beaucoup plus en ligne ainsi que par la proscription du survirage lors des entrées en courbes afin de limiter au maximum les phénomènes de glisse et de conserver une trajectoire propre. Tranchant radicalement avec le style tout en dérive reposant sur des appels contre-appels dans chaque virage, très en vogue jusque dans les années 1990 et popularisé par les pilotes de l'ère des Groupes B et par l'Écossais Colin McRae, cette méthode est ressentie comme moins spectaculaire aux yeux de nombreux observateurs et ne laisse que peu de marge de sécurité, mais permet de conserver une adhérence optimale se traduisant par de meilleurs temps en spéciales,,,.

« Quand j'ai débuté en rallye, je suivais particulièrement Colin McRae, et j'essayais de l'imiter : j'étais en glissade partout. Un jour, je me suis rendu compte que ça n'était pas efficace en termes de chronos. »

— Sébastien Loeb

« Un jour, je suis monté aux côtés de Colin. C'est incroyable ce qu'il freine tard ! À chaque virage, je me disais Ça va jamais passer ! Et en descendant de la voiture, je me suis dit que personne ne pouvait aller plus vite que lui, que c'était impossible. Et puis, en regardant le chrono et la télémétrie, je me suis aperçu qu'utiliser la route dans ses grandes largeurs, tout le temps, ne représentait pas un avantage. Dans l'équipe, Colin freinait le plus tard, et de loin, mais ça ne compensait pas. Les WRC d'aujourd'hui doivent glisser le moins possible, et même pas du tout. Le pilote ne doit pas sortir de la trajectoire propre pour chercher en permanence l'adhérence. Tout écart se paye par une perte de temps. L'écart devient même béant quand le terrain est décomposé en surface en petites billes, ce que les pilotes appellent la gravette. »

— Jean-Claude Vaucard, directeur technique de Citroën Sport lors de la conquête des premiers titres mondiaux de la marque aux chevrons
Sébastien Loeb est d'autre part réputé comme étant l'un des pilotes les plus complets, faisant preuve d'une faculté d'adaptation naturelle à divers types de terrain et dans toutes les conditions de route. Il s'impose ainsi à plusieurs reprises aussi bien en rallye que sur circuit lors de compétitions internationales et atteint la Super Finale de la Course des Champions, imposant l'usage de véhicules variés sans préparation préalable, lors de chacune de ses sept participations. Cette accoutumance spontanée au profil des épreuves auxquelles il prend part lui permit d'asseoir sa suprématie en WRC durant près d'une décennie en ne laissant transparaître aucune lacune manifeste. Il est ainsi le premier pilote de l'Histoire à s'imposer sur les six surfaces différentes du championnat ainsi que le premier à remporter tous les rallyes classiques du calendrier. Il démontre également une maîtrise inédite des manches asphalte, demeurant invaincu à la régulière sur ce type de revêtement depuis l'obtention de son premier titre mondial jusqu'à sa semi-retraite, et décroche huit victoires au Monte-Carlo, épreuve présentant les conditions de route les plus aléatoires de la discipline,,,.

« On a fait une expérience en rendant la Xsara de Seb sous-vireuse, très difficile à faire pivoter dans les virages. En revenant du test, il ne s'est plaint de rien et son chrono était excellent. On a regardé les datas et on a compris. Il avait corrigé de façon inconsciente en jouant sur le pédalier, sans que l'information ne passe par le cerveau. Savoir conduire différemment une auto pas facile pour rester vite, c'est sa grande force. »

— Jean-Claude Vaucard, directeur technique de Citroën Sport lors de la conquête des premiers titres mondiaux de la marque aux chevrons

« Quand j'arrive à la limite, il s'ouvre un espace de liberté. »

— Sébastien Loeb

« Ce n'est pas le meilleur dans tous les domaines, il l'est dans certains mais ce qui fait sa force, c'est qu'il n'est jamais mauvais dans d'autres. Il n'a pas de failles. Sa valeur moyenne est au-dessus de tous. »

— Didier Clément, ingénieur d'exploitation de Sébastien Loeb chez Citroën Racing

« Il possède la faculté de s'adapter au niveau de contraintes demandé. Il a créé une mémoire corporelle fournie et complète. Il recrute les informations dont il a besoin dans cette base de données. Plus vous lui en demandez, plus il va chercher d'informations. Son sens de l'anticipation et de la prédiction le place hors de la réflexion. Cela devient automatique et à 200 km/h, on n'a pas le temps de réfléchir. »

— Marc Germain, ostéopathe chez Citroën Racing

## Hommages, distinctions et accomplissements
Sébastien Loeb est considéré comme le plus grand pilote de rallye de tous les temps par de nombreux observateurs et par ses pairs, ayant détenu au crépuscule de sa carrière la plupart des records de la discipline,,,,. Ses neuf titres mondiaux acquis consécutivement dans une même catégorie reine constituent une performance inédite dans le sport automobile, uniquement surpassée par les dix couronnes de l'Italien Guido Cappellini et du Britannique Steve Webster sur l'ensemble des sports mécaniques. Parmi ses multiples réalisations, il est le premier pilote à s'être imposé sur les six surfaces différentes du WRC et à avoir inscrit à son palmarès l'ensemble des rallyes classiques du calendrier. Il a brisé l'hégémonie des Nordiques sur leurs terres en devenant le premier pilote non nordique à remporter le rallye de Suède et plusieurs fois le rallye de Finlande. Invaincu à la régulière sur les manches asphalte entre l'obtention de son premier titre mondial et sa semi-retraite, il a exploité sa maîtrise du bitume pour entamer une reconversion sur circuit et devient, après Sandro Munari et Walter Röhrl, le troisième homme à rencontrer le succès dans les deux disciplines au niveau mondial. Le 2 octobre 2016, il devient le premier pilote de l'Histoire à s'imposer dans des épreuves de trois championnats du monde FIA différents à la suite de sa victoire dans la manche lettone du mondial de rallycross. En s'imposant lors du rallye-raid d'Andalousie le 23 octobre 2022 il complète sa collection en devenant le seul pilote automobile à remporter une manche dans quatre championnats du monde différents affiliés à la FIA.
Il se voit décerner le titre annuel de meilleur pilote de rallye à sept reprises par le journal britannique Autosport et est reconnu comme sportif préféré des Français durant cinq années consécutives,. Il a donné son nom à l'un des virages de l'Anneau du Rhin ainsi qu'à un complexe de trois salles omnisports implémenté dans sa ville natale d'Haguenau,. Il est fait Chevalier de la Légion d'honneur le 31 décembre 2006. , et est décoré de l'insigne en 2009, il se voit remettre une Licence de Platine, distinction créée spécialement en son honneur, par la FFSA lors de l'aboutissement de sa carrière rallystique,. C'est également à cette période qu'il reçoit des hommages multiples de la part de ses adversaires.
Une rue porte son nom dans la commune de Chatuzange-le-Goubet (Drôme), où se trouve une concession Citroën Peugeot.

« Je ne connais pas de pilote plus polyvalent. Il a toujours été rapide sur toutes les surfaces. Mais à mes yeux, son plus gros point fort, c’est sa façon d’aborder les rallyes, et sa carrière en fait. Il est totalement imperméable à la pression. Je le considère comme le plus grand de tous. Je pensais auparavant que Walter Röhrl ne pourrait jamais être surpassé, mais malheureusement il y est parvenu. Remporter neuf titres consécutifs est incroyable. Je ne dirais pas que cela n'arrivera plus, mais ce sera clairement un record très difficile à battre. Je me sens privilégié d’avoir pu être le témoin de toutes ses victoires, même si cela a dû me coûter sept titres mondiaux. Je garderai en mémoire ses duels fantastiques contre Marcus Grönholm. »

— Malcolm Wilson, directeur de l'écurie Ford World Rally Team,

« Les stratégies qu'il met en œuvre sur chaque rallye sont toujours sans failles. Il a un don pour savoir quand il doit attaquer, et le plus important quand il doit rester prudent. Après avoir remporté neuf titres mondiaux, je le considère comme le meilleur de tous, et le plus clairvoyant. »

— Jari-Matti Latvala

« Il est le plus grand pilote de l'Histoire du WRC, mais il est encore plus que ça. Ses records sont impressionnants, mais il fut surtout un grand ambassadeur pour son sport et pour Citroën. Il n'y aura probablement plus jamais de pilote comme lui. »

— Khalid Al Qassimi

« Lorsque j'ai découvert Sébastien, j'ai découvert un talent. Je lui ai donné des voitures et, aussitôt, il m'a démontré qu'il avait un énorme potentiel. J'avais placé la barre tellement haut en ce qui concerne mes ambitions sur Seb que je n'ai jamais été étonné ensuite. Avant de l'avoir vu personnellement, ce qui m'avait frappé, c'était ses temps en 1 600 cm3 sur un terrain très difficile face à Bérenguer qui était la référence dans la discipline. Ensuite quand je l'ai vu pour la première fois, j'ai compris que j'avais en face de moi un garçon intelligent, qui a, sous des airs presque timides, son franc-parler. Quelquefois, il peut même être un peu provocateur. »

— Guy Fréquelin

« J'ai vu pas mal de pilotes de rallyes, des Vatanen, Salonen, Kankkunen, Biasion et autres Sainz… Je me souviens que Kankkunen faisait très peu de reconnaissances en spéciales par rapport à ce qui lui était permis et qu'il arrivait toujours à sortir des super chronos tout de suite. Sébastien lui ressemble dans cette capacité à intégrer très vite toutes les contraintes et caractéristiques d'un terrain nouveau pour aller immédiatement très vite. Mais de tous les pilotes que j'ai vus, je trouve que c'est Henri Toivonen qui lui ressemble le plus. Toivonen était fascinant sur le goudron, le plus redoutable de tous les Finlandais. Je rapprocherais aussi Sébastien de Walter Rörhl, un surdoué parmi les surdoués. Avec un plus pour Sébastien : le sérieux. La compétence en mise au point aussi, et le côté travailleur. Sébastien est le phénomène des rallyes, et il faut se rendre compte qu'on vit un truc assez unique. »

— Bruno Saby

« Je n'ai que des compliments à l'égard de Sébastien. C'est peut-être le meilleur pilote de tous les temps. Il roule à 100 %. Un seul pilote pouvait le battre, Marcus Grönholm, qui a essayé d'aller plus vite mais qui a commis des erreurs. Sébastien, c'est le genre de monstre que l'on voit tous les trente ans ! Le pilote que le rallye n'a jamais connu. À l'époque, on citait Walter Rörhl mais Sébastien aurait pu faire carrière dans les années 70, 80 ou 90 avec le même succès. Personne n'aurait pu aller le chercher. Personne. Sébastien est battable sur deux-trois courses mais pas sur un championnat. »

— Gilles Panizzi
Loeb reste quant à lui perplexe face à ces louanges, affirmant à l'envi ne pas pouvoir être comparé avec ses illustres prédécesseurs en raison de la dissimilitude des époques. Il attribue également une part significative de son succès au niveau de compétitivité de Citroën Racing, équipe qui l'aura accompagné durant la majorité de sa carrière. Lorsque interrogé sur l'adversaire le plus doué qu'il ait eu à affronter, il cite tout d'abord Jean-François Bérenguer en référence à la période où il évoluait au niveau national, puis surtout Marcus Grönholm, considérant le Finlandais comme son rival le plus redoutable :

« J'ai toujours respecté tous mes adversaires mais si je dois en citer un c'est sans doute Marcus Grönholm. C'est le seul contre qui il est arrivé que, même en étant à la limite et dans des conditions équivalentes, je me sois retrouvé impuissant, me demandant comment il pouvait faire des temps pareils. Il y a de plus toujours eu un immense respect entre nous. »

— Sébastien Loeb,,,

## Revenus, sponsoring et patrimoine
Depuis l'avènement de sa carrière internationale et la conquête de ses premiers titres mondiaux, Sébastien Loeb figure parmi les dix sportifs les mieux payés de l'Hexagone, le premier dans la catégorie des sports individuels, avec des revenus annuels avoisinant les huit millions d'euros,. En 2012, le prolongement de son contrat avec Citroën Racing pour deux saisons et sa valorisation en tant qu'ambassadeur du groupe PSA lui confèrent un salaire de vingt millions d'euros hors primes, équivalant aux plus élevés du genre dans le sport automobile. Il se distingue au sein du milieu des célébrités sportives en ayant fait le choix de n'avoir recours à aucun agent ou gestionnaire de fortune, préférant conduire lui-même ses affaires et sa carrière avec l'aide de son épouse,.
Loeb a également associé son image à plusieurs marques au travers de divers contrats de sponsoring. La première et la plus fidèle d'entre elles, PlayStation, signe avec l'Alsacien dès 2001 dans le but de promouvoir la série Gran Turismo. Un premier jeu vidéo à son effigie, WRC avec Sébastien Loeb : Édition 2005, est conçu par Sony Computer Entertainment sur la série de consoles du même nom, suivi d'une nouvelle production en 2016, intitulée Sébastien Loeb Rally Evo et développée par le studio Milestone. L'Alsacien fait également partie des égéries de la boisson énergisante Red Bull pour laquelle il prend régulièrement part à des Road Show promotionnels et prête son portrait pour des tirages limités des célèbres canettes,. Ses autres partenariats incluent les marques Mennen, Oakley, Numericable, Richard Mille, Teddy Smith, Thalys, Carola, Inforad, Eurodatacar, Marvin Watches ainsi que les groupes Total, Allianz, SEW-Usocome et La Poste. Partenaire de son fan club depuis les premiers jours, l'exploitant viticole Arthur Metz conçoit en 2014 une cuvée de Crémant d'Alsace à l'effigie du champion du monde.
Il accompagne Dominique Heintz en novembre 2009 dans une prise de participation de PH Sport, structure de référence dans le rallye automobile, aux côtés de son gérant Bernard Piallat dont l'associé historique vient de se retirer. Des divergences de point de vue sur le développement de l'entreprise apparaissent au bout de quelques mois, Heintz et Loeb étant désireux d'en étendre les activités vers les compétitions sur circuit. Les deux hommes revendent l'intégralité de leurs parts un an plus tard devant le refus de Bernard Piallat sans pour autant renoncer à leur projet qui se concrétise en octobre 2011 avec la création du Sébastien Loeb Racing.
En juin 2012, Sébastien Loeb intègre le rang des actionnaires du Racing Club de Strasbourg sous l'impulsion de son président Marc Keller dans le but de sauver de la faillite le club de football alsacien. Il y injecte cent-cinquante mille euros en numéraire et obtient en retour 12,5 % des parts dans le nouveau capital,,. Le bilan financier de l'ensemble ayant été assaini, il revend sa participation quinze mois plus tard aux autres investisseurs ayant pris part à l'opération.
Il est également propriétaire d'un yacht Mangusta de vingt-cinq mètres baptisé Scratch, d'un jet privé et d'un hélicoptère EC120 Colibri qu'il utilise régulièrement à travers l'Europe occidentale pour assurer les rendez-vous sportifs et relationnels de son agenda,,. De plus, Sébastien Loeb est propriétaire d'une McLaren 675LT, d'une Lamborghini Huracán STO, d'une Audi RS6 et d'une Renault 5 Turbo 1.
En 2022, il s'associe avec MyTvchain (Première place de marché Fan2Earn NFT au monde, combinant NFT Gaming, WebTV Sport et DeFi), afin de lancer sa première collection de 2004 NFT en mémoire de son titre WRC,,,.

## Sébastien Loeb Racing
Le 29 octobre 2011, Sébastien Loeb et Dominique Heintz, le mécène qui lança la carrière du champion du monde des rallyes en 1997, annoncent au Castellet la création de l'écurie Sébastien Loeb Racing consacrée à la compétition automobile sur circuit : « Avec Dominique, nous avons souvent évoqué cette envie de lancer un team ensemble. Une vraie amitié nous lie. L'histoire a débuté il y a quinze ans : c’est lui qui m’a lancé. On s’était promis de le faire… et le jour est venu ! ». Basée à Soultz-sous-Forêts, la nouvelle structure construit son premier programme sportif autour d'un engagement en Porsche Carrera Cup France et en European Le Mans Series à compter de la saison 2012, et se fixe comme objectif une participation aux 24 Heures du Mans à l'horizon 2013. L'acquisition de deux Porsche 997 GT3 Cup et d'un prototype Oreca 03-Nissan LMP2 est engagée à cet effet. Sponsor personnel de l'Alsacien depuis 2001, la marque PlayStation accompagne le projet financièrement aux côtés des partenaires régionaux CroisiEurope et SEW-Usocome,,,,,,.
La nouvelle équipe fait ses débuts en compétition le 1er avril 2012 lors des 6 Heures du Castellet,. En 2013, elle supporte l'engagement de Sébastien Loeb en FIA GT Series avec deux McLaren MP4-12C GT3 dans le cadre de la reconversion sur circuit de son cofondateur. Après une première participation aux 24 Heures du Mans lors de l'édition 2014, le SLR poursuit son développement international en 2015 en appuyant le programme officiel de Citroën Racing en WTCC avec l'exploitation d'une C-Élysée. C'est au cours de la même période que la structure alsacienne diversifie ses activités en s'associant avec ADESS AG et SORA Racing pour fonder LAS Motorsport, entité destinée à la commercialisation d'un nouveau prototype répondant aux normes LMP3. Après quatre saisons sportives disputées sur circuit, la jeune équipe continue son expansion en faisant ses premiers pas en rallye à compter de 2016, avec l'engagement d'une Citroën DS3 R3 Max dans le mondial junior ainsi que d'une Peugeot 208 T16 en WRC-2 et en Coupe de France,.

## Résultats en compétition automobile

### Résultats en rallye

#### Résultats complets en Championnat du monde des rallyes
| Saison | Équipe                                   | Départs | Victoires | Podiums | Scratchs | Abandons | Points | Clas.    |
| ------ | ---------------------------------------- | ------- | --------- | ------- | -------- | -------- | ------ | -------- |
| 1999   | Équipe de France FFSA                    | 3       | 0         | 0       | 0        | 1        | 0      | NC       |
| 2000   | Équipe de France FFSA                    | 4       | 0         | 0       | 0        | 1        | 0      | NC       |
| 2001   | Automobiles Citroën                      | 8       | 0         | 1       | 4        | 1        | 6      | 14e      |
| 2002   | Automobiles Citroën Piedrafita Sport     | 9       | 1         | 2       | 19       | 2        | 18     | 10e      |
| 2003   | Citroën Total                            | 14      | 3         | 7       | 38       | 3        | 71     | 2e       |
| 2004   | Citroën Total                            | 16      | 6         | 12      | 65       | 2        | 118    | 1er      |
| 2005   | Citroën Total                            | 16      | 10        | 13      | 129      | 2        | 127    | 1er      |
| 2006   | Kronos Total Citroën World Rally Team    | 12      | 8         | 12      | 86       | 0        | 112    | 1er      |
| 2007   | Citroën Total World Rally Team           | 16      | 8         | 13      | 102      | 2        | 116    | 1er      |
| 2008   | Citroën Total World Rally Team           | 15      | 11        | 13      | 116      | 1        | 122    | 1er      |
| 2009   | Citroën Total World Rally Team           | 12      | 7         | 9       | 88       | 1        | 93     | 1er      |
| 2010   | Citroën Total World Rally Team           | 13      | 8         | 12      | 96       | 0        | 276    | 1er      |
| 2011   | Citroën Total World Rally Team           | 13      | 5         | 9       | 65       | 2        | 222    | 1er      |
| 2012   | Citroën Total World Rally Team           | 13      | 9         | 10      | 72       | 2        | 270    | 1er      |
| 2013   | Citroën Total Abu Dhabi World Rally Team | 4       | 2         | 3       | 21       | 1        | 68     | 8e       |
| 2015   | Citroën Total Abu Dhabi World Rally Team | 1       | 0         | 0       | 5        | 0        | 6      | 18e      |
| 2018   | Citroën Total Abu Dhabi World Rally Team | 3       | 1         | 1       | 9        | 0        | 43     | 13e      |
| 2019   | Hyundai Shell Mobis WRT                  | 6       | 0         | 1       | 9        | 1        | 51     | 11e      |
| 2020   | Hyundai Shell Mobis WRT                  | 2       | 0         | 1       | 1        | 0        | 24     | 10e      |
| 2022   | M-Sport Ford World Rally Team            | 4       | 1         | 1       | 14       | 2        | 35     | 11e      |
| Total  |                                          | 184     | 80        | 120     | 947      | 24       | 1778   | 9 titres |

*Saison en cours, classement au 19 juin 2022

#### Résultats détaillés en Championnat du monde des rallyes
- Sébastien Loeb franchit la ligne d'arrivée du rallye Monte-Carlo 2002 en tête avant d'écoper de deux minutes de pénalité en raison d'un changement de pneumatiques effectué par Citroën dans une mauvaise zone du parc d'assistance.
- Arrivé second du rallye de Chypre 2004, il est déclaré vainqueur sur tapis vert après la disqualification de Marcus Grönholm pour cause de turbine de pompe à eau non conforme.
- En réaction à la mort accidentelle du copilote Michael Park, il renonce à une victoire acquise au rallye de Grande-Bretagne 2005 en pointant volontairement en avance à l'entrée du parc fermé, écopant ainsi de deux minutes de pénalité.
- Vainqueur du rallye d'Australie 2009, il est déclassé en seconde position au lendemain de la cérémonie du podium en raison d'une erreur administrative de Citroën.

| Saison | 1   | 2      | 3      | 4      | 5      | 6      | 7      | 8   | 9      | 10  | 11     | 12     | 13     | 14     | 15     | 16     | Points | Clas. |
| --- | --- | ------ | ------ | ------ | ------ | ------ | ------ | --- | ------ | --- | ------ | ------ | ------ | ------ | ------ | ------ | ------ | ----- |
| 1999 | MON | SWE    | KEN    | POR    | ESP    | FRA    | ARG    | GRE | NZL    | FIN | CHN    | ITA    | AUS    | GBR    |        |        | 0      | NC    |
| 1999 | -   | -      | -      | -      | Ab.[1] | 19e    | -      | -   | -      | -   | -      | 21e    | -      | -      |        |        | 0      | NC    |
| Gr. A6 |     |        |        |        | Ab.[1] | 1er    |        |     |        |     |        | 1er    |        |        |        |        | N/A    | N/A   |
| |     |        |        |        |        |        |        |     |        |     |        |        |        |        |        |        |        |       |
| 2000 | MON | SWE    | KEN    | POR    | ESP    | ARG    | GRE    | NZL | FIN    | CYP | FRA    | ITA    | AUS    | GBR    |        |        | 0      | NC    |
| 2000 | -   | -      | -      | -      | -      | -      | -      | -   | Ab.[2] | -   | 9e     | 10e    | -      | 38e    |        |        | 0      | NC    |
| Gr. A6 |     |        |        |        |        |        |        |     | Ab.[2] |     |        |        |        | 1er    |        |        | N/A    | N/A   |
| |     |        |        |        |        |        |        |     |        |     |        |        |        |        |        |        |        |       |
| 2001 | MON | SWE    | POR    | ESP    | ARG    | CYP    | GRE    | KEN | FIN    | NZL | ITA    | FRA    | AUS    | GBR    |        |        | 6      | 14e   |
| 2001 | 15e | Ab.[2] | -      | 15e    | -      | -      | 19e    | -   | 28e    | -   | 2e     | 13e    | -      | 15e    |        |        | 6      | 14e   |
| JWRC |     |        |        | 1er    |        |        | 1er    |     | 1er    |     | -      | 1er    |        | 1er    |        |        | 50     | 1er   |
| Gr. A6 | 2e  | Ab.[2] |        |        |        |        |        |     |        |     |        |        |        |        |        |        | N/A    | N/A   |
| |     |        |        |        |        |        |        |     |        |     |        |        |        |        |        |        |        |       |
| 2002 | MON | SWE    | FRA    | ESP    | CYP    | ARG    | GRE    | KEN | FIN    | GER | ITA    | NZL    | AUS    | GBR    |        |        | 18     | 10e   |
| 2002 | 2e  | 17e    | -      | Ab.[1] | -      | -      | 7e     | 5e  | 10e    | 1er | -      | -      | 7e     | Ab.[2] |        |        | 18     | 10e   |
| |     |        |        |        |        |        |        |     |        |     |        |        |        |        |        |        |        |       |
| 2003 | MON | SWE    | TUR    | NZL    | ARG    | GRE    | CYP    | GER | FIN    | AUS | ITA    | FRA    | ESP    | GBR    |        |        | 71     | 2e    |
| 2003 | 1er | 7e     | Ab.[4] | 4e     | Ab.[1] | Ab.[2] | 3e     | 1er | 5e     | 2e  | 1er    | 13e    | 2e     | 2e     |        |        | 71     | 2e    |
| |     |        |        |        |        |        |        |     |        |     |        |        |        |        |        |        |        |       |
| 2004 | MON | SWE    | MEX    | NZL    | CYP    | GRE    | TUR    | ARG | FIN    | GER | JPN    | GBR    | ITA    | FRA    | ESP    | AUS    | 118    | 1er   |
| 2004 | 1er | 1er    | Ab.[2] | 4e     | 1er    | 2e     | 1er    | 2e  | 4e     | 1er | 2e     | 2e     | 2e     | 2e     | Ab.[2] | 1er    | 118    | 1er   |
| |     |        |        |        |        |        |        |     |        |     |        |        |        |        |        |        |        |       |
| 2005 | MON | SWE    | MEX    | NZL    | ITA    | CYP    | TUR    | GRE | ARG    | FIN | GER    | GBR    | JPN    | FRA    | ESP    | AUS    | 127    | 1er   |
| 2005 | 1er | Ab.[2] | 4e     | 1er    | 1er    | 1er    | 1er    | 1er | 1er    | 2e  | 1er    | 3e     | 2e     | 1er    | 1er    | Ab.[1] | 127    | 1er   |
| |     |        |        |        |        |        |        |     |        |     |        |        |        |        |        |        |        |       |
| 2006 | MON | SWE    | MEX    | ESP    | FRA    | ARG    | ITA    | GRE | GER    | FIN | JPN    | CYP    | TUR    | AUS    | NZL    | GBR    | 112    | 1er   |
| 2006 | 2e  | 2e     | 1er    | 1er    | 1er    | 1er    | 1er    | 2e  | 1er    | 2e  | 1er    | 1er    | -      | -      | -      | -      | 112    | 1er   |
| |     |        |        |        |        |        |        |     |        |     |        |        |        |        |        |        |        |       |
| 2007 | MON | SWE    | NOR    | MEX    | POR    | ARG    | ITA    | GRE | FIN    | GER | NZL    | ESP    | FRA    | JPN    | IRL    | GBR    | 116    | 1er   |
| 2007 | 1er | 2e     | 14e    | 1er    | 1er    | 1er    | Ab.[1] | 2e  | 3e     | 1er | 2e     | 1er    | 1er    | Ab.[1] | 1er    | 3e     | 116    | 1er   |
| |     |        |        |        |        |        |        |     |        |     |        |        |        |        |        |        |        |       |
| 2008 | MON | SWE    | MEX    | ARG    | JOR    | ITA    | GRE    | TUR | FIN    | GER | NZL    | ESP    | FRA    | JPN    | GBR    |        | 122    | 1er   |
| 2008 | 1er | Ab.[2] | 1er    | 1er    | 10e    | 1er    | 1er    | 3e  | 1er    | 1er | 1er    | 1er    | 1er    | 3e     | 1er    |        | 122    | 1er   |
| |     |        |        |        |        |        |        |     |        |     |        |        |        |        |        |        |        |       |
| 2009 | IRL | NOR    | CYP    | POR    | ARG    | ITA    | GRE    | POL | FIN    | AUS | ESP    | GBR    |        |        |        |        | 93     | 1er   |
| 2009 | 1er | 1er    | 1er    | 1er    | 1er    | 4e     | Ab.[1] | 7e  | 2e     | 2e  | 1er    | 1er    |        |        |        |        | 93     | 1er   |
| |     |        |        |        |        |        |        |     |        |     |        |        |        |        |        |        |        |       |
| 2010 | SWE | MEX    | JOR    | TUR    | NZL    | POR    | BUL    | FIN | GER    | JPN | FRA    | ESP    | GBR    |        |        |        | 276    | 1er   |
| 2010 | 2e  | 1er    | 1er    | 1er    | 3e     | 2e     | 1er    | 3e  | 1er    | 5e  | 1er    | 1er    | 1er    |        |        |        | 276    | 1er   |
| |     |        |        |        |        |        |        |     |        |     |        |        |        |        |        |        |        |       |
| 2011 | SWE | MEX    | POR    | JOR    | ITA    | ARG    | GRE    | FIN | GER    | AUS | FRA    | ESP    | GBR    |        |        |        | 222    | 1er   |
| 2011 | 6e  | 1er    | 2e     | 3e     | 1er    | 1er    | 2e     | 1er | 2e     | 10e | Ab.[2] | 1er    | Ab.[3] |        |        |        | 222    | 1er   |
| |     |        |        |        |        |        |        |     |        |     |        |        |        |        |        |        |        |       |
| 2012 | MON | SWE    | MEX    | POR    | ARG    | GRE    | NZL    | FIN | GER    | GBR | FRA    | ITA    | ESP    |        |        |        | 270    | 1er   |
| 2012 | 1er | 6e     | 1er    | Ab.[1] | 1er    | 1er    | 1er    | 1er | 1er    | 2e  | 1er    | Ab.[1] | 1er    |        |        |        | 270    | 1er   |
| |     |        |        |        |        |        |        |     |        |     |        |        |        |        |        |        |        |       |
| 2013 | MON | SWE    | MEX    | POR    | ARG    | GRE    | ITA    | FIN | GER    | AUS | FRA    | ESP    | GBR    |        |        |        | 68     | 8e    |
| 2013 | 1er | 2e     | -      | -      | 1er    | -      | -      | -   | -      | -   | Ab.[1] | -      | -      |        |        |        | 68     | 8e    |
| |     |        |        |        |        |        |        |     |        |     |        |        |        |        |        |        |        |       |
| 2015 | MON | SWE    | MEX    | ARG    | POR    | ITA    | POL    | FIN | GER    | AUS | FRA    | ESP    | GBR    |        |        |        | 6      | 18e   |
| 2015 | 8e  | -      | -      | -      | -      | -      | -      | -   | -      | -   | -      | -      | -      |        |        |        | 6      | 18e   |
| |     |        |        |        |        |        |        |     |        |     |        |        |        |        |        |        |        |       |
| 2018 | MON | SWE    | MEX    | FRA    | ARG    | POR    | ITA    | FIN | GER    | TUR | GBR    | ESP    | AUS    |        |        |        | 43     | 13e   |
| 2018 | -   | -      | 5e     | 14e    | -      | -      | -      | -   | -      | -   | -      | 1er    | -      |        |        |        | 43     | 13e   |
| |     |        |        |        |        |        |        |     |        |     |        |        |        |        |        |        |        |       |
| 2019 | MON | SWE    | MEX    | FRA    | ARG    | CHI    | POR    | ITA | FIN    | GER | TUR    | GBR    | ESP    | AUS    |        |        | 51     | 11e   |
| 2019 | 4e  | 7e     | -      | 8e     | -      | 3e     | Ab.[1] | -   | -      | -   | -      | -      | 4e     | An.    |        |        | 51     | 11e   |
| |     |        |        |        |        |        |        |     |        |     |        |        |        |        |        |        |        |       |
| 2020 | MON | SWE    | MEX    | EST    | TUR    | ITA    | BEL    |     |        |     |        |        |        |        |        |        | 24     | 10e   |
| 2020 | 6e  | -      | -      | -      | 3e     | -      | -      |     |        |     |        |        |        |        |        |        | 24     | 10e   |
| |     |        |        |        |        |        |        |     |        |     |        |        |        |        |        |        |        |       |
| 2022 | MON | SWE    | CRO    | POR    | ITA    | KEN    | EST    | FIN | BEL    | GRE | NZL    | ESP    | JPN    |        |        |        | 35     | 11e   |
| 2022 | 1er | -      | -      | Ab.[2] | -      | 8e     | -      | -   | -      | Ab. | -      | -      | -      |        |        |        | 35     | 11e   |
| Motifs des abandons : 1. Sortie de route, accident, tonneau(x) 2. Mécanique, moteur 3. Collision sur liaison 4. Panne d'essence |     |        |        |        |        |        |        |     |        |     |        |        |        |        |        |        |        |       |

*Saison en cours

### Résultats sur circuit

#### Résultats complets sur circuit
| Saison | Championnat                                   | Catégorie | Équipe                   | Départs         | Victoires       | Poles           | M. Tours        | Podiums         | Points          | Clas.           |
| ------ | --------------------------------------------- | --------- | ------------------------ | --------------- | --------------- | --------------- | --------------- | --------------- | --------------- | --------------- |
| 2002   | Coupe de France FFSA de Formule France        | N/A       | Exess Compétition        | 1               | 1               | 1               | 1               | 1               | 22              | 9e              |
| 2005   | 24 Heures du Mans                             | LMP1      | Pescarolo Sport          | 1               | 0               | 0               | 0               | 0               | N/A             | Ab.             |
| 2006   | 24 Heures du Mans                             | LMP1      | Pescarolo Sport          | 1               | 0               | 0               | 0               | 1               | N/A             | 2e              |
| 2008   | Championnat de France FFSA GT                 | GT2       | Pro GT by Alméras        | 2               | 0               | 0               | 1               | 1               | 5               | 34e             |
| 2008   | Porsche Carrera Cup France                    | N/A       | Porsche France           | 2               | 0               | 0               | 0               | 0               | 0               | NC              |
| 2008   | Formule 1                                     | N/A       | Red Bull Racing          | Pilote d'essais | Pilote d'essais | Pilote d'essais | Pilote d'essais | Pilote d'essais | Pilote d'essais | Pilote d'essais |
| 2009   | Championnat de France FFSA GT                 | GT1       | Solution F               | 2               | 0               | 0               | 0               | 0               | 0               | NC              |
| 2009   | Porsche Carrera Cup France                    | N/A       | Pro GT by Alméras        | 2               | 0               | 0               | 0               | 0               | 0               | NC              |
| 2010   | Championnat de France FFSA GT                 | N/A       | Sport Garage             | 2               | 0               | 0               | 0               | 0               | 0               | NC              |
| 2010   | International GT Open                         | GTS       | Pro GT by Alméras        | 2               | 0               | 0               | 0               | 0               | 0               | NC              |
| 2011   | Championnat de France FFSA GT                 | N/A       | AF Corse                 | 2               | 0               | 0               | 0               | 0               | 0               | NC              |
| 2011   | Porsche Carrera Cup France                    | N/A       | Pulsat Racing Technology | 2               | 0               | 0               | 0               | 2               | 0               | NC              |
| 2012   | Porsche Carrera Cup France                    | N/A       | Sébastien Loeb Racing    | 2               | 2               | 2               | 0               | 2               | 0               | NC              |
| 2012   | Mitjet 2L Supersport                          | N/A       | Sébastien Loeb Racing    | 2               | 1               | 0               | 0               | 2               | 0               | NC              |
| 2012   | Championnat de France FFSA GT                 | N/A       | Sébastien Loeb Racing    | 2               | 0               | 0               | 0               | 2               | 30              | 17e             |
| 2013   | FIA GT Series                                 | Pro Cup   | Sébastien Loeb Racing    | 12              | 4               | 4               | 1               | 5               | 82              | 4e              |
| 2013   | Porsche Supercup                              | N/A       | Porsche AG               | 2               | 0               | 0               | 0               | 0               | 0               | NC              |
| 2013   | Supertourisme 2L by Mitjet                    | N/A       | Sébastien Loeb Racing    | 5               | 2               | 1               | 0               | 5               | 0               | NC              |
| 2013   | Championnat de France FFSA GT                 | N/A       | Sébastien Loeb Racing    | 2               | 0               | 0               | 0               | 0               | 0               | NC              |
| 2013   | Porsche Carrera Cup Asia                      | N/A       | Team Carrera Cup Asia    | 1               | 0               | 0               | 0               | 1               | 0               | NC              |
| 2014   | Championnat du monde des voitures de tourisme | TC1       | Citroën Total WTCC       | 23              | 2               | 0               | 2               | 8               | 295             | 3e              |
| 2014   | Supertourisme by Mitjet                       | N/A       | Sébastien Loeb Racing    | 5               | 1               | 0               | 0               | 2               | 0               | NC              |
| 2015   | Championnat du monde des voitures de tourisme | N/A       | Citroën Total WTCC       | 24              | 4               | 1               | 4               | 12              | 356             | 3e              |
| 2015   | Championnat de France FFSA Supertourisme      | N/A       | Sébastien Loeb Racing    | 8               | 2               | 1               | 3               | 5               | 240 (308)       | 28e             |
| 2015   | Porsche Supercup                              | N/A       | Sébastien Loeb Racing    | 2               | 0               | 0               | 0               | 0               | 0               | NC              |
| 2019   | Championnat de France FFSA GT - GT4 France    | N/A       | Sébastien Loeb Racing    | 2               | 0               | 0               | 0               | 0               | 0               | NC              |